# Lijst van werken van Rafaël
Deze lijst geeft een overzicht van de werken van de Italiaanse renaissanceschilder Rafaël.

## Schilderijen
| Afbeelding | Titel | Datering             | Techniek                                                               | Afmetingen h x b (cm) | Verblijfplaats                                              | Opmerkingen                                                                            | Cat. |
| ---------- | --- | -------------------- | ---------------------------------------------------------------------- | --------------------- | ----------------------------------------------------------- | -------------------------------------------------------------------------------------- | ---- |
|            | Madonna in Huize Santi | ca. 1498 of ca. 1503 | Fresco                                                                 | 97 × 67               | Urbino, Casa Santi                                          | Werd voorheen toegeschreven aan Giovanni Santi, de vader van Rafaël                    | 14   |
|            | Vaandel van de Drievuldigheid Voorzijde: De Heilige Drievuldigheid                                                                           | ca. 1499             | Olieverf op doek                                                       | 166 × 94              | Città di Castello, Pinacoteca comunale di Città di Castello |                                                                                        | 1a   |
|            | Vaandel van de Drievuldigheid Achterzijde: De schepping van Eva                                                                              | ca. 1499             | Olieverf op doek                                                       | 166 × 94              | Città di Castello, Pinacoteca comunale di Città di Castello |                                                                                        | 1b   |
|            | Fragment van het Baronci-altaarstuk (Altaarstuk van de zalige Nicola da Tolentino): Engel                                                    | 1500-1501            | Olieverf op doek, overgebracht van paneel                              | 31 × 26               | Brescia, Pinacoteca Tosio Martinengo                        |                                                                                        | 3a   |
|            | Fragment van het Baronci-altaarstuk: Engel met banderol                                                                                      | 1500-1501            | Olieverf op paneel                                                     | 58 × 36               | Parijs, Louvre                                              |                                                                                        | 3b   |
|            | Twee fragmenten van het Baronci-altaarstuk: God de Vader en De Maagd Maria                                                                   | 1500-1501            | Olieverf op paneel                                                     | 110 × 73              | Napels, Museo di Capodimonte                                |                                                                                        | 3c   |
|            | Madonna Solly | ca. 1502             | Olieverf op paneel                                                     | 52 × 38               | Berlijn, Gemäldegalerie                                     |                                                                                        | 5    |
|            | Madonna met Kind tussen de heiligen Hiëronymus en Franciscus                                                                                 | ca. 1502             | Olieverf op paneel                                                     | 34 × 29               | Berlijn, Gemäldegalerie                                     |                                                                                        | 6    |
|            | De heilige Sebastiaan | 1501-1502            | Olieverf op paneel                                                     | 45,1 × 36,5           | Bergamo, Accademia Carrara                                  |                                                                                        | 4    |
|            | De opstanding van Christus | 1499-1502            | Olieverf op paneel                                                     | 52 × 44               | São Paulo, Museu de Arte de São Paulo                       |                                                                                        | 2    |
|            | De Mond-kruisiging of De Gavari-kruisiging                                                                                                   | 1502-1503            | Olieverf op paneel                                                     | 283,3 × 167,3         | Londen, National Gallery                                    |                                                                                        | 12a  |
|            | Eusebius van Cremona laat drie mannen opstaan uit de dood met de mantel van de heilige Hiëronymus                                            | 1502-1503            | Olieverf op paneel                                                     | 25,6 × 43,9           | Lissabon, Museu Nacional de Arte Antiga                     |                                                                                        | 12b  |
|            | De heilige Hiëronymus redt Sylvanus en straft ketter Sabinianus                                                                              | 1502-1503            | Olieverf op paneel                                                     | 25,7 × 41,9           | Raleigh, North Carolina Museum of Art                       |                                                                                        | 12c  |
|            | Madonna met Kind en boek | 1502-1503            | Olieverf op paneel                                                     | 55,2 × 40             | Pasadena, Norton Simon Museum                               |                                                                                        | 9    |
|            | Oddi-altaarstuk: De kroning van de Maagd | 1503-1505            | Olieverf op paneel, overgebracht op doek                               | 272 × 165             | Vaticaanse Musea                                            |                                                                                        | 10a  |
|            | Oddi-altaarstuk: De annunciatie | 1503-1505            | Olieverf op paneel                                                     | 27 × 50               | Vaticaanse Musea                                            |                                                                                        | 10b  |
|            | Oddi-altaarstuk: De aanbidding door de wijzen                                                                                                | 1503-1505            | Olieverf op paneel                                                     | 27 × 50               | Vaticaanse Musea                                            |                                                                                        | 10c  |
|            | Oddi-altaarstuk: De presentatie in de tempel                                                                                                 | 1503-1505            | Olieverf op paneel                                                     | 27 × 50               | Vaticaanse Musea                                            |                                                                                        | 10d  |
|            | De droom van de ridder | ca. 1503-1505        | Olieverf op paneel                                                     | 17,1 × 17,3           | Londen, National Gallery                                    |                                                                                        | 17   |
|            | De drie gratiën | ca. 1503-1505        | Olieverf op paneel                                                     | 17 × 17               | Chantilly, Musée Condé (Kasteel van Chantilly)              |                                                                                        | 18   |
|            | Portret van een man | ca. 1503-1504        | Olieverf op paneel                                                     | 45 × 31               | Rome, Galleria Borghese                                     |                                                                                        |      |
|            | Portret van een man | ca. 1503-1504        | Olieverf op paneel                                                     | 47 × 37               | Wenen, Liechtenstein Museum                                 |                                                                                        |      |
|            | Colonna-altaarstuk: Tronende Madonna met heiligen lunet: God de Vader tussen twee engelen                                                    | ca. 1503-1505        | Olieverf en goud op paneel                                             | 169,5 × 168,9         | New York, Metropolitan Museum of Art                        |                                                                                        | 8a   |
|            | Colonna-altaarstuk predella: Kruisdraging | ca. 1503-1505        | Olieverf op paneel                                                     | 24,4 × 85,5           | Londen, National Gallery                                    |                                                                                        |      |
|            | Colonna-altaarstuk predella: Het gebed in de hof van Gethsemane                                                                              | ca. 1503-1505        | Olieverf op paneel                                                     | 24,1 × 28,9           | New York, Metropolitan Museum of Art                        |                                                                                        | 8c   |
|            | Colonna-altaarstuk predella: Pietà | ca. 1503-1505        | Olieverf op paneel                                                     | 23,5 × 28,8           | Boston, Isabella Stewart Gardner Museum                     |                                                                                        | 8d   |
|            | Colonna-altaarstuk predella: De heilige Franciscus van Assisi                                                                                | ca. 1502             | Olieverf op paneel                                                     | 25 × 16               | Londen, Dulwich Picture Gallery                             |                                                                                        |      |
|            | Colonna-altaarstuk predella: De heilige Antonius van Padua                                                                                   | ca. 1502             | Olieverf op paneel                                                     | 25 × 16               | Londen, Dulwich Picture Gallery                             |                                                                                        |      |
|            | Portret van een jongeman (Ippolito d'Este? - voorheen: de jonge Pietro Bembo)                                                                | 1503-1505            | Olieverf op paneel                                                     | 54 × 39               | Boedapest, Szépművészeti Múzeum                             |                                                                                        |      |
|            | De verloving van Maria | 1504                 | Olieverf op paneel                                                     | 170 × 117             | Milaan, Pinacoteca di Brera                                 |                                                                                        | 19   |
|            | Madonna Diotallevi | ca. 1503             | Olieverf op paneel                                                     | 69 × 50               | Berlijn, Gemäldegalerie                                     |                                                                                        | 7    |
|            | Madonna Connestabile | ca. 1503-1504        | Tempera op doek, overgebracht van paneel                               | 17,5 × 18             | Sint-Petersburg, Hermitage                                  |                                                                                        | 13   |
|            | Madonna van de groothertog (Madonna del granduca)                                                                                            | 1504-1505            | Olieverf op paneel                                                     | 84,4 × 55,9           | Florence, Palazzo Pitti                                     |                                                                                        | 24   |
|            | De kleine Madonna Cowper | ca. 1505             | Olieverf op paneel                                                     | 59,5 × 44             | Washington, National Gallery of Art                         |                                                                                        | 29   |
|            | Madonna Terranuova | ca. 1505             | Olieverf op paneel                                                     | Diameter 88,5         | Berlijn, Gemäldegalerie                                     |                                                                                        | 23   |
|            | Ansidei-altaarstuk | 1505                 | Olieverf op paneel                                                     | 216,8 × 147,6         | Londen, National Gallery                                    |                                                                                        | 21a  |
|            | De prediking van Johannes de Doper | 1505                 | Olieverf op paneel                                                     | 26,2 × 52             | Londen, National Gallery                                    |                                                                                        | 21b  |
|            | Jonge man met appel, vermoedelijk Francesco Maria della Rovere                                                                               | 1503-1504            | Olieverf op paneel                                                     | 48 × 35,5             | Florence, Uffizi                                            |                                                                                        | 25   |
|            | De aartsengel Michaël in gevecht met de draak                                                                                                | 1503-1505            | Olieverf op paneel                                                     | 30 × 26               | Parijs, Louvre                                              |                                                                                        | 15   |
|            | Sint-Joris in gevecht met de draak | 1503-1505            | Olieverf op paneel                                                     | 29 × 25               | Parijs, Louvre                                              |                                                                                        | 16   |
|            | Sint-Joris en de draak | ca. 1506             | Olieverf op paneel                                                     | 28,5 × 21,5           | Washington, National Gallery of Art                         |                                                                                        | 30   |
|            | De dame met de eenhoorn | 1506                 | Olieverf op paneel                                                     | 65 × 51               | Rome, Galleria Borghese                                     |                                                                                        | 26   |
|            | De zwangere vrouw | 1505-1506            | Olieverf op paneel                                                     | 68,8 × 52,6           | Florence, Palazzo Pitti                                     |                                                                                        | 33   |
|            | Zegenende Christus | 1505-1506            | Olieverf op paneel                                                     | 32 × 25               | Brescia, Pinacoteca Tosio Martinengo                        |                                                                                        | 20   |
|            | Zelfportret | ca. 1506             | Olieverf op paneel                                                     | 47,5 × 33             | Florence, Uffizi                                            |                                                                                        | 36   |
|            | Portret van Agnolo Doni | 1506                 | Olieverf op paneel                                                     | 63 × 45               | Florence, Palazzo Pitti                                     |                                                                                        | 35   |
|            | Portret van Maddalena Doni-Strozzi | 1506                 | Olieverf op paneel                                                     | 63 × 45               | Florence, Palazzo Pitti                                     |                                                                                        | 34   |
|            | Portret van Guidobaldo da Montefeltro | 1506                 | Olieverf op paneel                                                     | 69 × 52               | Florence, Uffizi                                            |                                                                                        |      |
|            | Madonna d'Orleans | ca. 1507             | Olieverf op paneel                                                     | 29 × 21               | Chantilly, Musée Condé (Kasteel van Chantilly)              |                                                                                        | 44   |
|            | Heilige Familie (Madonna met de baardloze Josef)                                                                                             | 1505-1507            | Tempera op doek, overgebracht van paneel                               | 72,5 × 56,5           | Sint-Petersburg, Hermitage                                  |                                                                                        | 31   |
|            | De Heilige Familie met de palmboom | 1506                 | Olieverf en goud op doek, overgebracht van paneel                      | diameter 101,5        | Edinburg, Scottish National Gallery                         |                                                                                        | 38   |
|            | Madonna met de anjers | 1506-1507            | Olieverf op paneel                                                     | 27,9 × 22,4           | Londen, National Gallery                                    |                                                                                        | -    |
|            | Madonna del Prato | 1505-1506            | Olieverf op paneel                                                     | 113 × 88,5            | Wenen, Kunsthistorisches Museum                             |                                                                                        | 28   |
|            | Madonna met de distelvink | 1505-1506            | Olieverf op paneel                                                     | 107 × 77              | Florence, Uffizi                                            |                                                                                        | 27   |
|            | Madonna met Kind en Johannes de Doper (La belle jardinière)                                                                                  | 1507-1508            | Olieverf op paneel                                                     | 122 × 80              | Parijs, Louvre                                              |                                                                                        | 32   |
|            | Baglioni-altaar: Borghese-graflegging | 1507                 | Olieverf op paneel                                                     | 184 × 176             | Rome, Galleria Borghese                                     |                                                                                        | 39a  |
|            | Baglioni-altaar: Hoop, Liefde en Geloof | 1507                 | Olieverf op paneel                                                     | elk paneel: 18 × 44   | Vaticaanse Musea                                            |                                                                                        | 39b  |
|            | De Heilige Familie met het lam | 1507                 | Olieverf op paneel                                                     | 28 × 21,5             | Madrid, Museo Nacional del Prado                            |                                                                                        | 41   |
|            | De Heilige Familie Canigiani | 1507                 | Olieverf op paneel                                                     | 131 × 107             | München, Alte Pinakothek                                    |                                                                                        | 42   |
|            | Madonna van Bogota | 1507                 | ?                                                                      | ?                     | privéverzameling                                            |                                                                                        |      |
|            | Madonna Bridgewater | ca. 1507             | Olieverf en goud op doek, overgebracht van paneel                      | 81 × 55               | Edinburg, Scottish National Gallery                         |                                                                                        | 37   |
|            | Portret van een jonge vrouw (La Muta) | ca. 1507             | Olieverf op paneel                                                     | 64 × 48               | Urbino, Galleria Nazionale delle Marche                     |                                                                                        | 43   |
|            | Madonna Colonna | 1507-1508            | Olieverf op paneel                                                     | 52 × 38               | Berlijn, Gemäldegalerie                                     |                                                                                        | 45   |
|            | Madonna del Baldacchino | 1507-1508            | Olieverf op doek                                                       | 279 × 217             | Florence, Palazzo Pitti                                     |                                                                                        | 46   |
|            | Drievuldigheid met heiligen | 1505-1508            | Fresco                                                                 | 175 × 389             | Perugia, Cappella di San Severo, San Severo                 | Voltooid door Perugino in 1521                                                         | 22   |
|            | Madonna Esterhazy | 1508                 | Tempera en olieverf op paneel                                          | 28,5 × 21,5           | Boedapest, Szépművészeti Múzeum                             |                                                                                        | 50   |
|            | De grote Madonna Cowper (Niccolini) | 1508                 | Olieverf op paneel                                                     | 80,7 × 57,5           | Washington, National Gallery of Art                         |                                                                                        | 47   |
|            | Madonna Tempi | 1508                 | Olieverf op paneel                                                     | 75 × 51               | München, Alte Pinakothek                                    |                                                                                        | 49   |
|            | De heilige Catharina van Alexandrië | ca. 1507             | Olieverf op paneel                                                     | 72,2 × 55,7           | Londen, National Gallery                                    |                                                                                        | 51   |
|            | Stanza della Segnatura: gewelf |                      |                                                                        |                       | Stanza della Segnatura, Vaticaanse Musea                    |                                                                                        | 52a  |
|            | Dispuut over het Heilige Sacrament | 1509-1510            | Fresco                                                                 | 500 × 770             | Stanza della Segnatura, Vaticaanse Musea                    |                                                                                        | 52b  |
|            | De school van Athene | 1509-1510            | Fresco                                                                 | 500 × 770             | Stanza della Segnatura, Vaticaanse Musea                    |                                                                                        | 52c  |
|            | De Parnassus | 1511                 | Fresco                                                                 | breedte: 670 cm       | Stanza della Segnatura, Vaticaanse Musea                    |                                                                                        | 52d  |
|            | De kardinale deugden | 1511                 | Fresco                                                                 | breedte: 670 cm       | Stanza della Segnatura, Vaticaanse Musea                    |                                                                                        | 52e  |
|            | Madonna Mackintosh | 1509-1511            | Olieverf (bijna geheel overschilderd) op doek, overgebracht van paneel | 78,8 × 64,2           | Londen, National Gallery                                    |                                                                                        | 48   |
|            | Portret van Kardinaal Alessandro Farnese | 1509-1511            | Olieverf op paneel                                                     | 139 × 91              | Napels, Museo di Capodimonte                                |                                                                                        |      |
|            | Aldobrandini-Madonna | 1509-1510            | Olieverf op paneel                                                     | 38,9 × 32,9           | Londen, National Gallery                                    |                                                                                        | 55   |
|            | Portret van een kardinaal | 1510-1511            | Olieverf op paneel                                                     | 79 × 61               | Madrid, Museo Nacional del Prado                            |                                                                                        | 53   |
|            | Madonna met de blauwe diadeem | ca. 1510-1511        | Olieverf op paneel                                                     | 68 × 44               | Parijs, Louvre                                              | Toegeschreven aan Giovan Francesco Penni (naar een tekening of schets van Rafaël)      | 94   |
|            | Madonna d'Alba (Madonna van Alva) | с. 1510              | Olieverf op doek, overgebracht van paneel                              | diameter 94,5         | Washington, National Gallery of Art                         |                                                                                        | 66   |
|            | De triomf van Galatea | 1511-1513            | Fresco                                                                 | 750 × 570             | Rome, Villa Farnesina                                       |                                                                                        | 59   |
|            | De profeet Jesaja | 1511-1512            | Fresco                                                                 | 250 × 155             | Rome, Sant'Agostino                                         |                                                                                        | 65   |
|            | Stanza di Eliodoro: gewelf |                      |                                                                        |                       | Stanza di Eliodoro, Vaticaanse Musea                        |                                                                                        | 60a  |
|            | De verdrijving van Heliodorus uit de tempel                                                                                                  | 1511-1512            | Fresco                                                                 | breedte: 750 cm       | Stanza di Eliodoro, Vaticaanse Musea                        |                                                                                        | 60b  |
|            | De mis van Bolsena | 1512                 | Fresco                                                                 | breedte: 660 cm       | Stanza di Eliodoro, Vaticaanse Musea                        |                                                                                        | 60c  |
|            | De bevrijding van Petrus | 1513-1514            | Fresco                                                                 | breedte: 660 cm       | Stanza di Eliodoro, Vaticaanse Musea                        |                                                                                        | 60d  |
|            | De ontmoeting van Leo de Grote met Attila | 1514                 | Fresco                                                                 | breedte: 750 cm       | Stanza di Eliodoro, Vaticaanse Musea                        |                                                                                        | 60e  |
|            | Paus Julius II (eerste versie) | 1511                 | Olieverf op paneel                                                     | 108,7 × 81            | Londen, National Gallery                                    |                                                                                        | 57   |
|            | Madonna van Loreto of Madonna met de sluier (Madonna del Velo)                                                                               | 1509-1512            | Olieverf op paneel                                                     | 120 × 90              | Chantilly, Musée Condé (Kasteel van Chantilly)              |                                                                                        | 58   |
|            | Madonna van Foligno | 1511-1512            | Olieverf op paneel, overgebracht op doek                               | 308 × 198             | Vaticaanse Musea                                            |                                                                                        | 62   |
|            | Paus Julius II (2e versie) | ca. 1512             |                                                                        | 108,5 × 80            | Florence, Uffizi                                            |                                                                                        |      |
|            | Sixtijnse Madonna | 1512-1513            | Olieverf op doek                                                       | 265 х 196             | Dresden, Gemäldegalerie Alte Meister                        |                                                                                        | 63   |
|            | Madonna met de vensterdoek (Madonna dell'Impannata)                                                                                          | 1513-1514            | Olieverf op paneel                                                     | 160 × 127             | Florence, Palazzo Pitti                                     |                                                                                        | 80   |
|            | Sibillen en engelen | 1514                 | Fresco                                                                 | x 615                 | Rome, Santa Maria della Pace                                |                                                                                        | 56   |
|            | De vervoering van Sint-Cecilia tussen de heiligen Paulus, Johannes de Evangelist, Augustinus en Maria Magdalena                              | 1514-1515            | Olieverf op doek, overgebracht van paneel                              | 236 × 139             | Bologna, Pinacoteca Nazionale di Bologna                    |                                                                                        | 72   |
|            | Madonna met de stoel | 1513-1514            | Olieverf op paneel                                                     | diameter 71           | Florence, Palazzo Pitti                                     |                                                                                        | 67   |
|            | Madonna met het gordijn (Madonna della tenda)                                                                                                | 1514                 | Olieverf op paneel                                                     | 65,8 × 51,2           | München, Alte Pinakothek                                    |                                                                                        | 68   |
|            | De Heilige Familie met de aartsengel Rafaël, Tobias en de heilige Hiëronymus of Madonna met de vis                                           | 1513-1514            | Olieverf op paneel                                                     | 215 × 158             | Madrid, Museo Nacional del Prado                            |                                                                                        | 61   |
|            | Portret van Tommaso Inghirami | 1515-1516            | Olieverf op paneel                                                     | 89,5 × 62,8           | Florence, Palazzo Pitti                                     |                                                                                        | 54   |
|            | Portret van Tommaso Inghirami | ca. 1516             | Olieverf op paneel                                                     | 89,7 × 62,2           | Boston, Isabella Stewart Gardner Museum                     |                                                                                        |      |
|            | Portret van Baldassar Castiglione | 1514-1515            | Olieverf op doek                                                       | 82 × 67               | Parijs, Louvre                                              |                                                                                        | 71   |
|            | De brand van de Borgo | 1514                 | Fresco                                                                 | breedte: 670 cm       | Vaticaanse Musea                                            |                                                                                        | 70   |
|            | De kartons voor de wandtapijten van Rafaël: De wonderbare visvangst                                                                          | 1515-1516            | Tempera op papier                                                      | 360 × 400             | Londen, Victoria and Albert Museum                          | Drie kartons zijn verloren gegaan.                                                     | 74   |
|            | De overhandiging van de sleutels (Hoed mijn schapen)                                                                                         | 1515-1516            | Tempera op papier                                                      | 345 × 535             | Londen, Victoria and Albert Museum                          |                                                                                        |      |
|            | De bestraffing van Elymas | 1515-1516            | Tempera op papier                                                      | 385 × 445             | Londen, Victoria and Albert Museum                          |                                                                                        |      |
|            | Het offer in Lystra | 1515-1516            | Tempera op papier                                                      | 350 × 540             | Londen, Victoria and Albert Museum                          |                                                                                        |      |
|            | De genezing van de kreupele | 1515-1516            | Tempera op papier                                                      | 390 × 520             | Londen, Victoria and Albert Museum                          |                                                                                        |      |
|            | De prediking van Paulus | 1515-1516            | Tempera op papier                                                      | 390 × 440             | Londen, Victoria and Albert Museum                          |                                                                                        |      |
|            | De dood van Ananias | 1515-1516            | Tempera op papier                                                      | 385 × 400             | Londen, Victoria and Albert Museum                          |                                                                                        |      |
|            | Portret van Bindo Altoviti | ca. 1515             | Olieverf op paneel                                                     | 59,7 × 43,8           | Washington, National Gallery of Art                         |                                                                                        | 73   |
|            | La Velata | 1515-1516            | Olieverf op doek                                                       | 82 × 60,5             | Florence, Palazzo Pitti                                     |                                                                                        | 64   |
|            | Portret van kardinaal Bibbiena | ca. 1516             | Olieverf op doek                                                       | 85 × 66,3             | Florence, Palazzo Pitti                                     |                                                                                        | 78   |
|            | Dubbelportret | ca. 1516             | Olieverf op doek                                                       | 77 × 111              | Rome, Galleria Doria Pamphilj                               |                                                                                        | 79   |
|            | Kartons voor de mozaïeken in de Chigi-kapel                                                                                                  | 1516                 |                                                                        |                       | Rome, Santa Maria del Popolo                                |                                                                                        | 69   |
|            | Frescocyclus voor het badkamertje van kardinaal Bibbiena                                                                                     | 1516                 |                                                                        |                       | Rome, Apostolisch Paleis                                    |                                                                                        | 76   |
|            | Portret van een jongeman | ca. 1516-1517        | Olieverf op paneel                                                     | 72 × 56               | Voorheen Princes Czartoryski Foundation in Krakau           | Gestolen door de nazi's in 1939 en sindsdien spoorloos.                                |      |
|            | De Heilige Familie met de kleine Johannes de Doper ('Madonna del Passeggio')                                                                 | ca. 1516             | Olieverf en goud op paneel                                             | 90 × 63,3             | Edinburg, Scottish National Gallery                         |                                                                                        |      |
|            | Frescocyclus in de Loggia van Psyche | 1517                 |                                                                        |                       | Rome, Villa Farnesina                                       | Uitgevoerd door assistenten naar tekeningen van Rafaël                                 | 87   |
|            | Christus valt onder het kruis | 1515-1516            | Olieverf op paneel                                                     | 318 × 229             | Madrid, Museo Nacional del Prado                            |                                                                                        | 75   |
|            | De visitatie | ca. 1517             | Olieverf op paneel                                                     | 200 × 145             | Madrid, Museo Nacional del Prado                            |                                                                                        | 98   |
|            | Het visioen van Ezechiël | 1518                 | Olieverf op paneel                                                     | 40,7 × 29,5           | Florence, Palazzo Pitti                                     |                                                                                        | 83   |
|            | De aartsengel Michaël overwint Satan (De grote Sint-Michaël)                                                                                 | 1518                 | Olieverf op doek, overgebracht van paneel                              | 268 × 160             | Parijs, Louvre                                              |                                                                                        | 85   |
|            | De Heilige Familie van Frans I of De Heilige Familie met de Heilige Elizabeth, de kleine Johannes en twee engelen (De Grote Heilige Familie) | 1518                 | Olieverf op doek, overgebracht van paneel                              | 207 × 140             | Parijs, Louvre                                              |                                                                                        | 86   |
|            | De Heilige Familie onder de eik | 1518-1520            | Olieverf op paneel                                                     | 144 × 110             | Madrid, Museo Nacional del Prado                            |                                                                                        | 99   |
|            | De Heilige Familie met de kleine Johannes, of de Heilige Maagd met de roos                                                                   | ca. 1516             | Olieverf op doek                                                       | 103 × 84              | Madrid, Museo Nacional del Prado                            | Grotendeels atelierwerk (Giulio Romano ?)                                              | 95   |
|            | La Perla | ca. 1518-1520        | Olieverf op paneel                                                     | 144 × 115             | Madrid, Museo Nacional del Prado                            | Geschilderd door Giulio Romano naar een tekening van Rafaël                            |      |
|            | Sint-Margaretha van Antiochië | ca. 1518             | Olieverf op paneel                                                     | 192 × 122             | Wenen, Kunsthistorisches Museum                             |                                                                                        |      |
|            | Zelfportret met een vriend | ca. 1518-1519        | Olieverf op doek                                                       | 99 × 83               | Parijs, Louvre                                              |                                                                                        | 88   |
|            | De jonge Johannes de Doper | ca. 1518-1519        | Olieverf op doek                                                       | 135 × 147             | Florence, Uffizi                                            | Atelier Rafaël                                                                         | 81   |
|            | Portret van een jonge vrouw | ca. 1518-1519        | Olieverf op paneel                                                     | 60 × 40               | Straatsburg, Musée des Beaux-Arts                           | Mogelijk een samenwerking tussen Rafaël en Giulio Romano                               | 89   |
|            | Portret van een jonge man, mogelijk Lorenzo de' Medici                                                                                       | ca. 1518-1519        | Olieverf op paneel                                                     | 43,8 × 29             | Madrid, Museo Nacional Thyssen-Bornemisza                   | Rafaël en atelier; vroeger toegeschreven aan Giulio Romano                             |      |
|            | Portret van paus Leo X met de kardinalen Giulio de' Medici en Luigi de' Rossi                                                                | ca. 1518             | Olieverf op paneel                                                     | 155,5 × 119,5         | Florence, Uffizi                                            |                                                                                        | 84   |
|            | La Fornarina | 1520                 | Olieverf op paneel                                                     | 87 × 63               | Rome, Galleria Borghese                                     |                                                                                        | 90   |
|            | Frescocyclus in de Loggia van Rafaël | 1518-1519            | Fresco                                                                 |                       | Vaticaanstad, Apostolisch Paleis                            |                                                                                        | 91   |
|            | Portret van een vrouw (Perla di Modena) | ca. 1518-1520        | Olieverf op paneel                                                     | 35 × 30               | Modena, Galleria Estense                                    |                                                                                        |      |
|            | Frescocyclus in de Loggetta van kardinaal Bibbiena                                                                                           | 1519                 | Fresco                                                                 |                       | Vaticaanstad, Apostolisch Paleis                            | Uitgevoerd door ateliermedewerkers (o.a. Giovanni da Udine) naar tekeningen van Rafaël | 77   |
|            | De transfiguratie | 1516-1520            | Olie-tempera op paneel                                                 | 410 × 279             | Vaticaanse Musea                                            |                                                                                        | 92   |

## Tekeningen (selectie)

### Vroege werken (1499-1504)

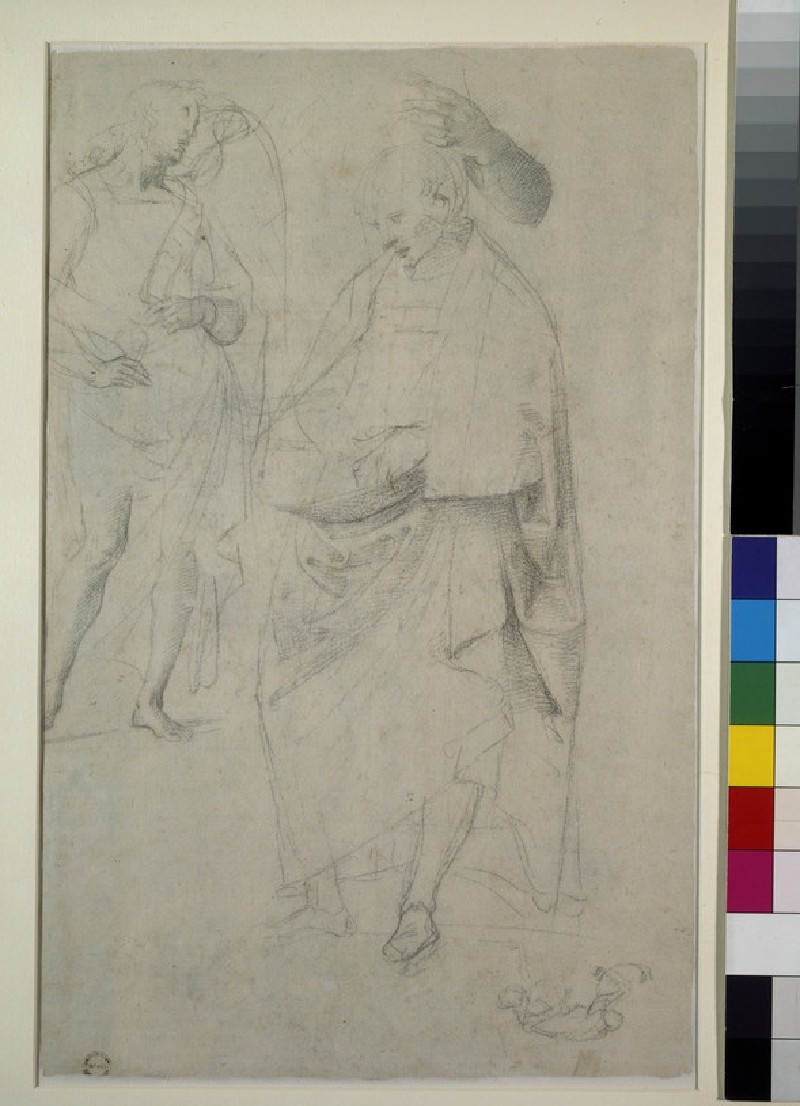
Nicolaas-retabel, Ashmolean
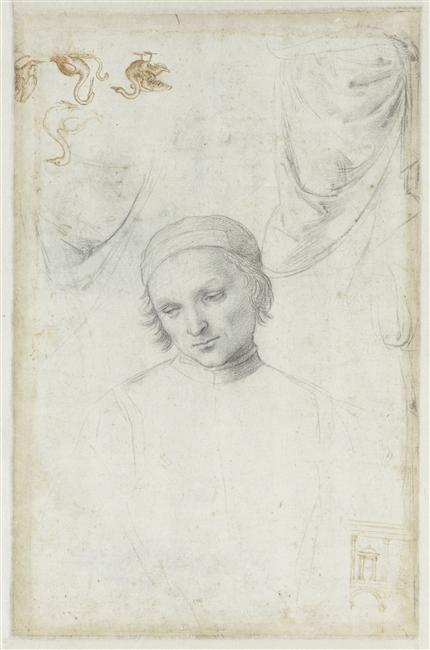
Nicolaas-retabel
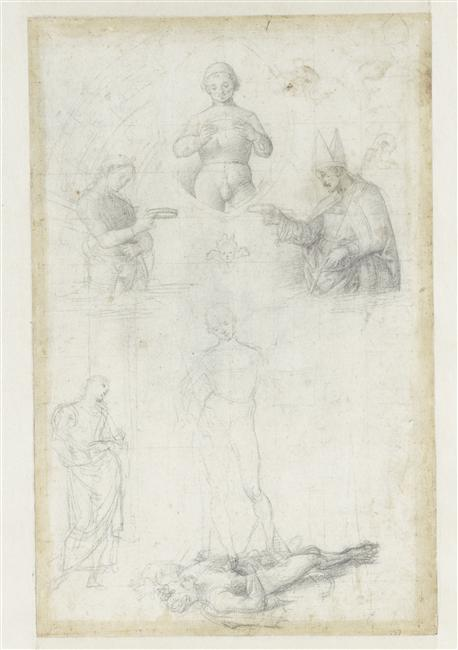
Nicolaas-retabel
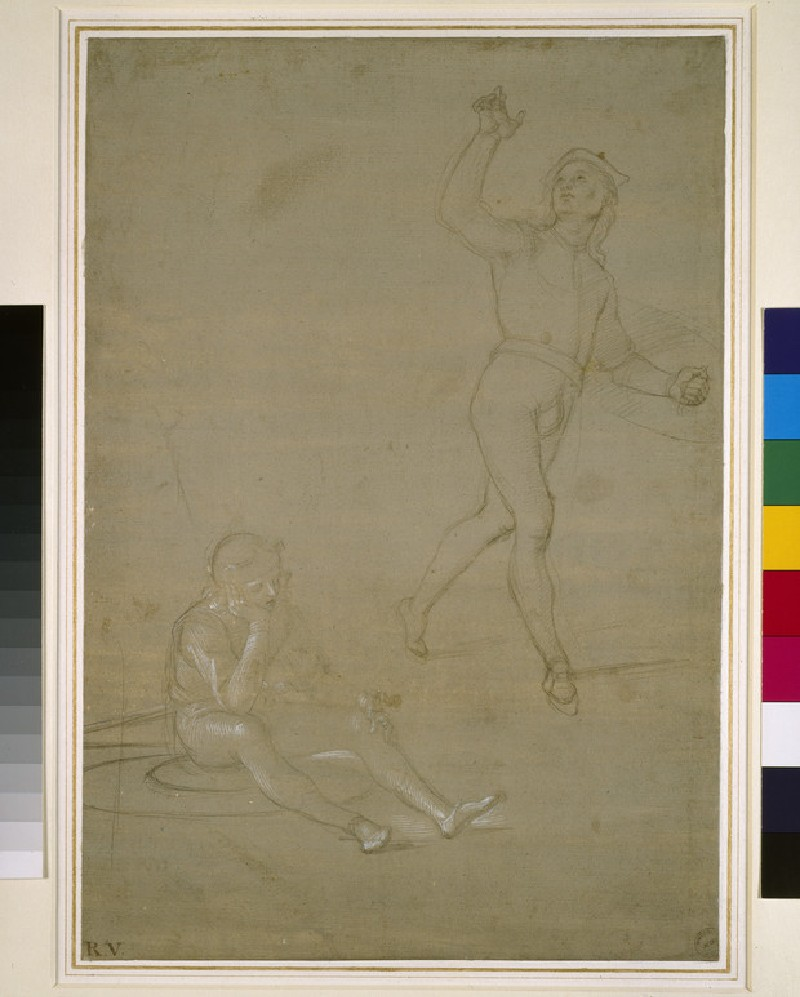
Ashmolean
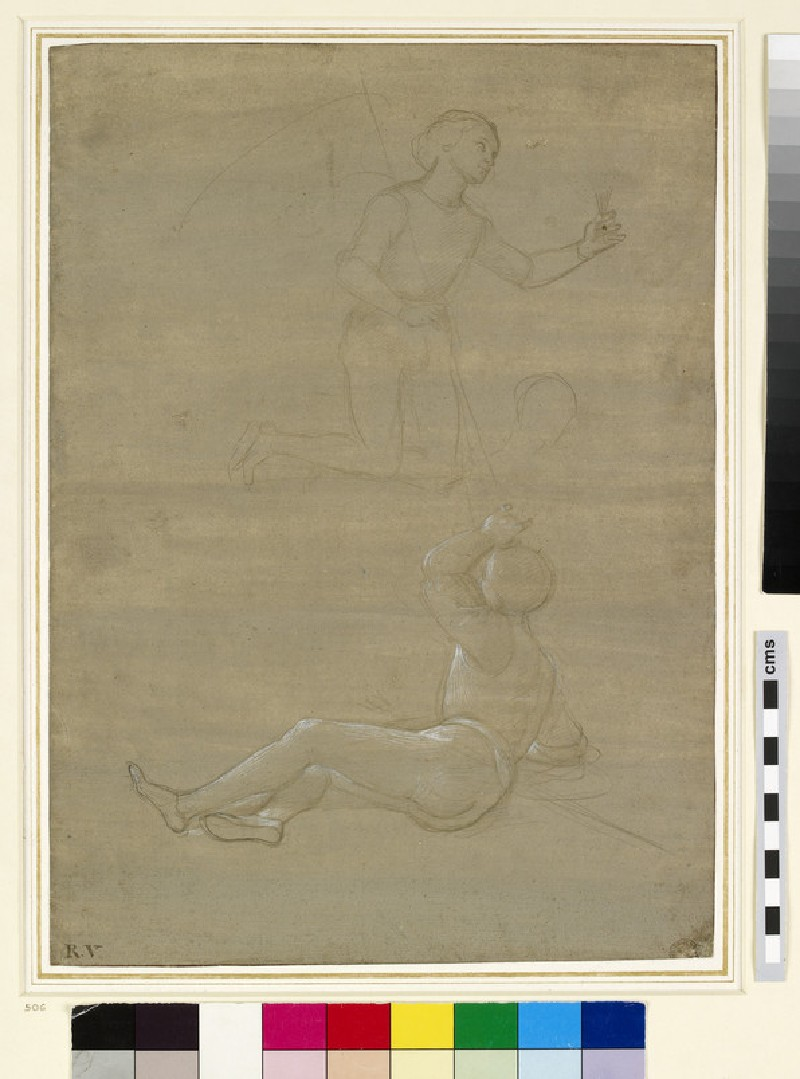
Ashmolean
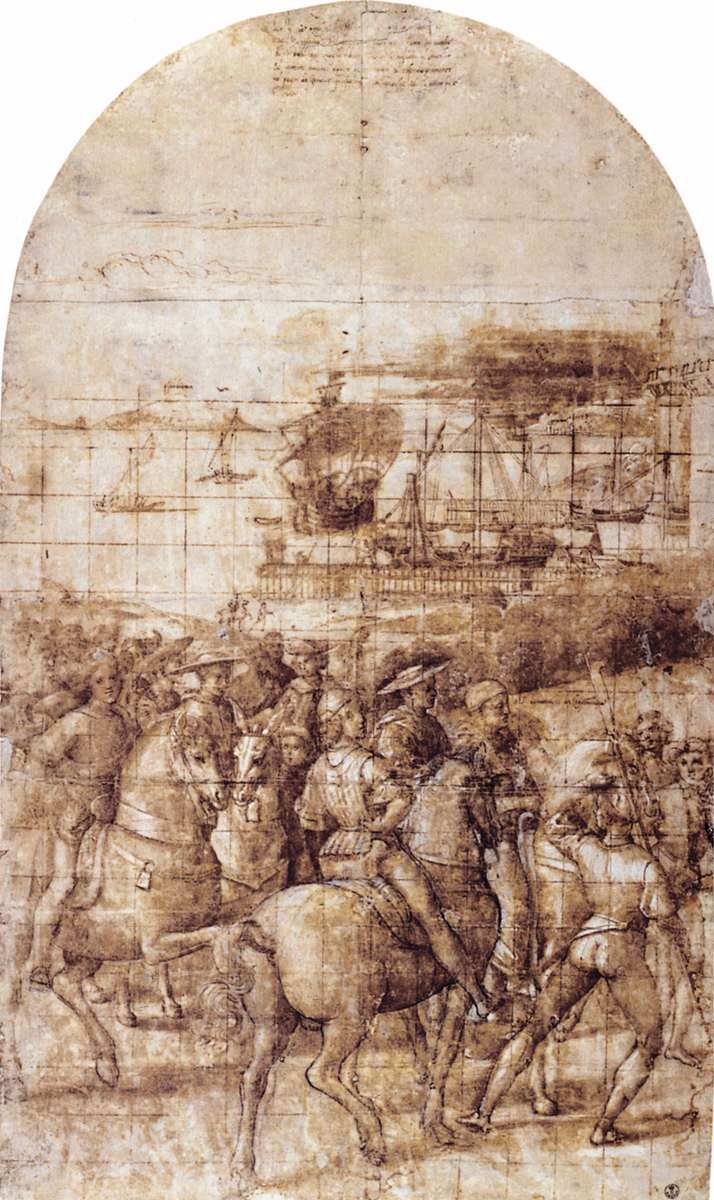
Ontwerp voor Piccolomini-fresco, ca. 1502, Uffizi
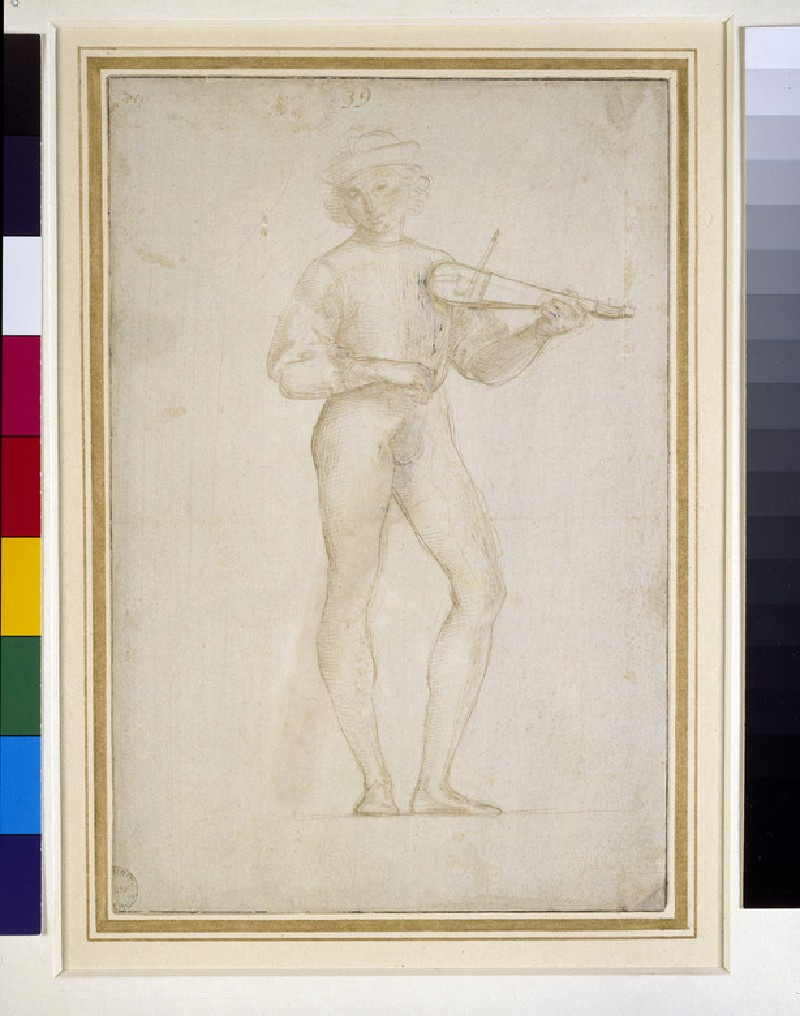
Oddi-altaarstuk: Ashmolean
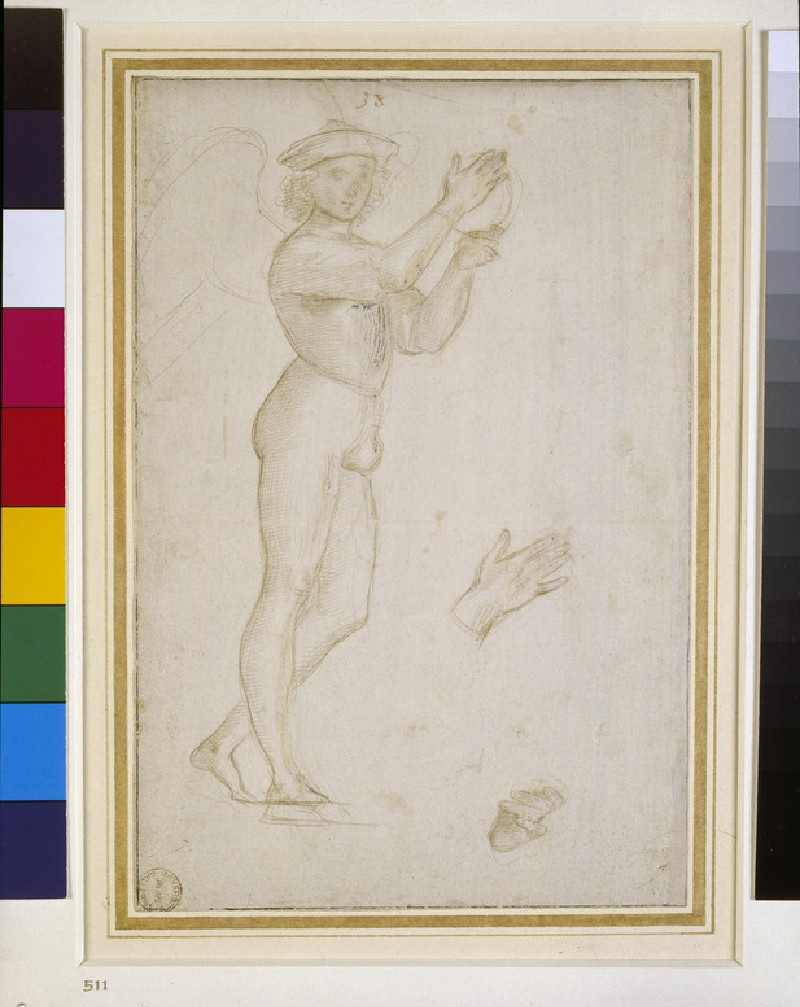
Oddi-altaarstuk: Ashmolean
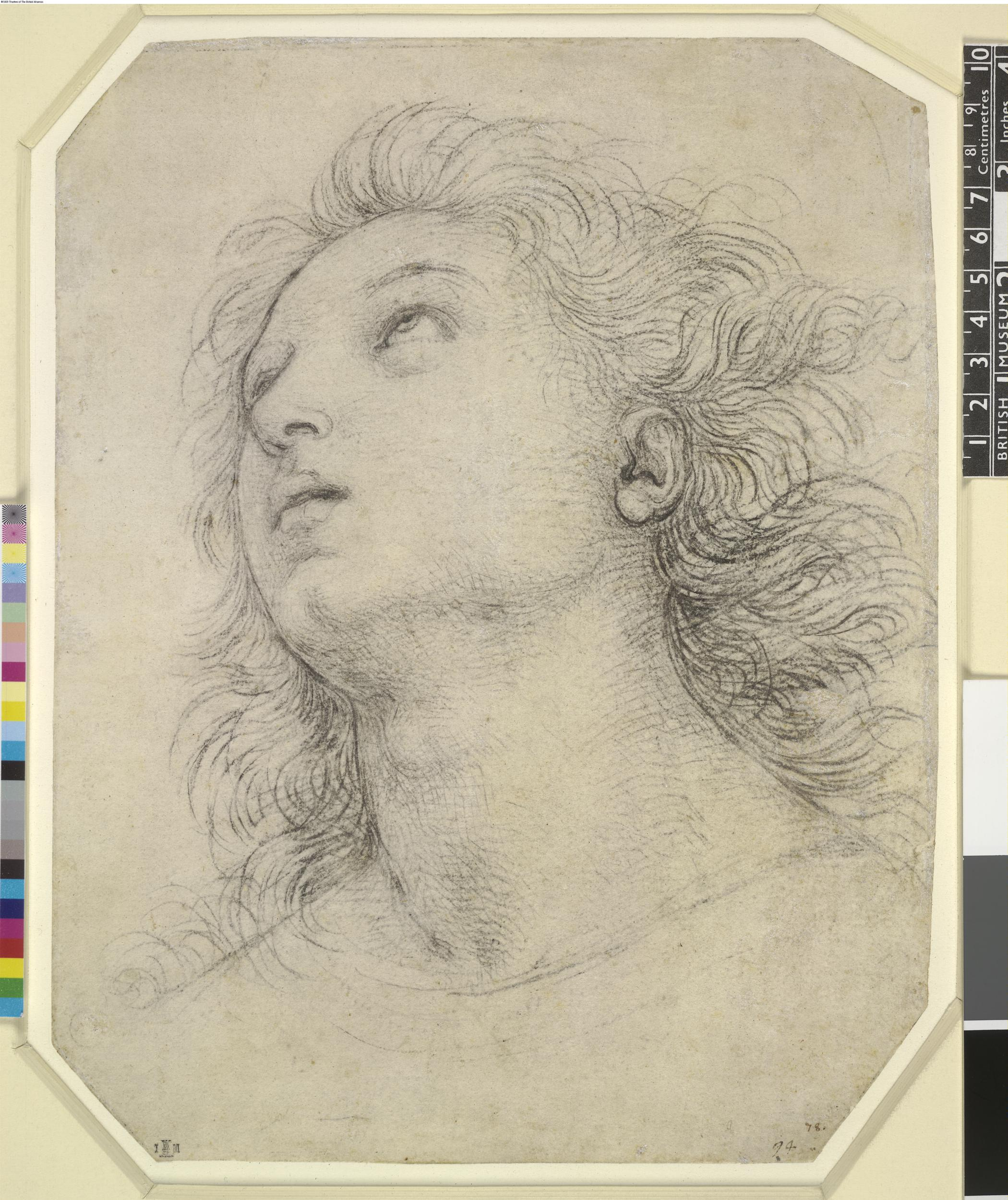
Oddi-altaarstuk: De apostel Jacobus, ca. 1502-1504, British Museum
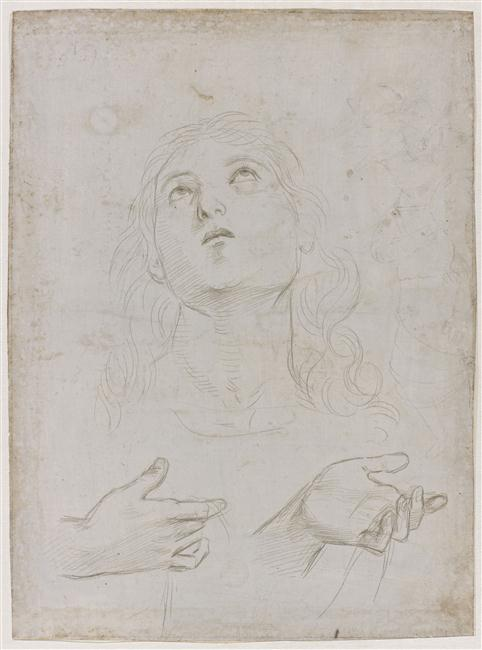
Omhoog kijkende jonge man en twee handen
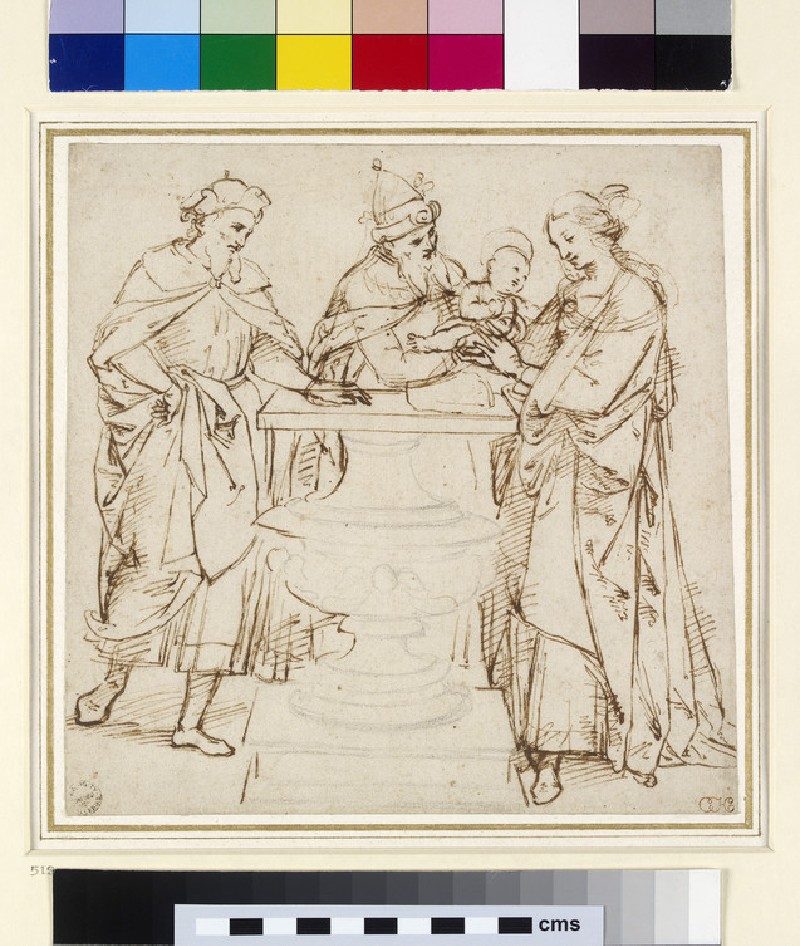
De presentatie in de tempel, Ashmolean
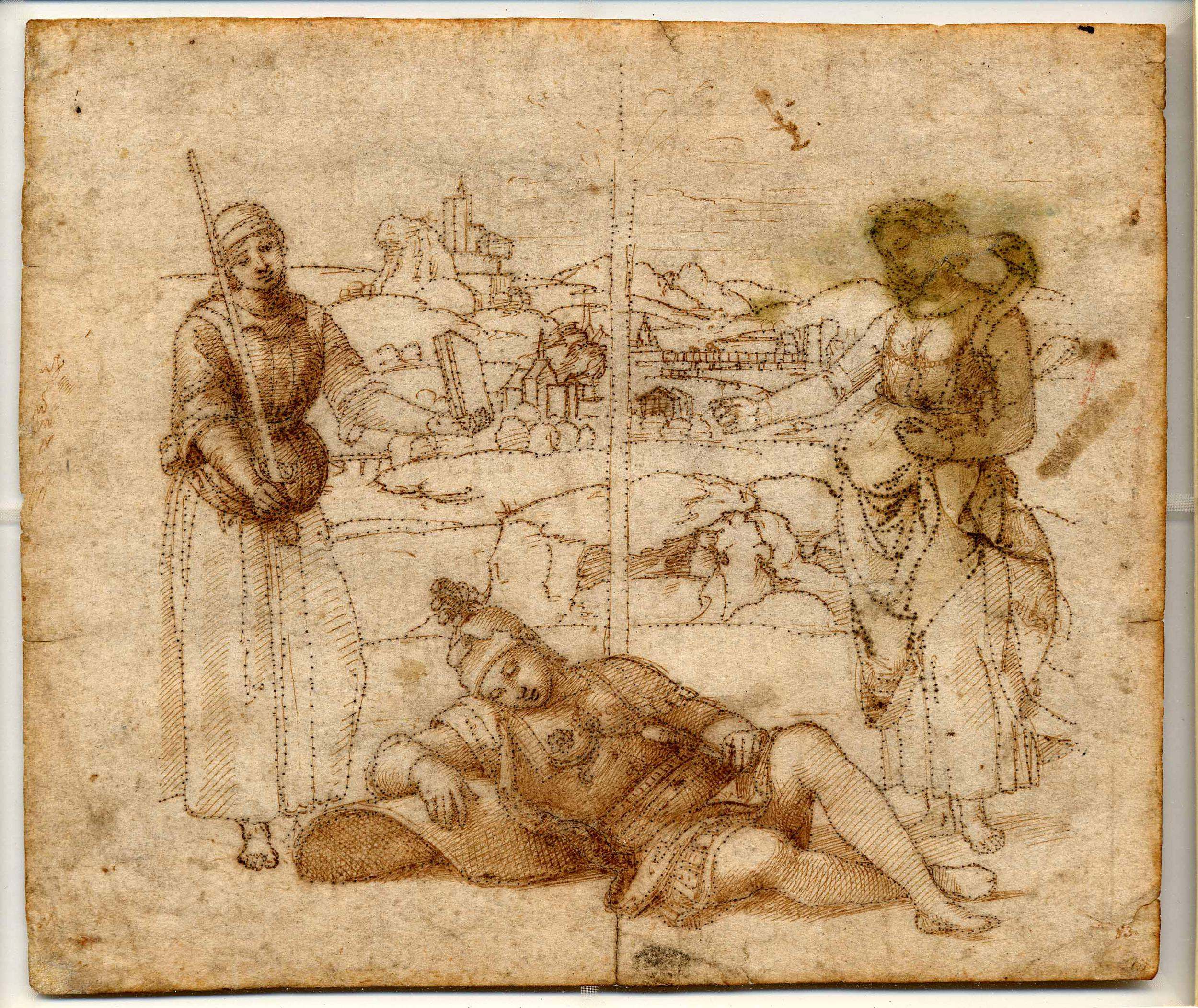
De droom van de ridder, British Museum
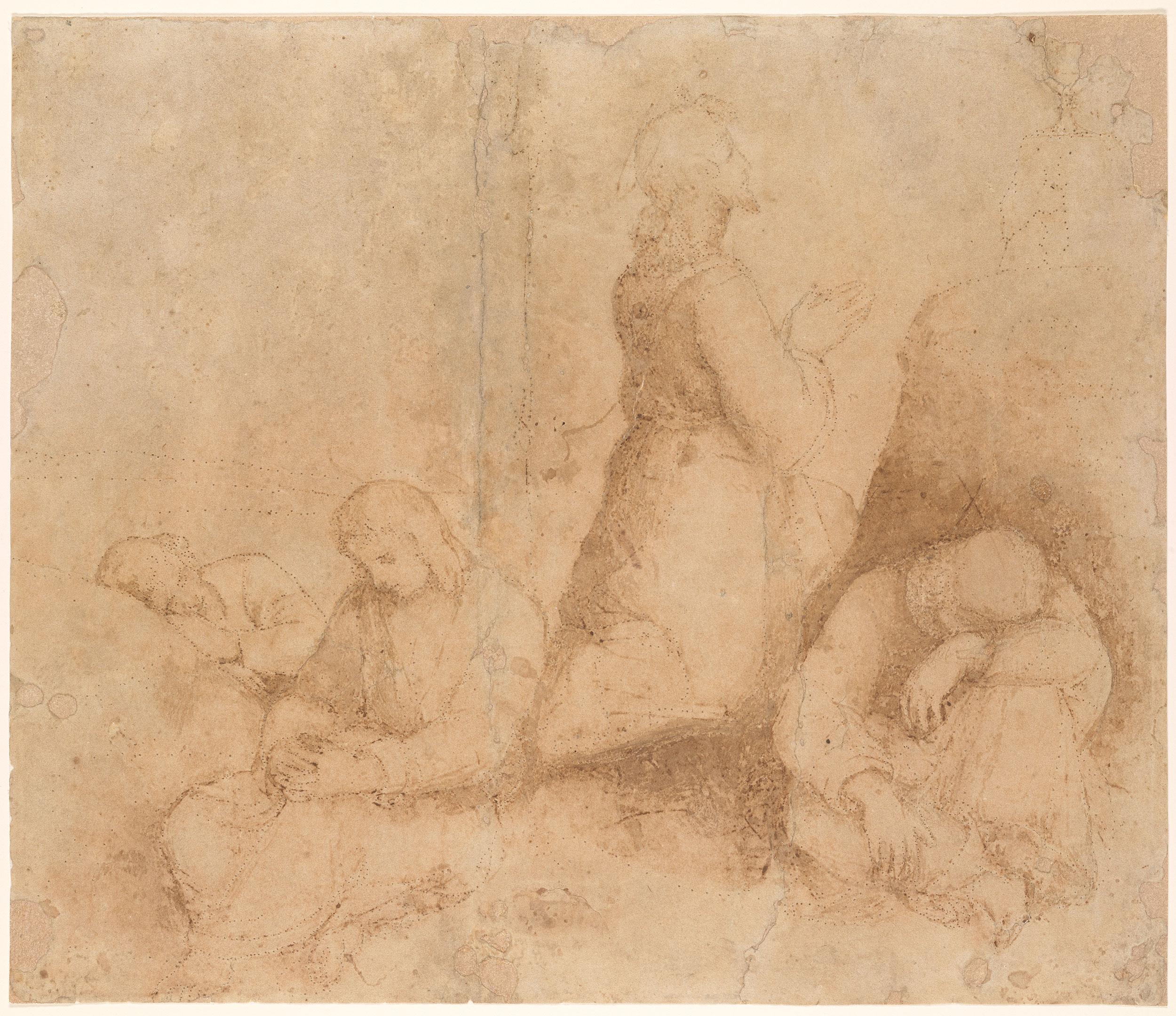
Collona-altaarstuk (predella): Getsemane, ca. 1503-1505, The Morgan
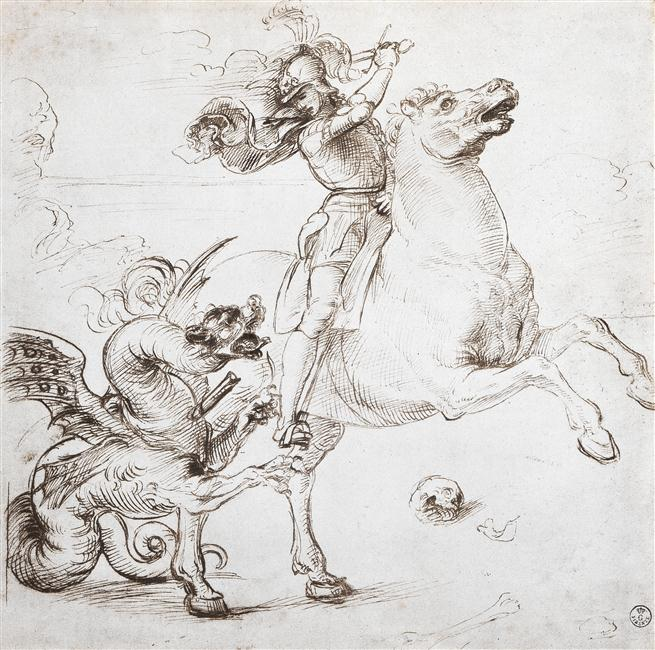
Sint-Joris en de draak
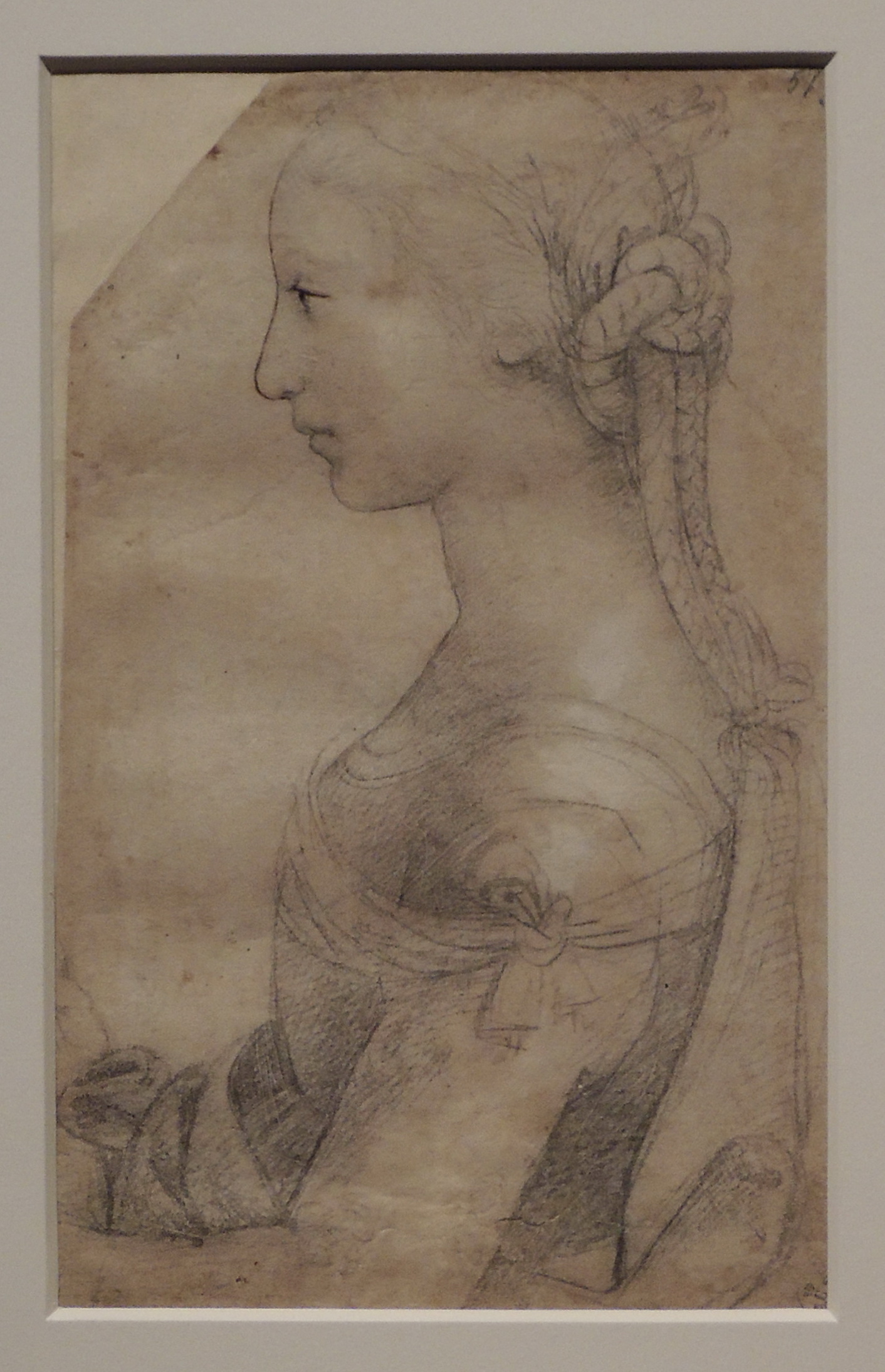
Jonge vrouw in profiel, ca. 1503-1505, Uffizi

### Madonna's (1501-1510)

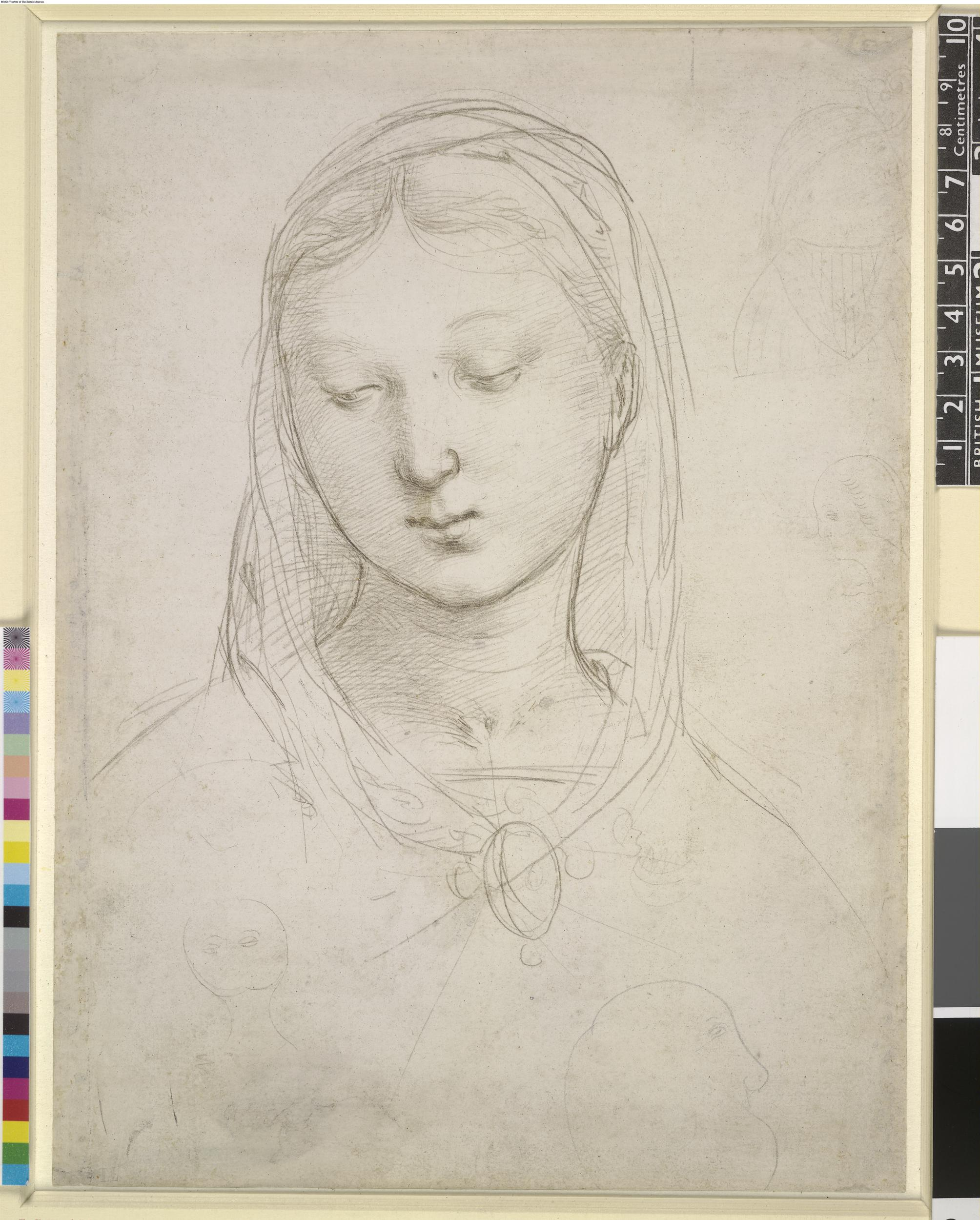
British Museum
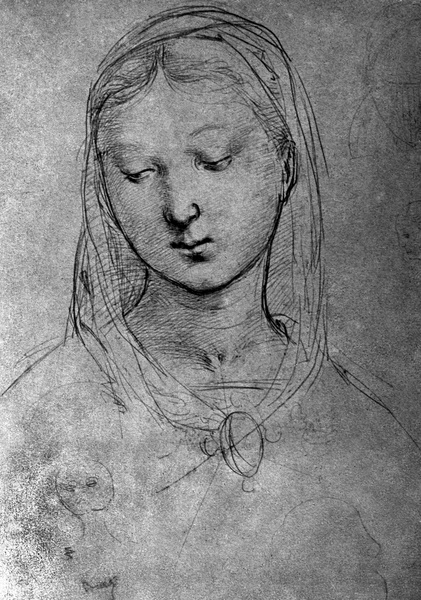
Madonna Solly, ca. 1501, British Museum
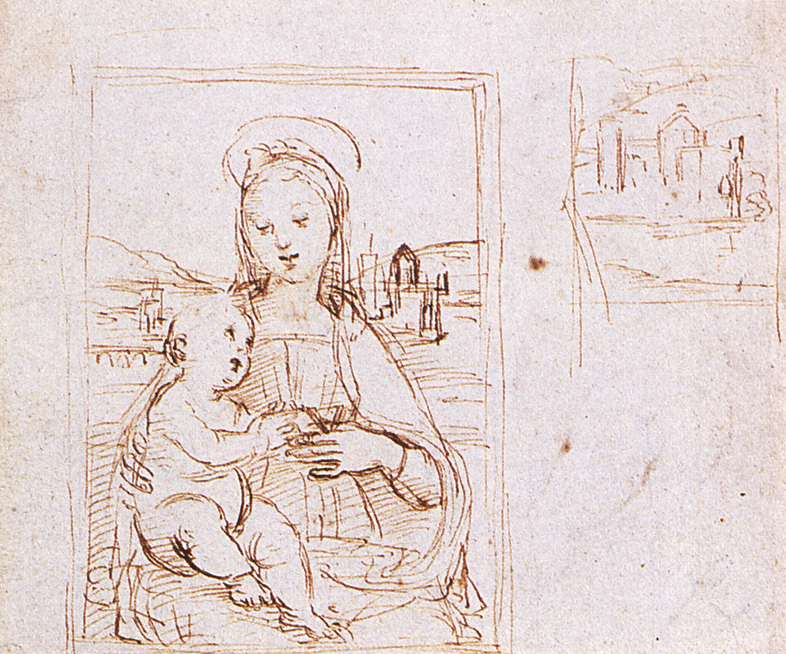
Madonna van Pasadena, ca. 1503, Ashmolean Museum, Oxford
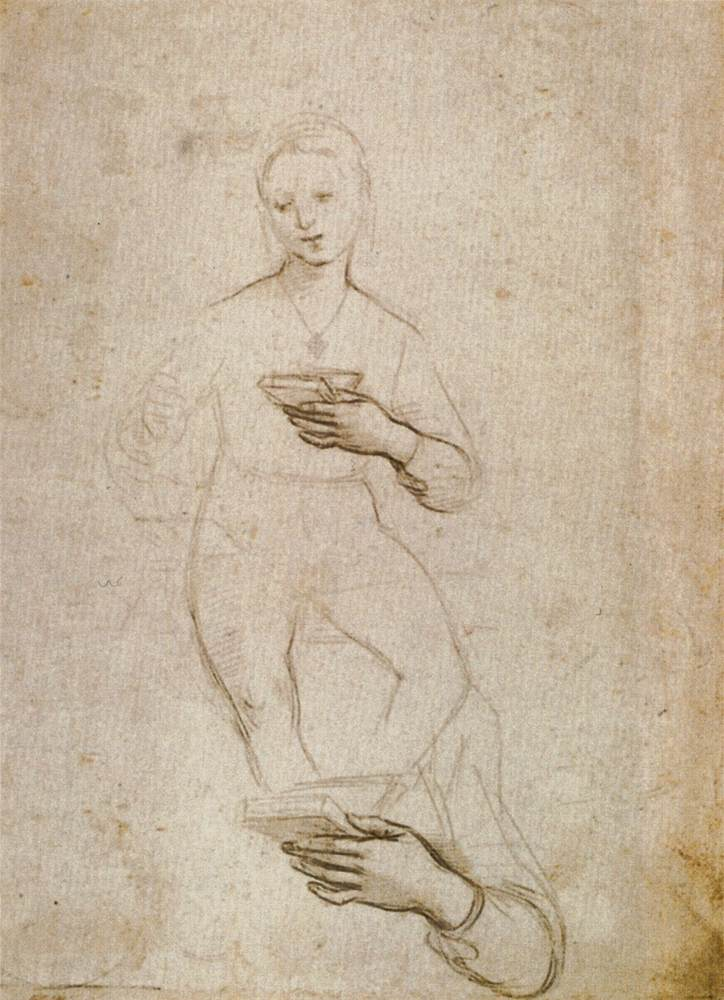
Madonna van Pasadena, ca. 1503, Palais des Beaux-Arts de Lille
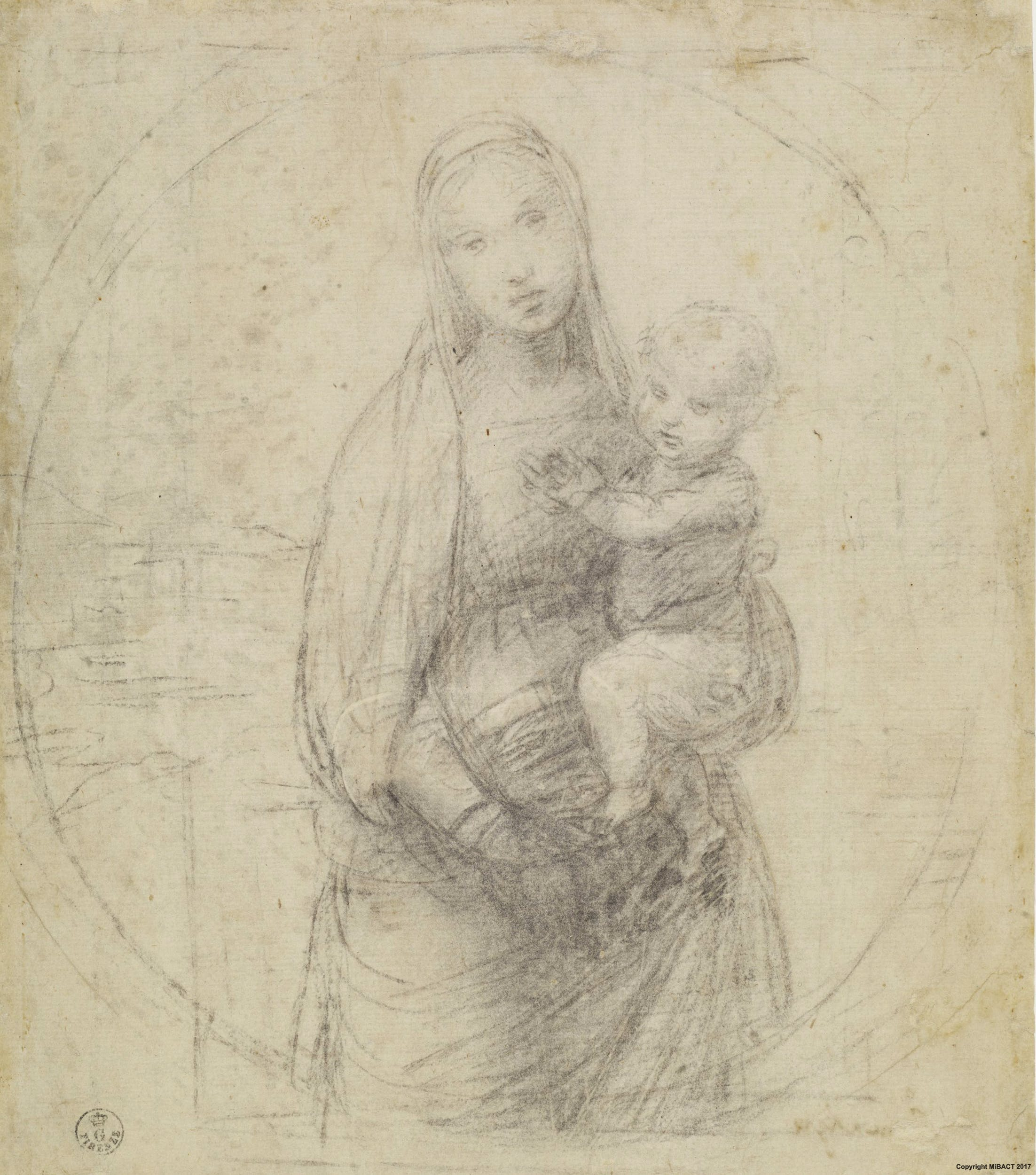
Madonna van de groothertog, ca. 1504, Uffizi, Florence (inv. 505 E)
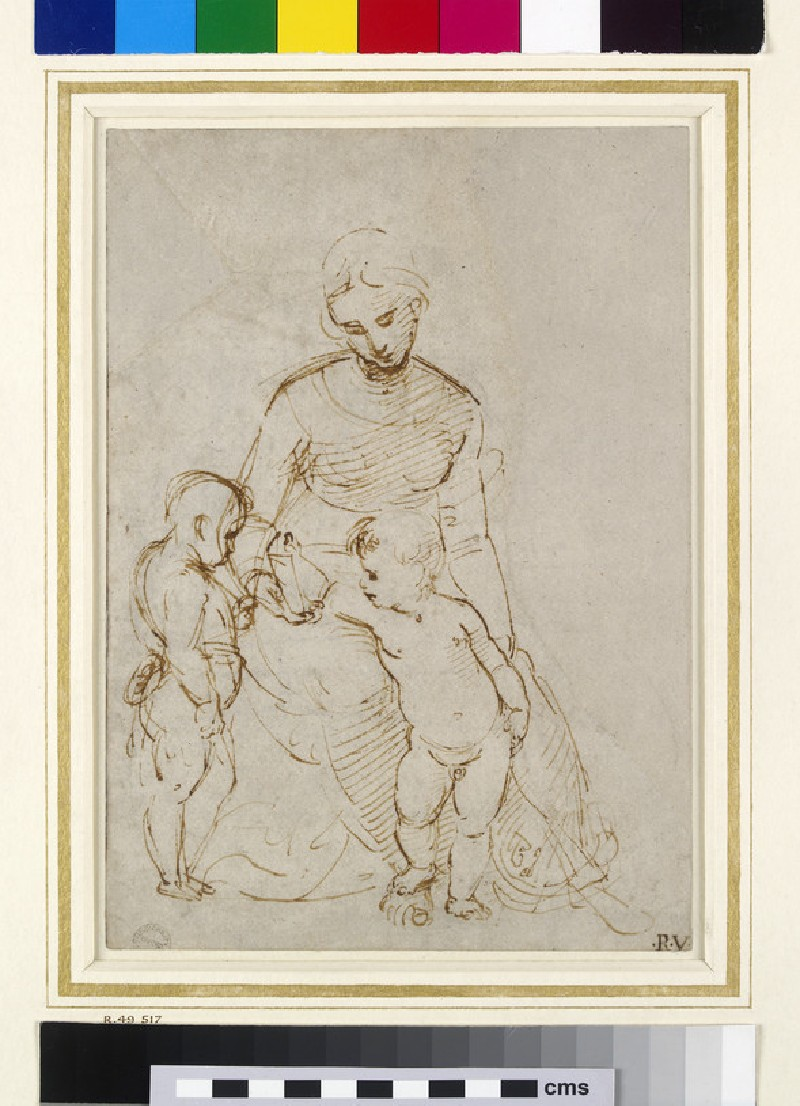
Madonna del cardellino, ca. 1505, Ashmolean
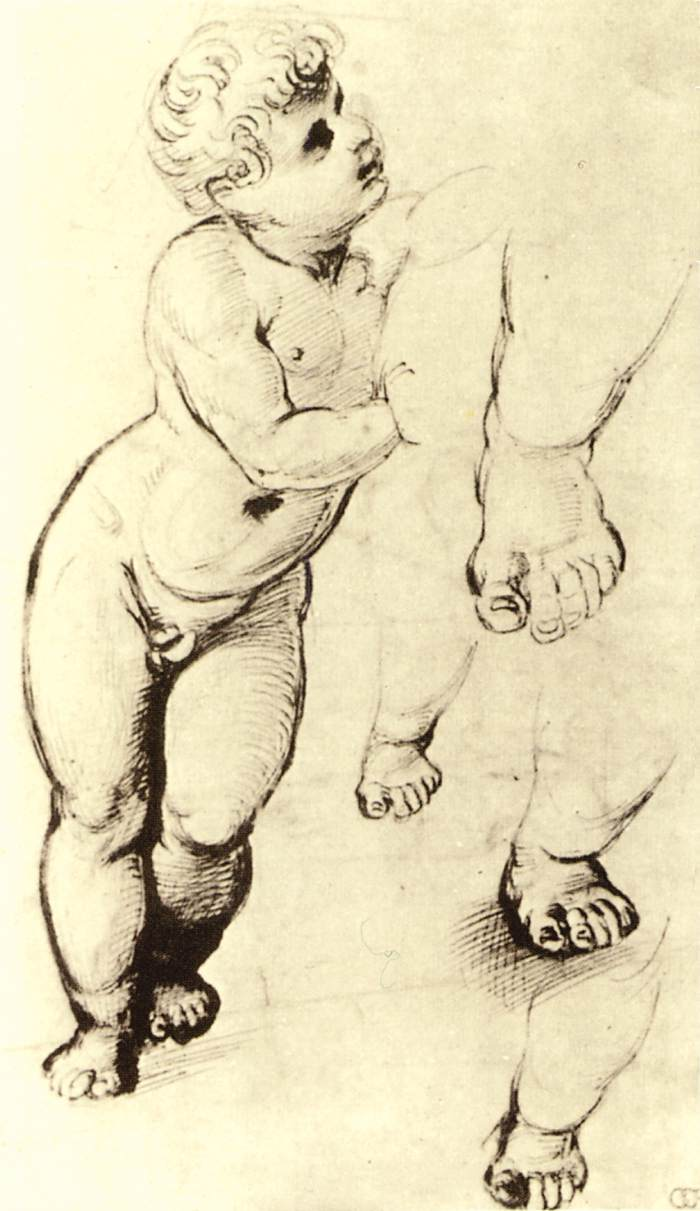
La Belle Jardinière
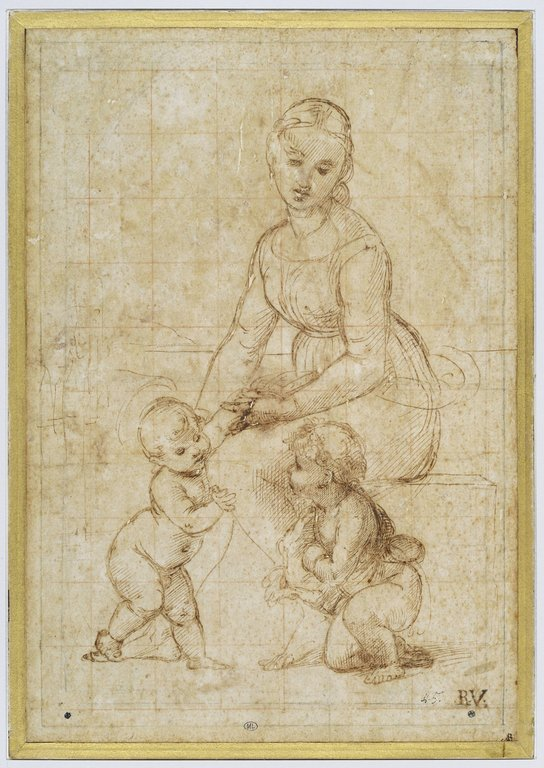
La Belle Jardinière, Louvre
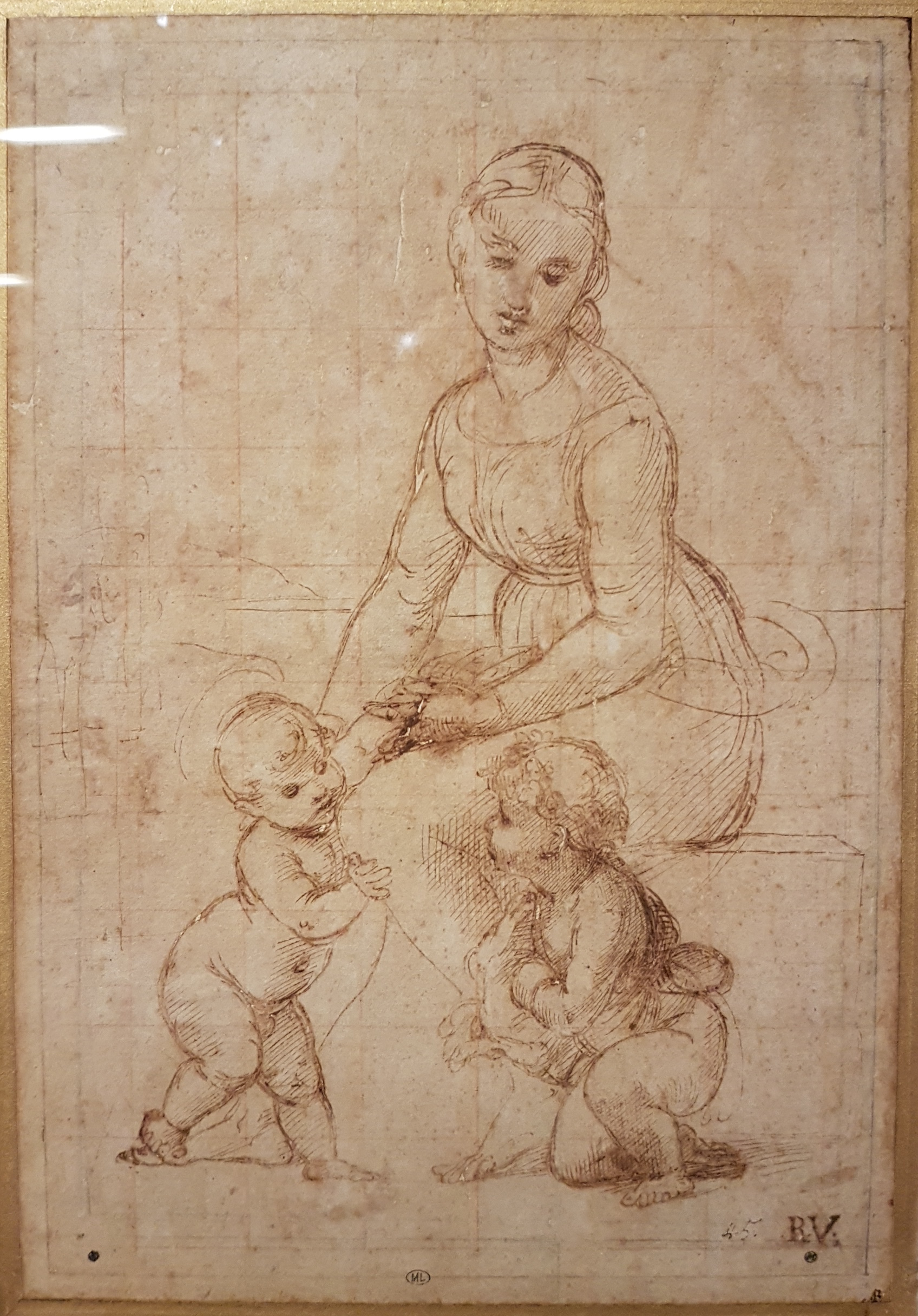
La Belle Jardinière
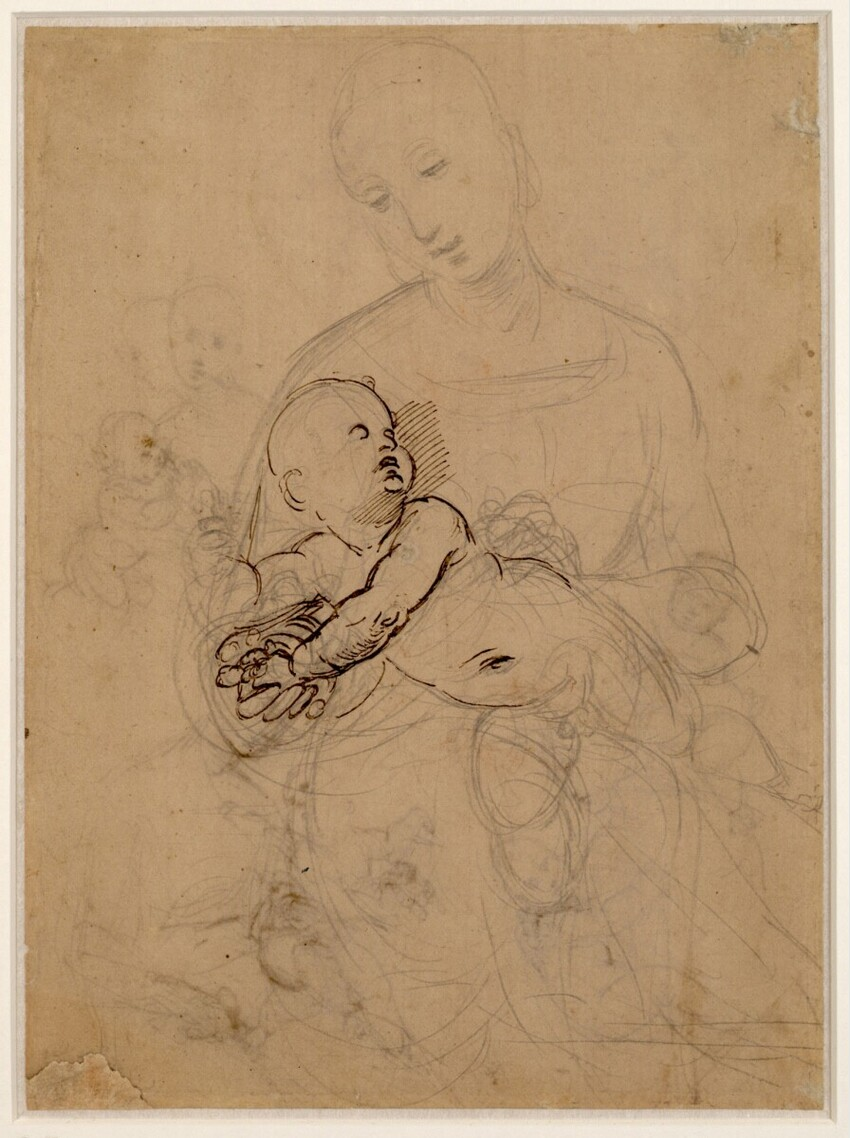
Bridgewater-Madonna, Albertina
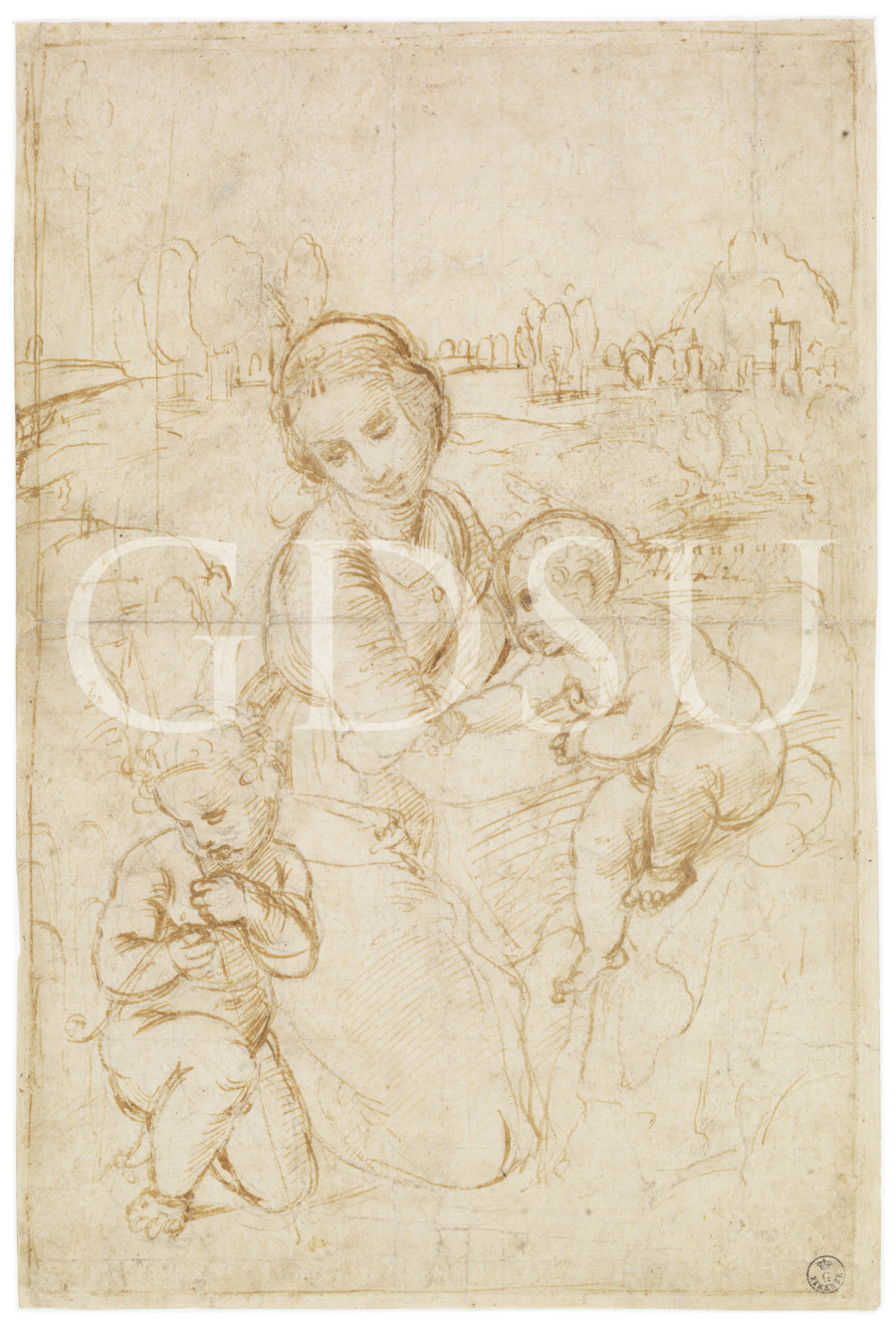
Madonna Esterházy
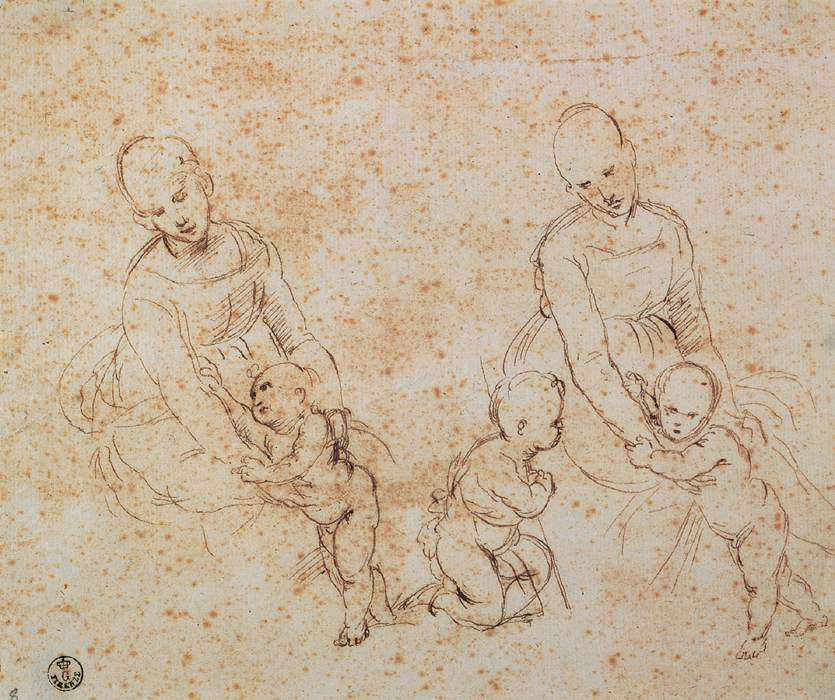
Madonna in de weide, Uffizi
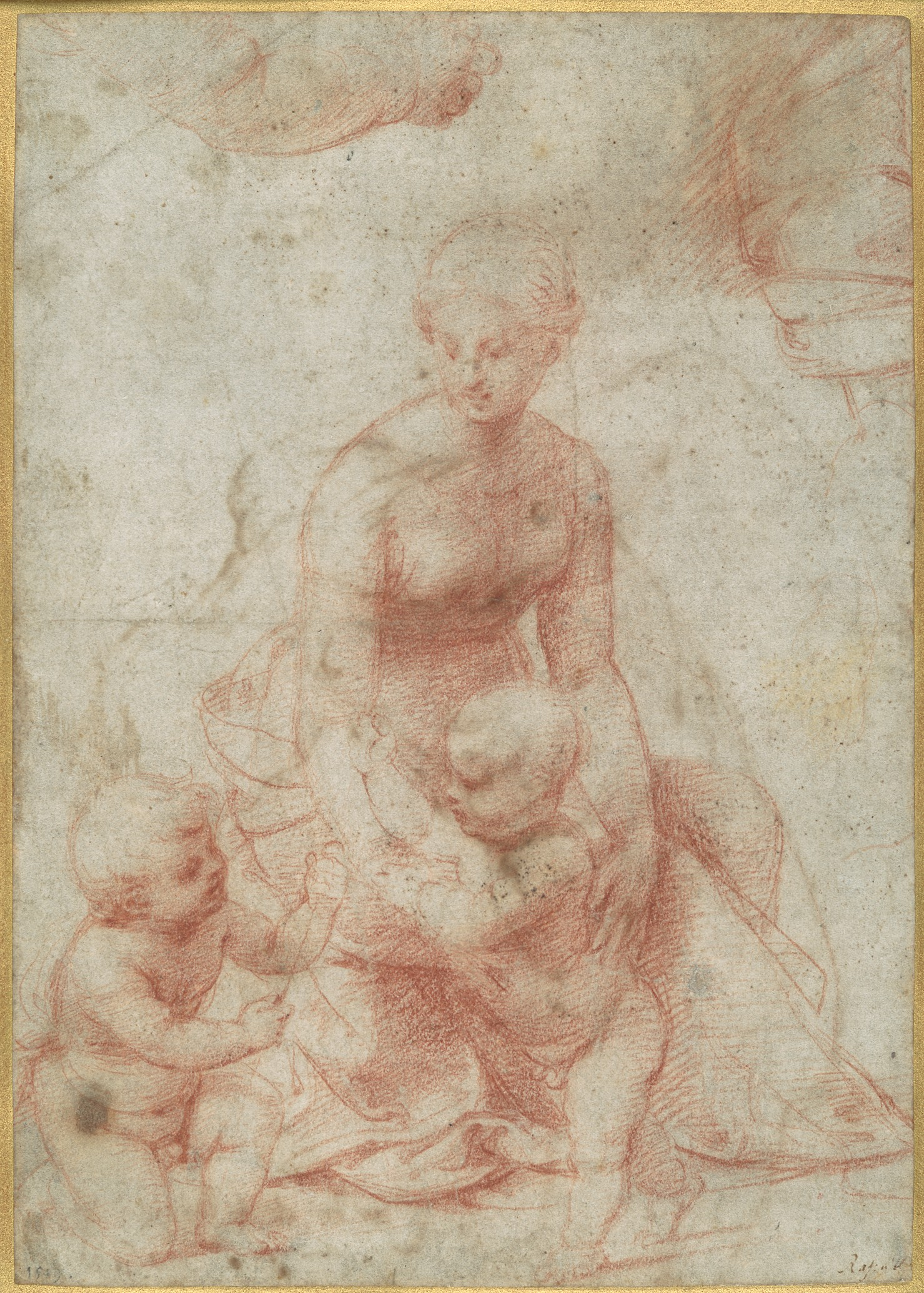
Madonna in de weide, Met NY
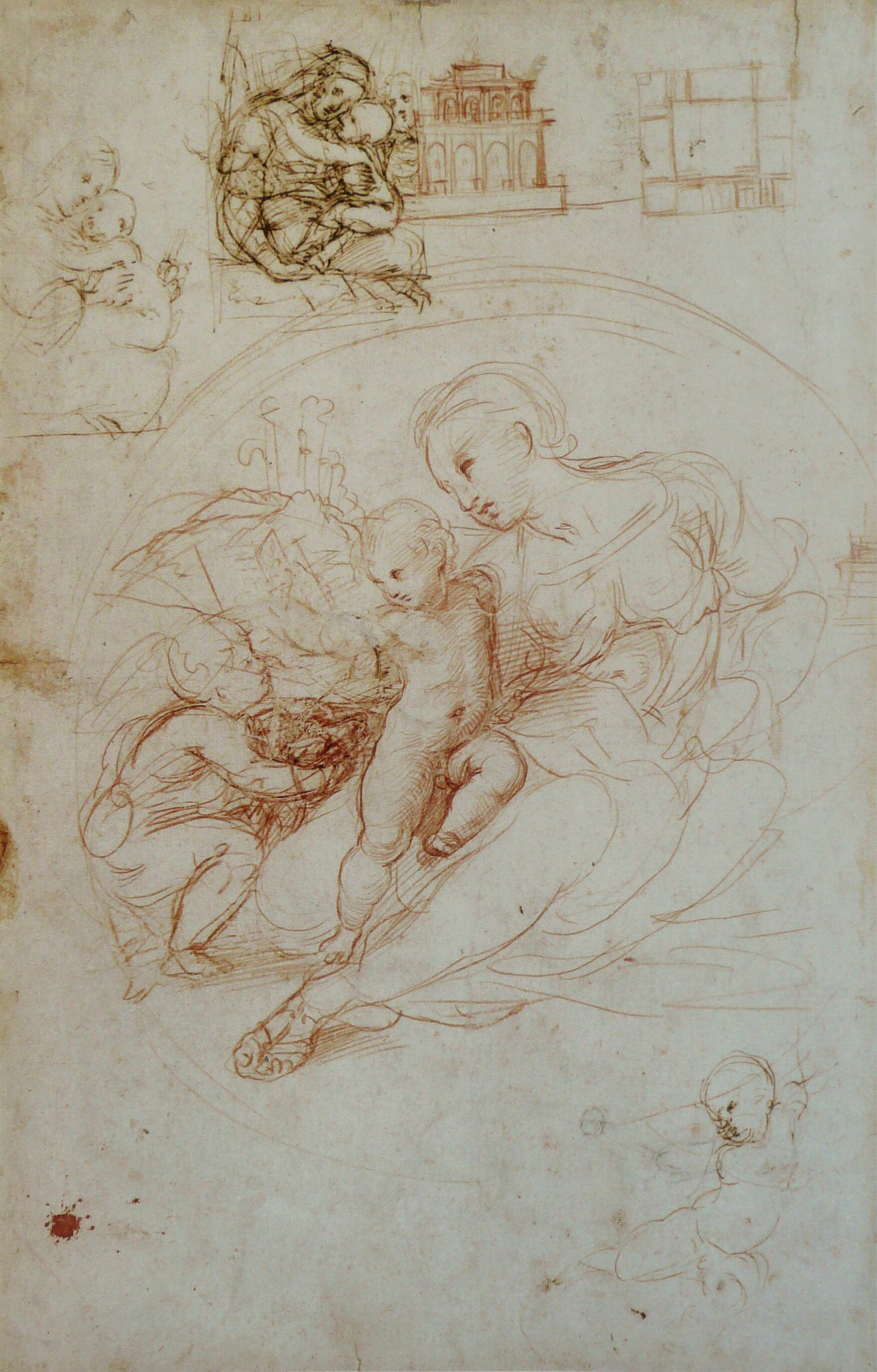
Madonna Alba en andere schetsen
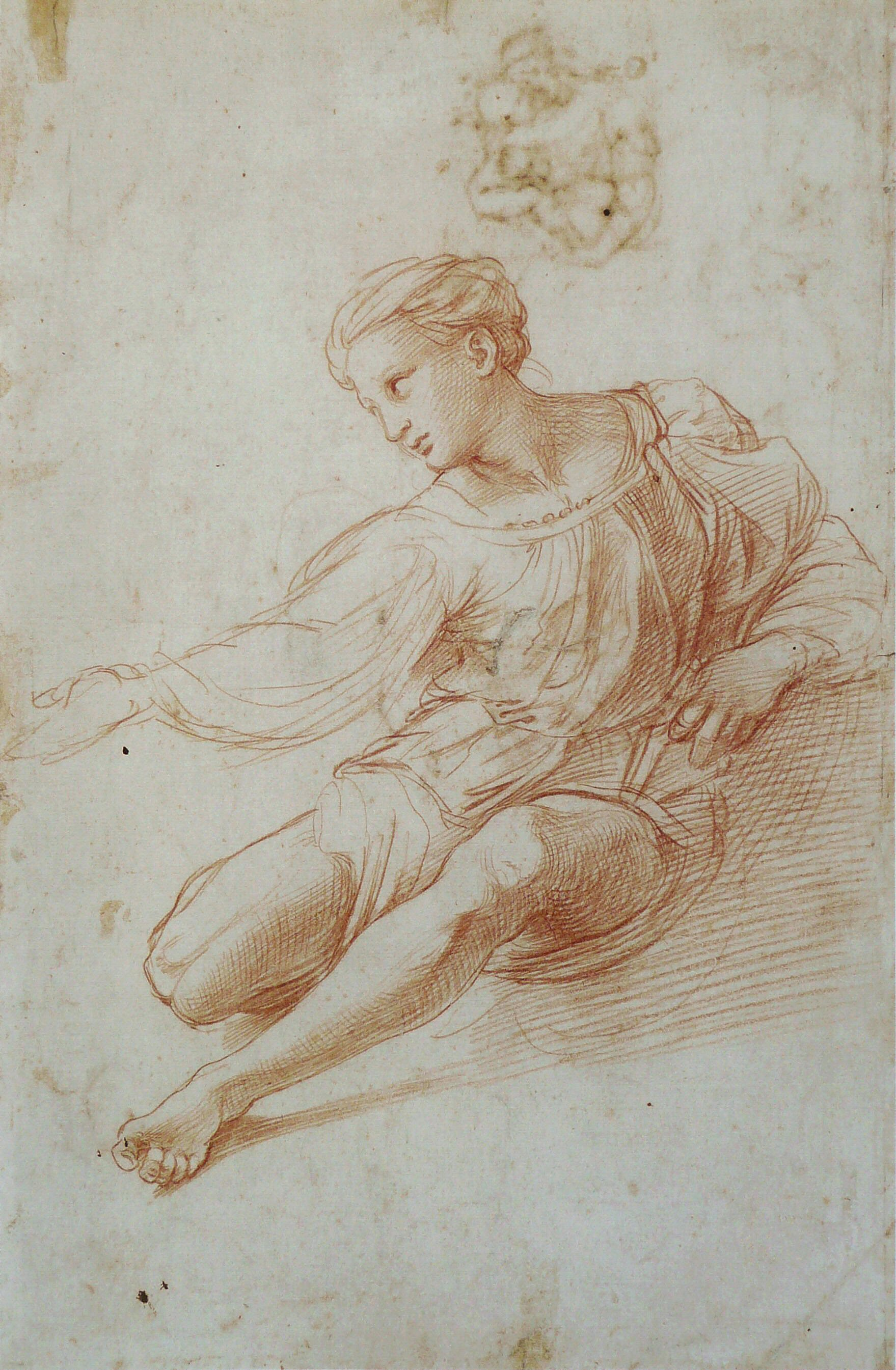
Garzone-studie voor de Madonna Alba, Palais des Beaux-Arts de Lille
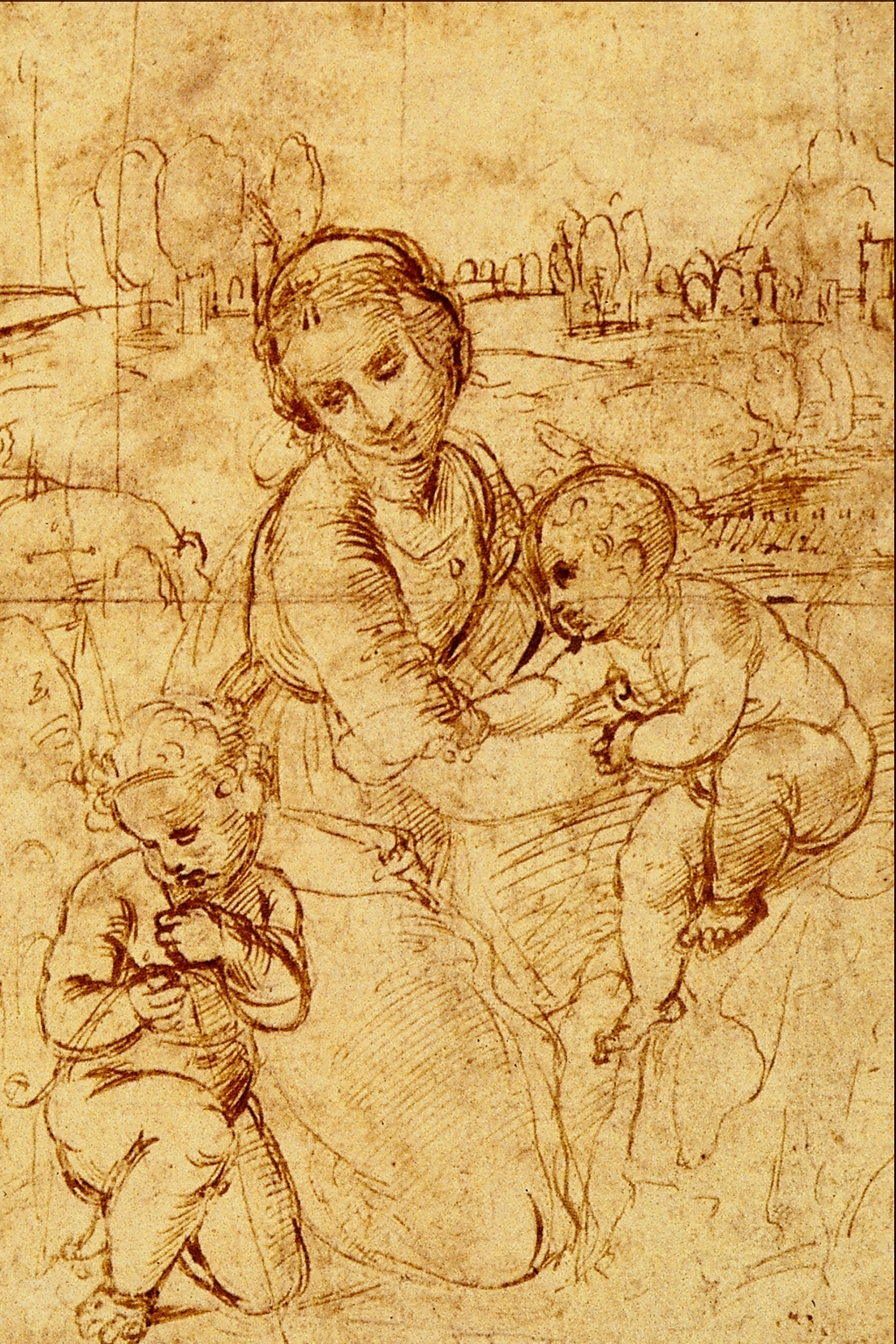
Madonna met Kind en de jonge Johannes de Doper
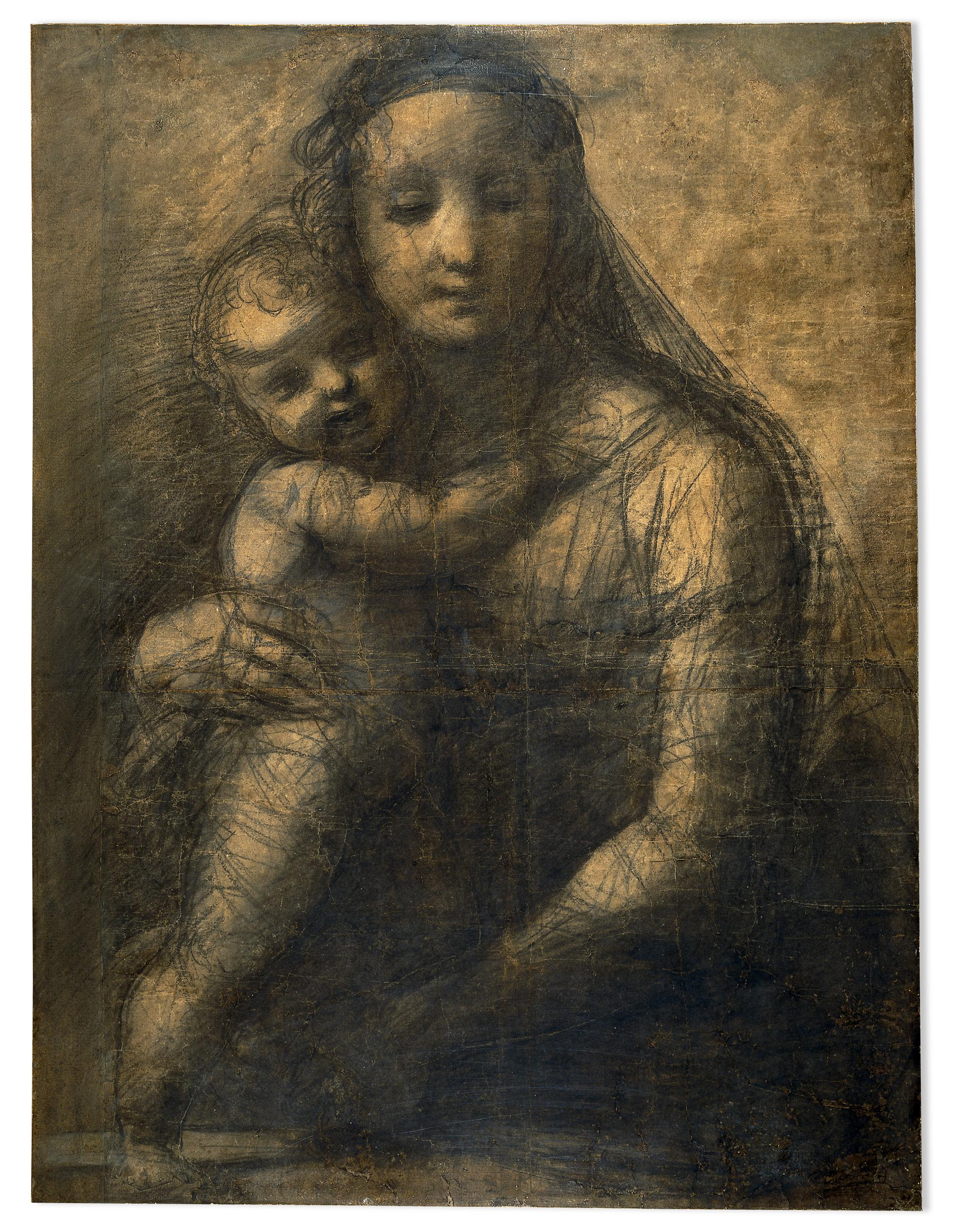
Mackintosh-Madonna (National Gallery NG 2069), ca. 1509-1511, British Museum
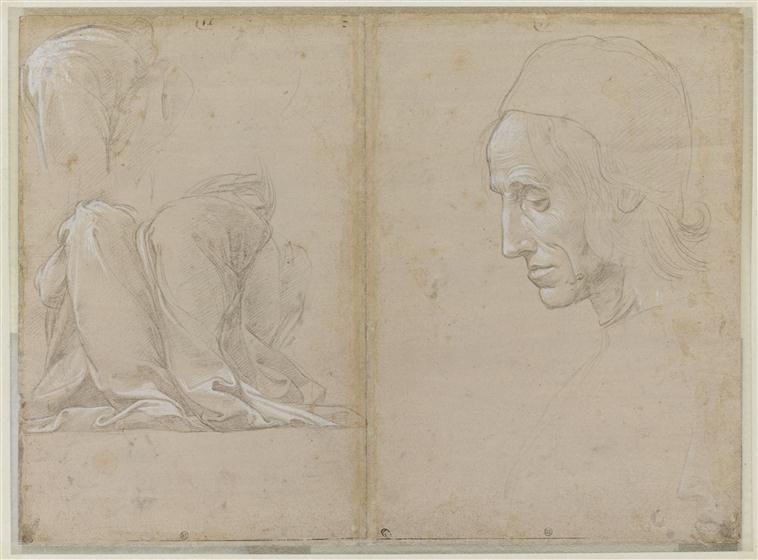
Madonna del Baldacchino, Frankrijk
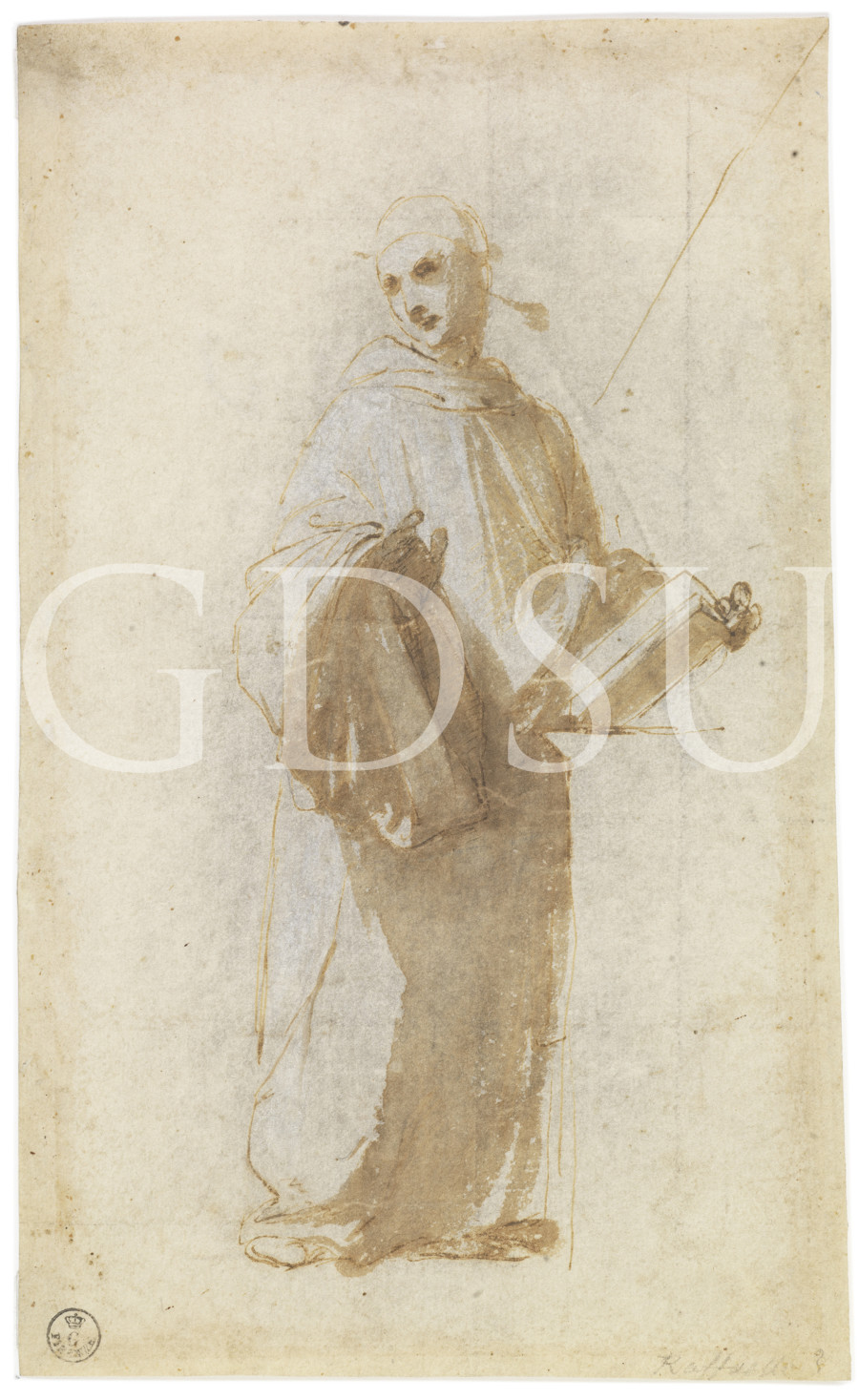
Madonna del Baldacchino, Uffizi

### Borghese-kruisafneming(1505-1507)

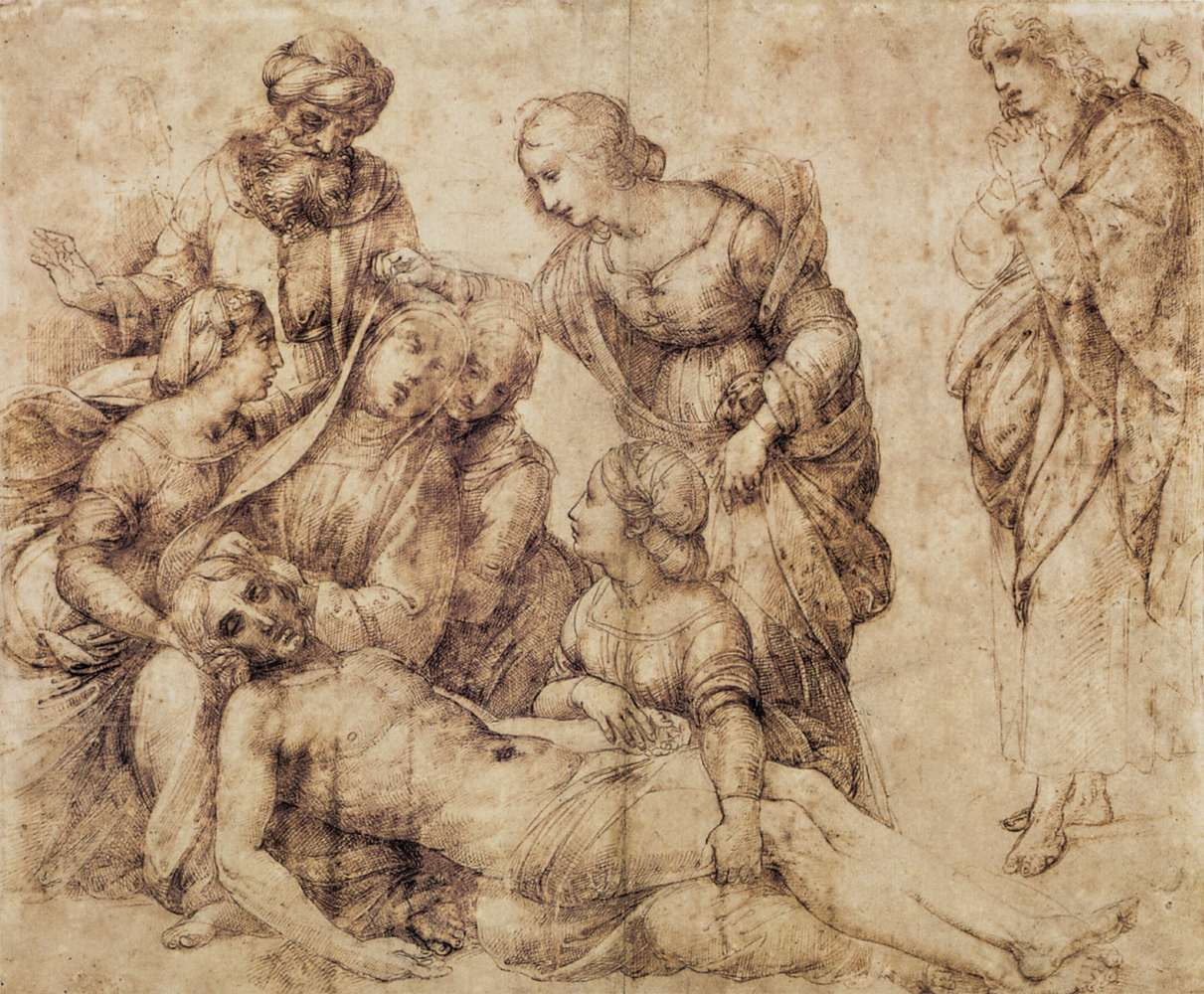
Bewening (het eerste idee voor het altaarstuk), Parijs, Louvre, n. 3865
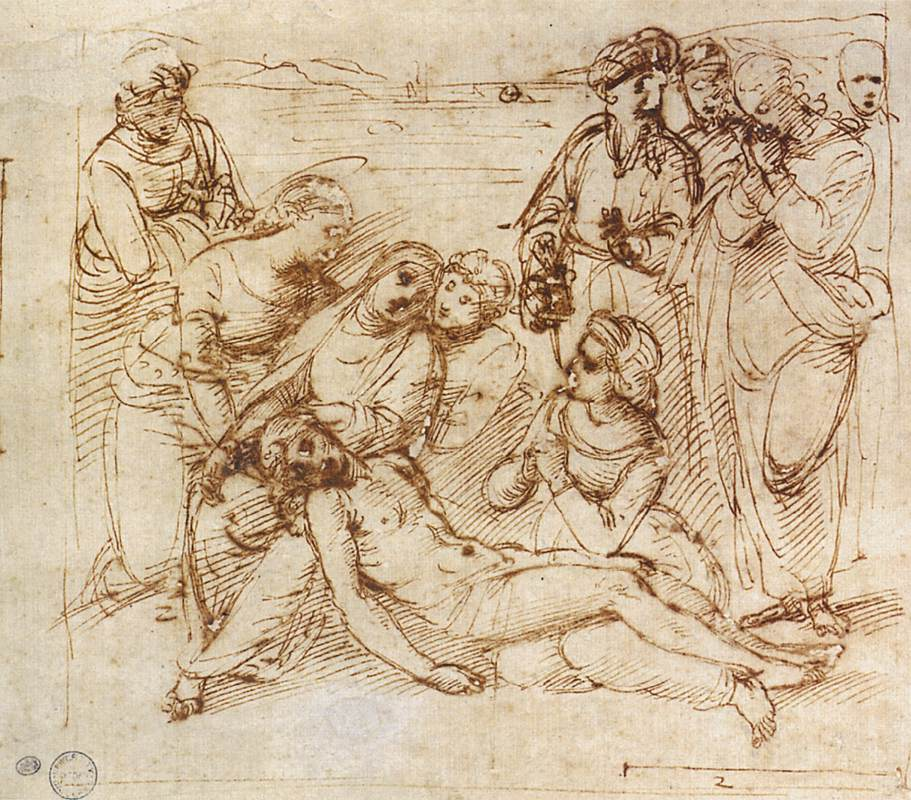
Pietà met tien figuren (een ander vroeg idee), Oxford, Ashmolean Museum, P II 529
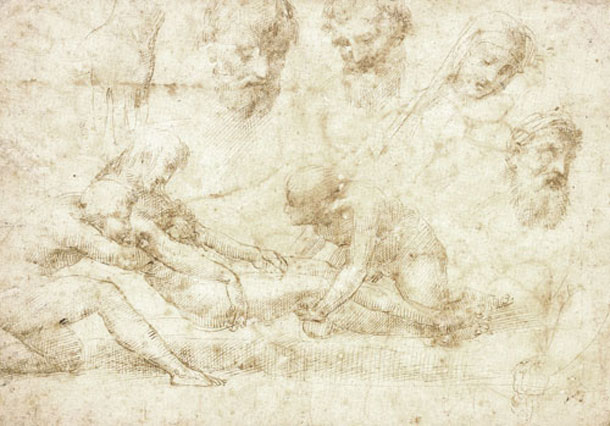
Compositiestudie met figuren; onder anderen naar Michelangelo's Matteüs, Oxford, Ashmolean Museum, P II 531
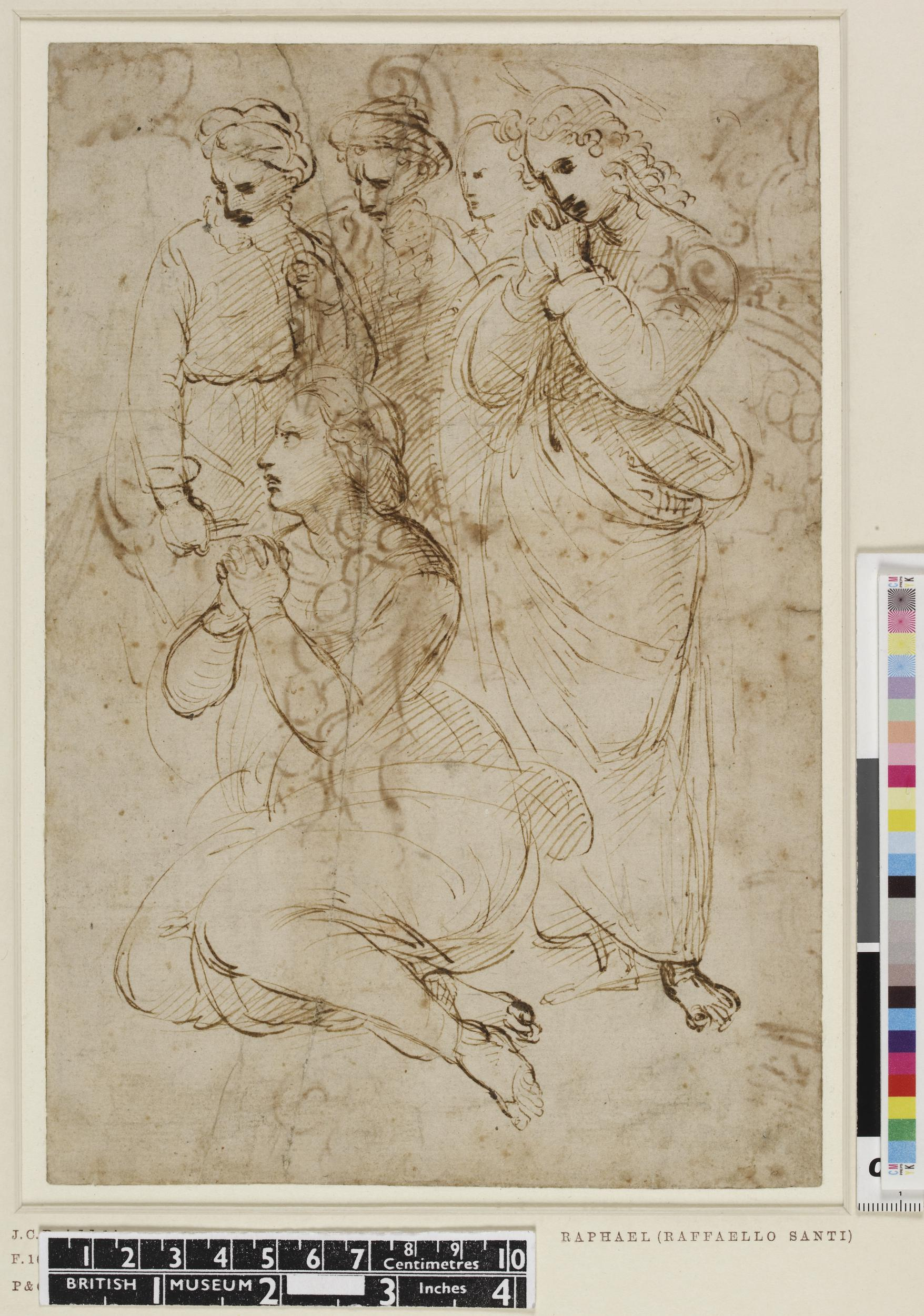
Studie voor de rechtergroep, Londen, British Museum, 1895.9.15.636
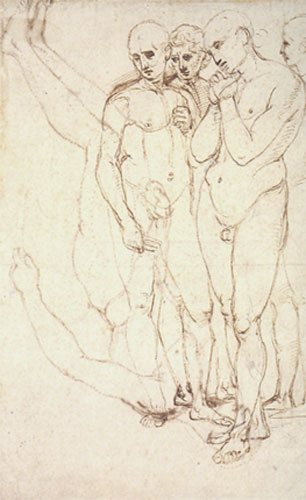
Naaktstudie voor de rechtergroep, Oxford, Ashmolean Museum, 530 recto
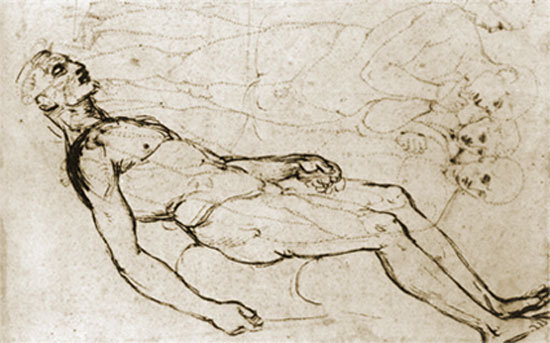
Anatomische studie voor de dode Christus, refererend aan Michelangelo's Pietà vaticana, Oxford, Ashmolean Museum, 530 verso
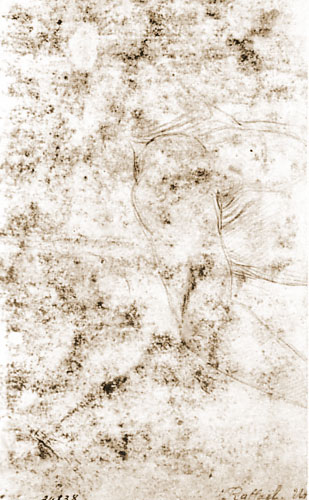
Fragment van een kruisafneming, Parijs, École Nationale Supérieure des Beaux-Arts, inv. EBA 318
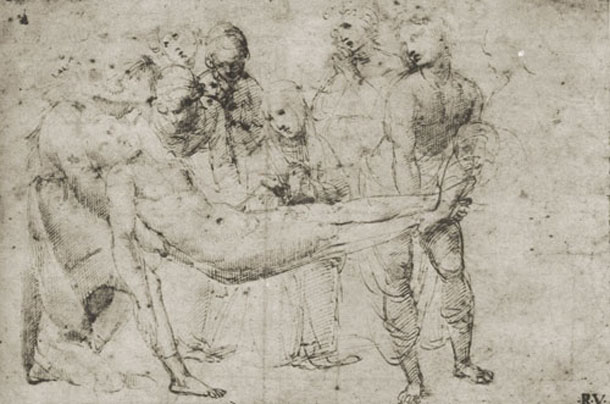
Compositiestudie, Londen, British Museum, inv 1963.12.16.1r
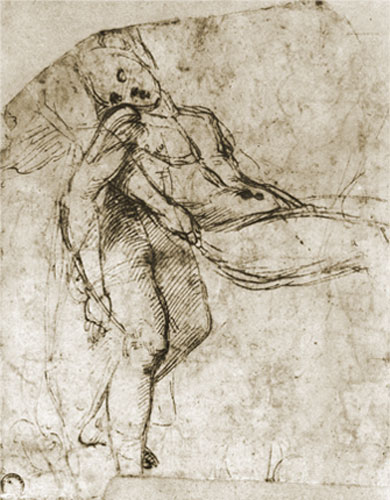
Studie van de dode Christus en een drager, Oxford, Ashmolean Museum, P II 525 verso
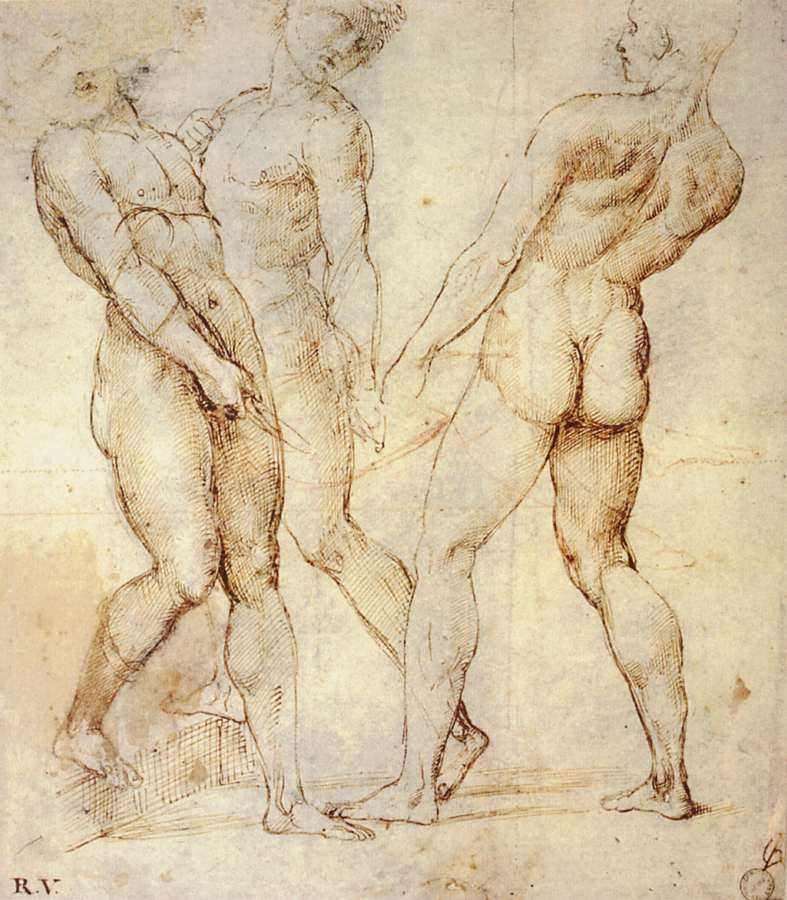
Naaktstudie van de dragers, Oxford, Ashmolean Museum, P.II.532
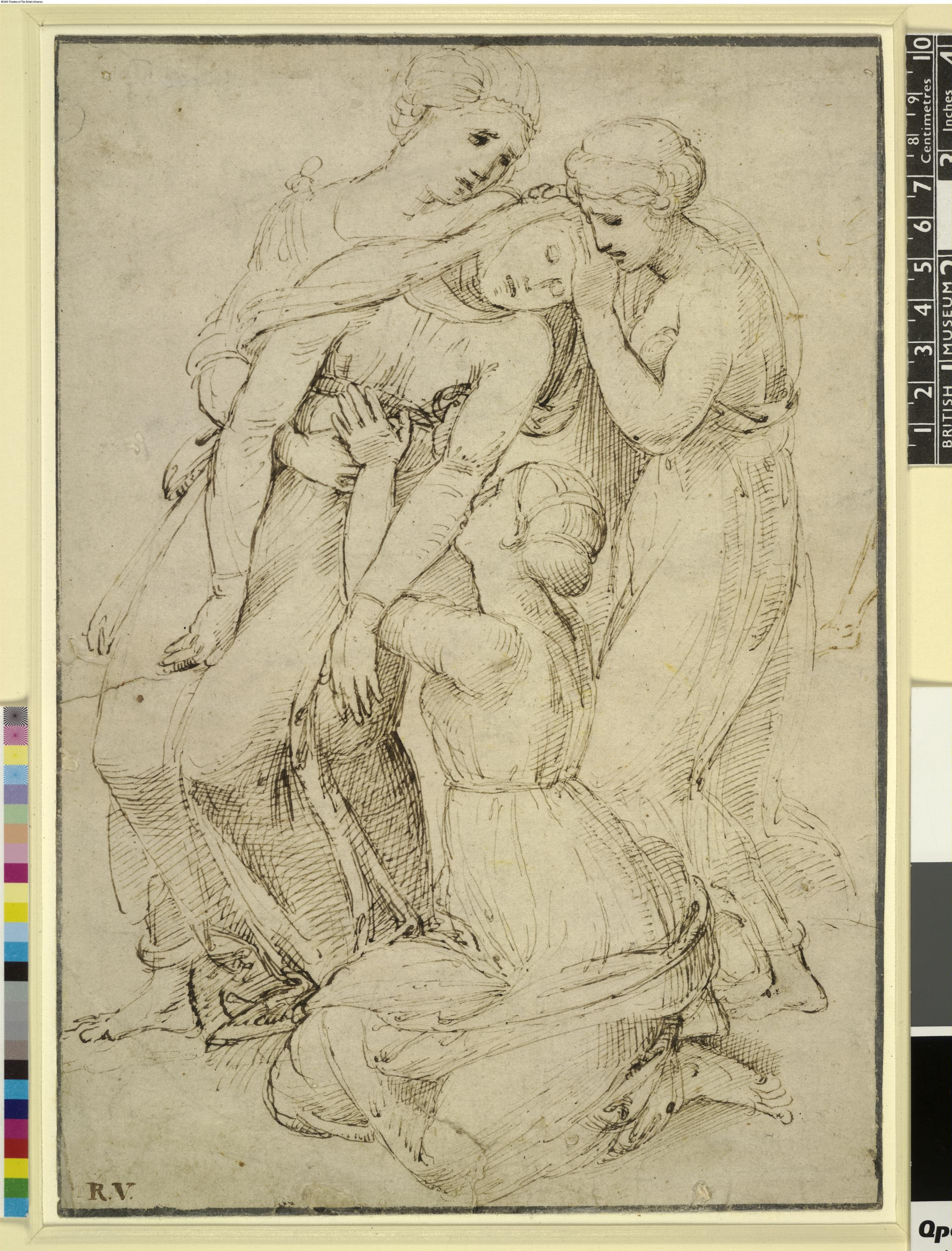
Kopie naar Rafaël, Groep vrouwen die Maria ondersteunen, Londen, British Museum, 1895.9.15.616
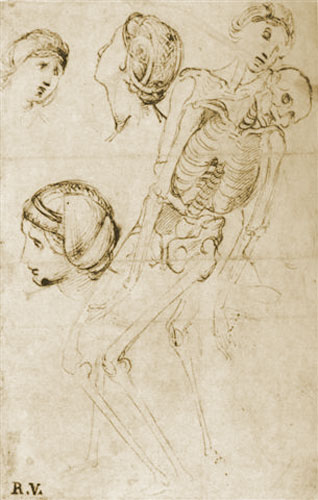
Studie van Maria aan de hand van een skelet en andere figuren, Londen, British Museum, 1895.9.15.617
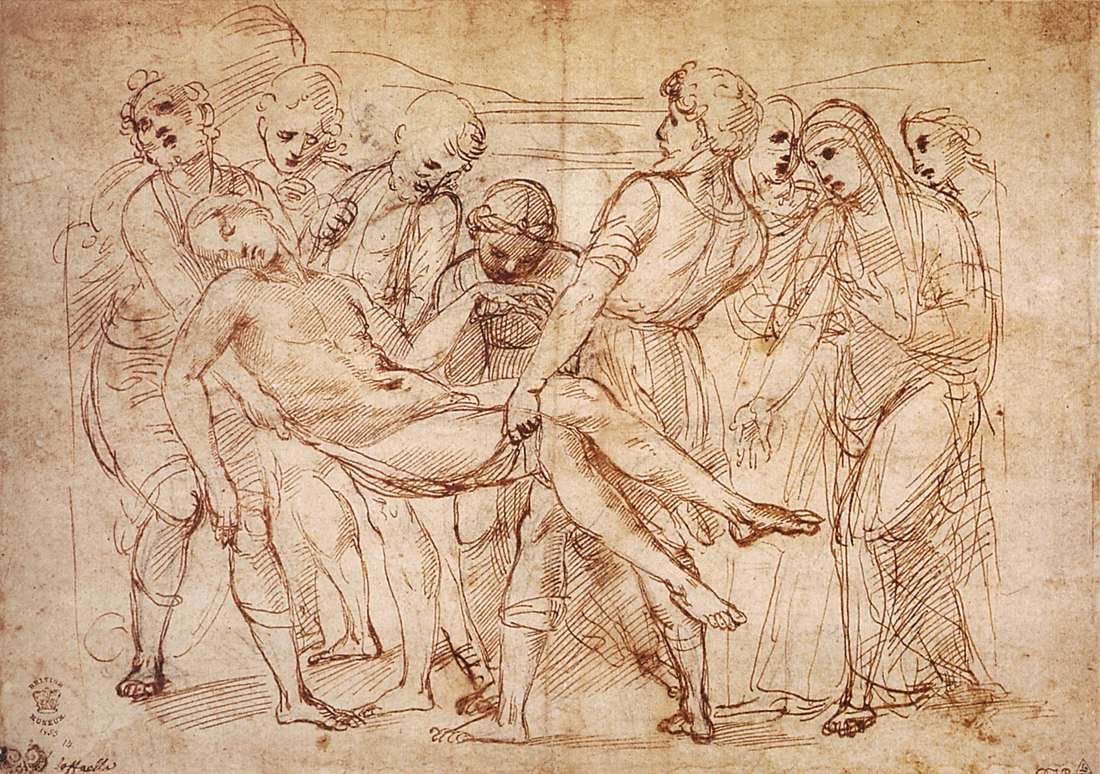
Studie van de definitieve compositie, Londen, British Museum, inv. 1855-2-14-1 recto
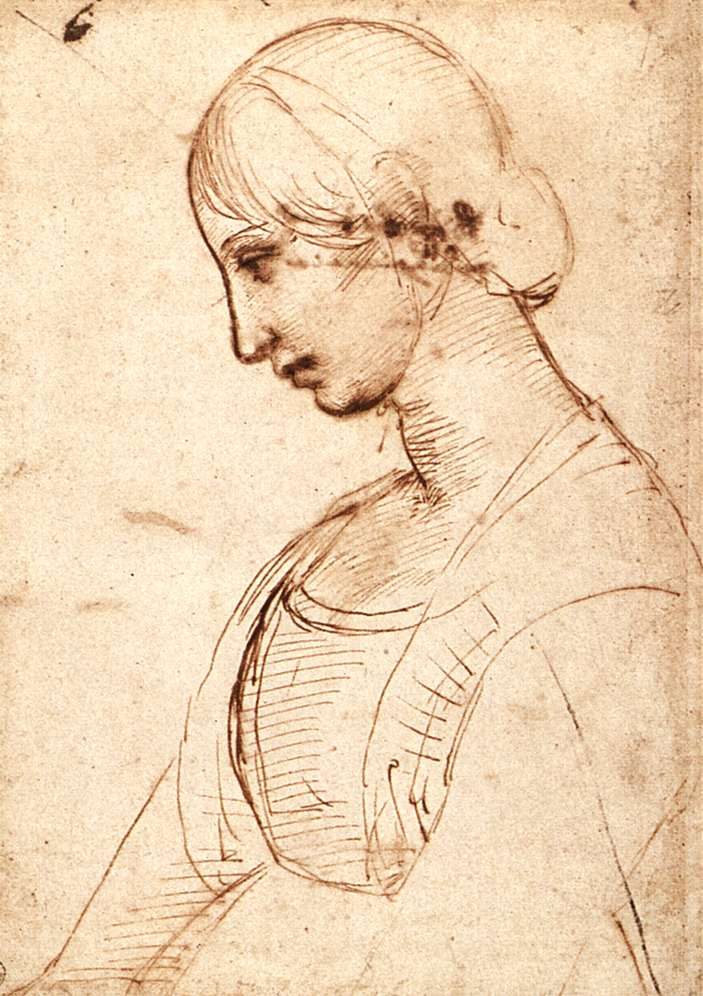
Studie van Maria Magdalena, Florence, Uffizi, inv. 1477 E
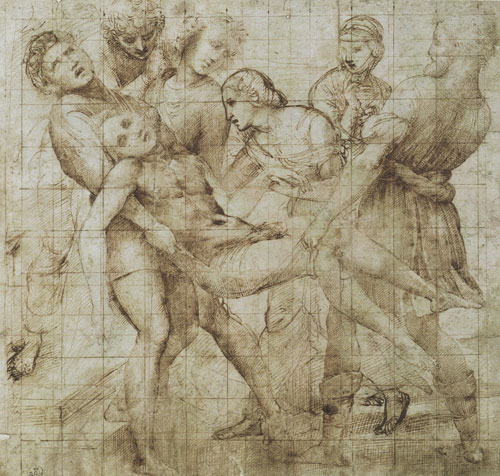
Uitwerking van de centrale groep, Florence, Uffizi, inv. 538E
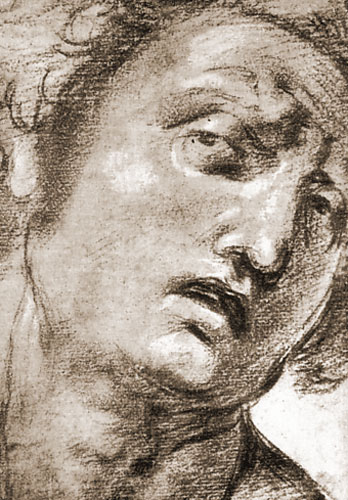
Studie van Nicodemus, Musée Condé (Kasteel van Chantilly), Chantilly, LA 92112

### Stanza della Segnatura (1508-1511)

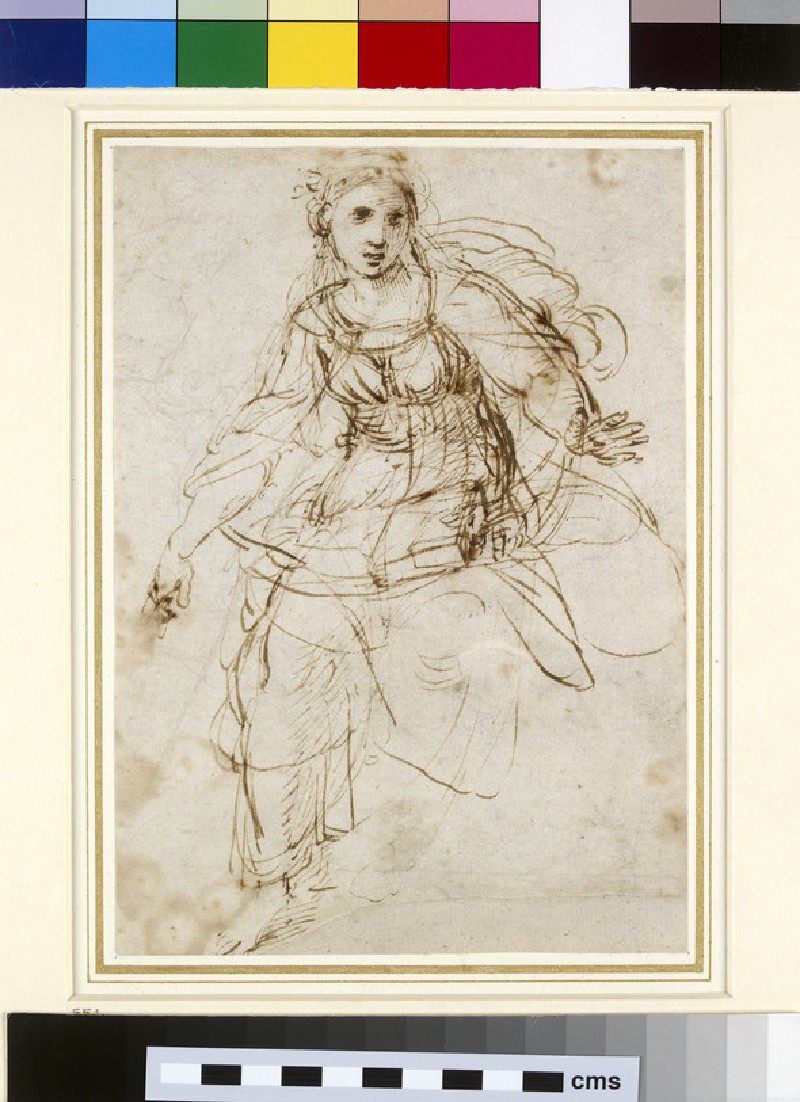
Plafond: Theologie, Ashmolean
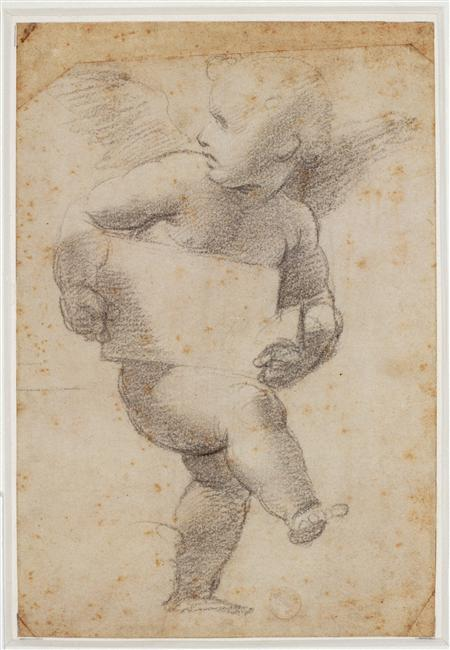
Plafond: Theologie (engel)
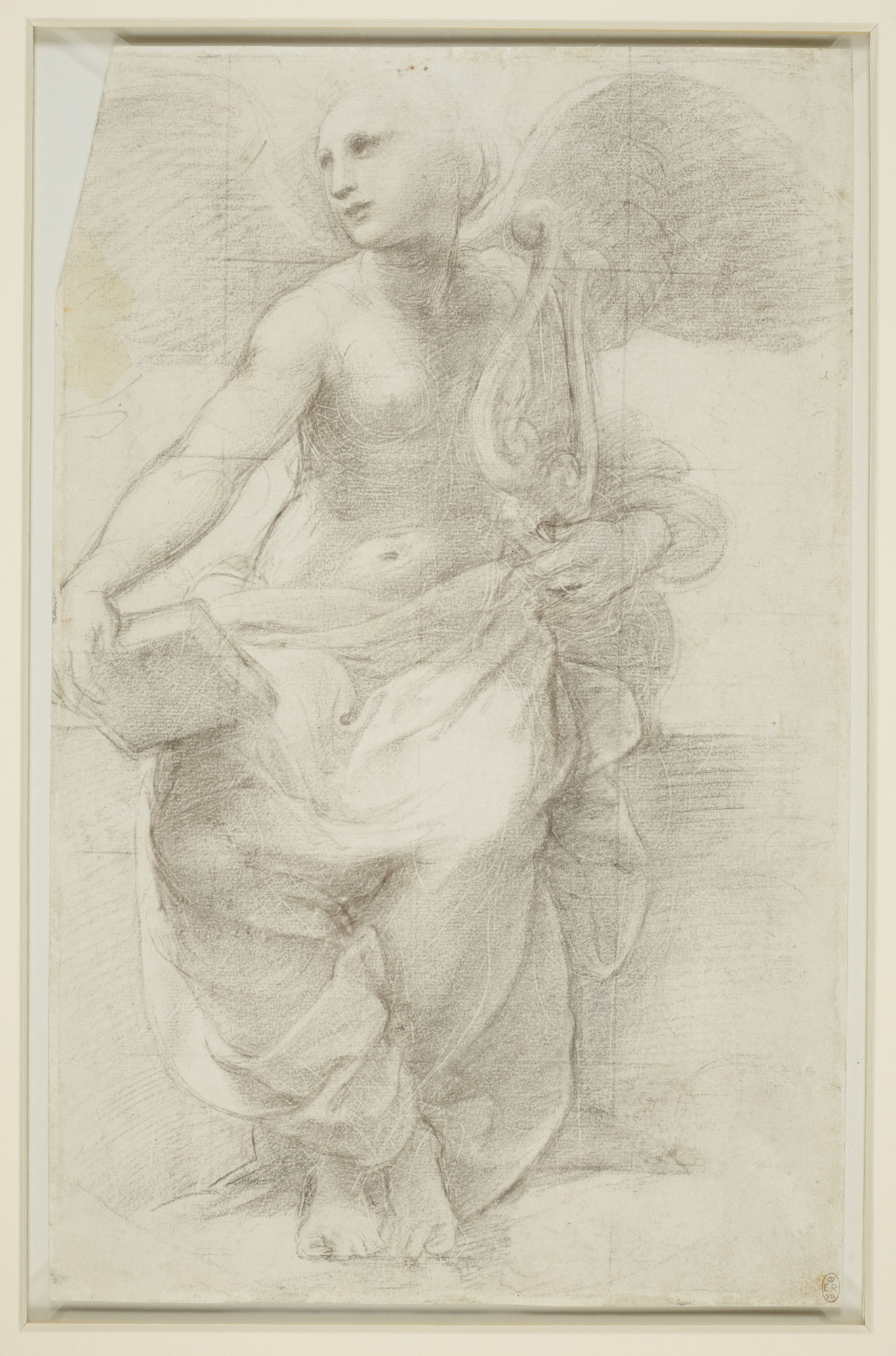
Plafond: Poëzie
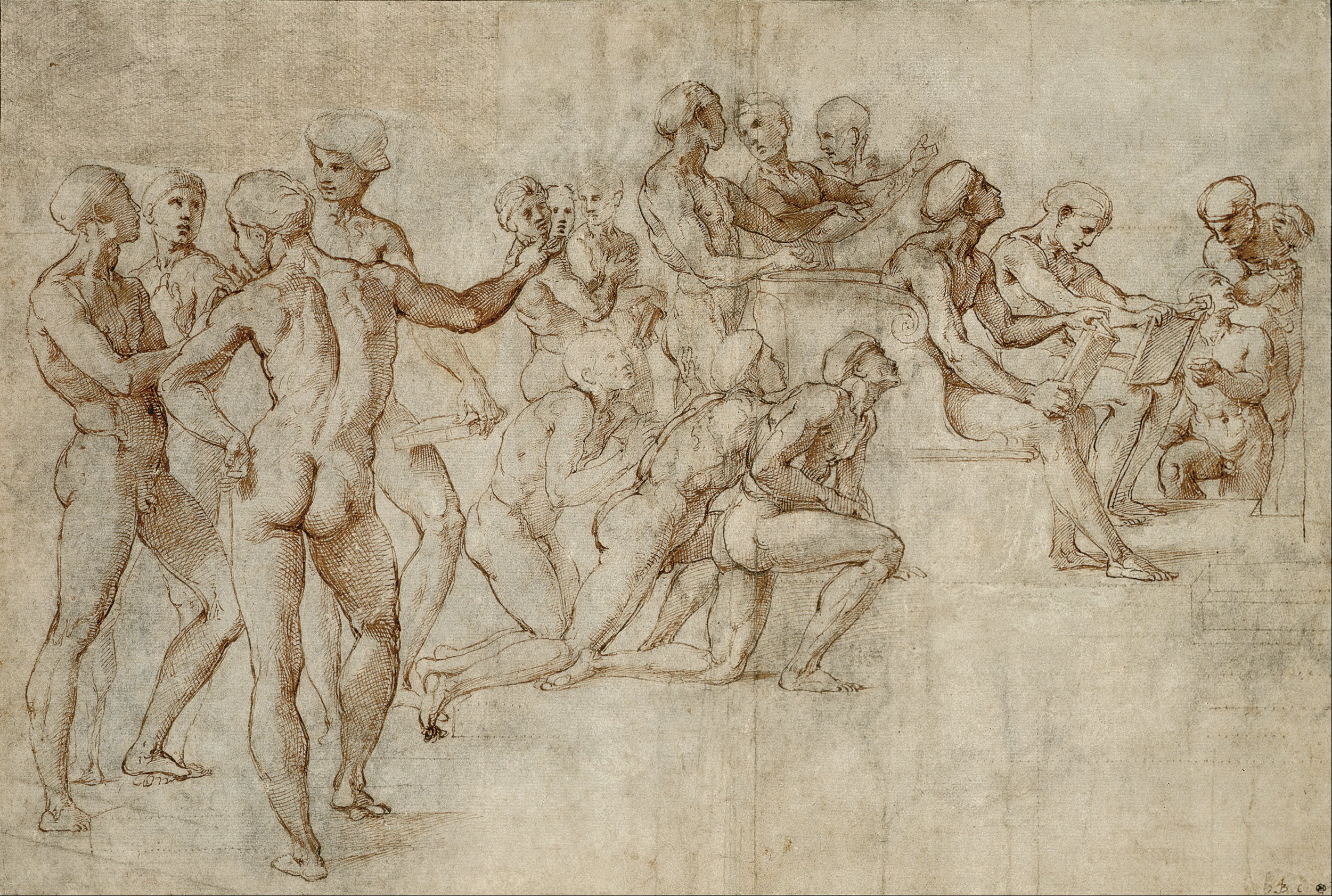
Disputa, Städel Museum
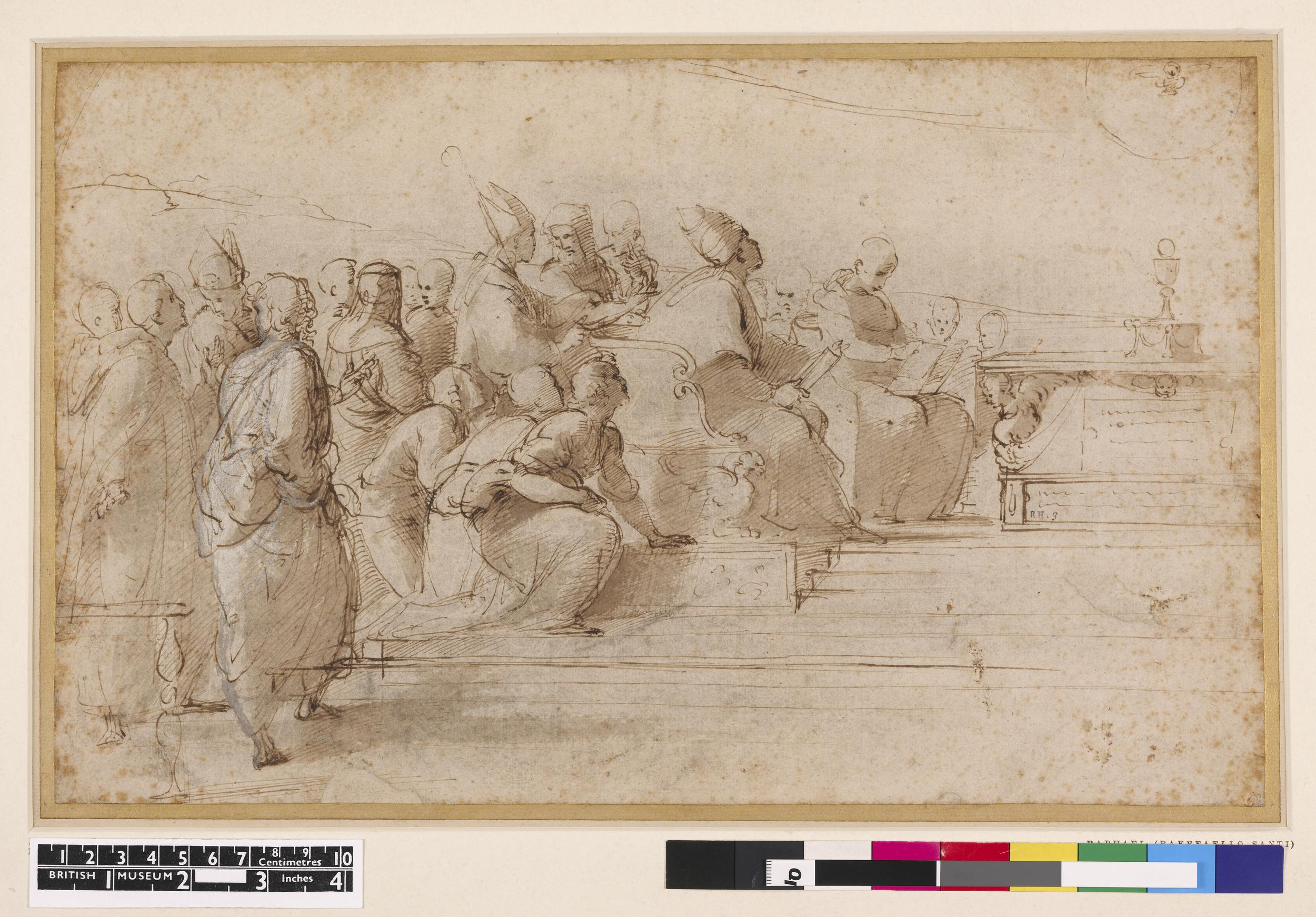
Disputa, BM
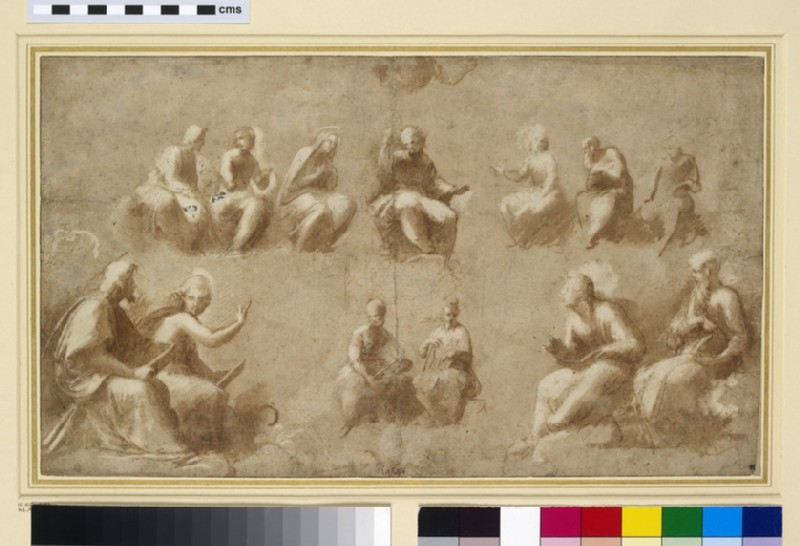
Disputa, Ashmolean
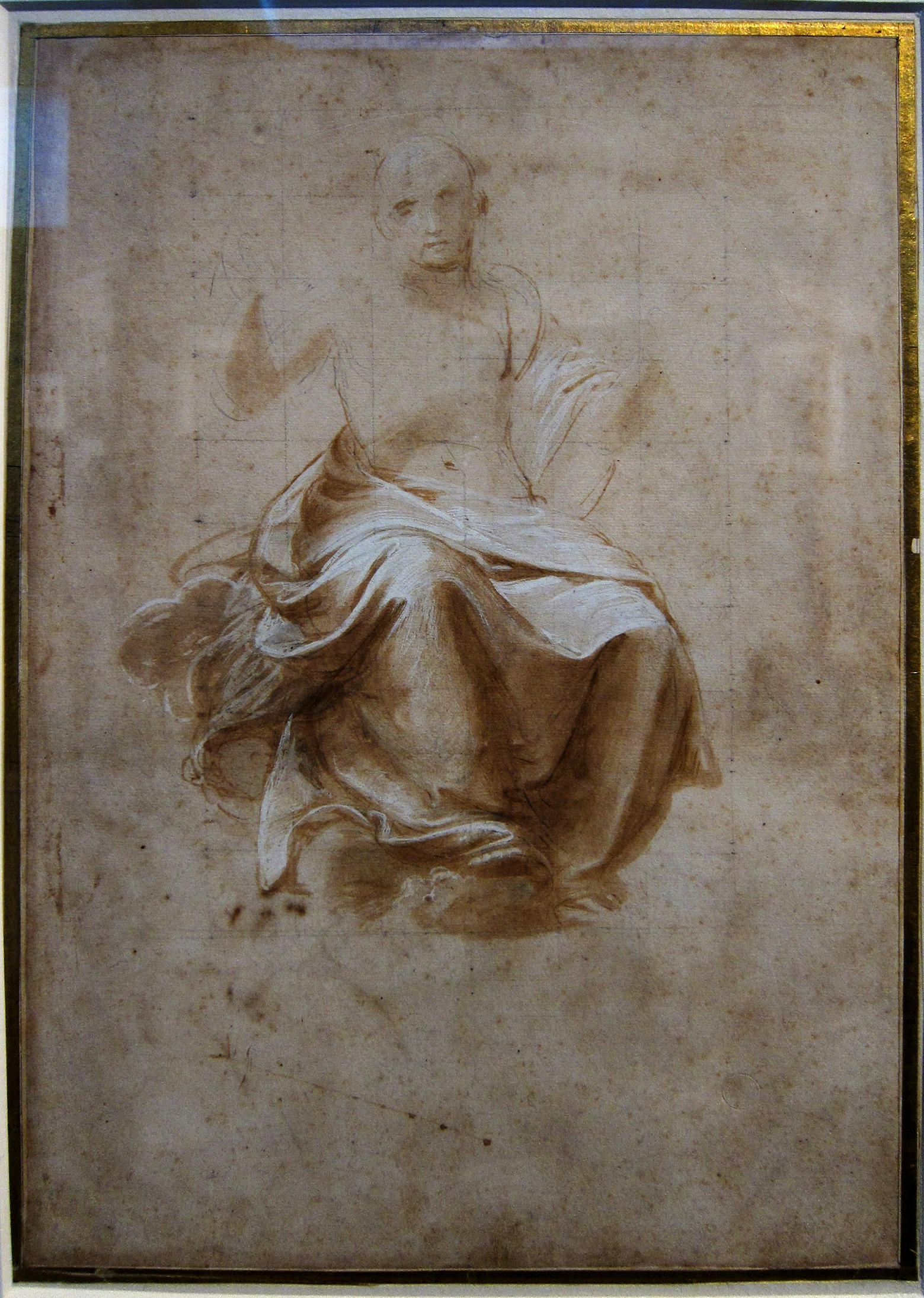
Disputa: Christus, Lille
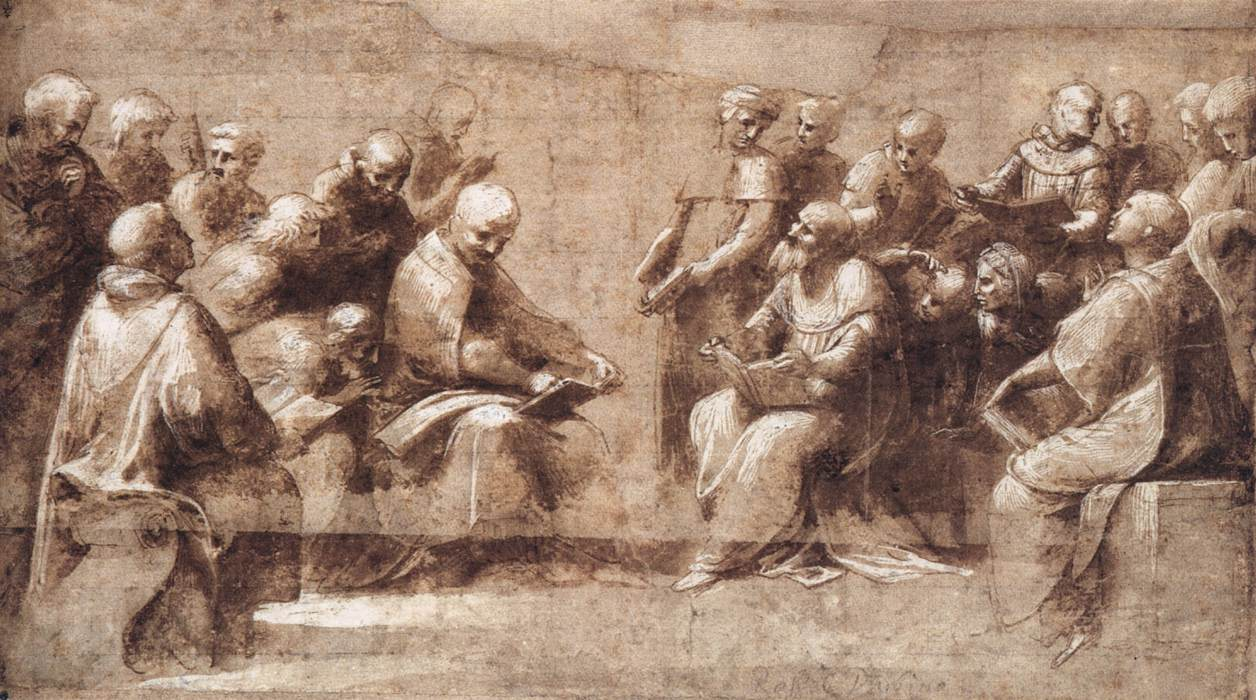
Disputa, Musée Condé (Kasteel van Chantilly), Chantilly
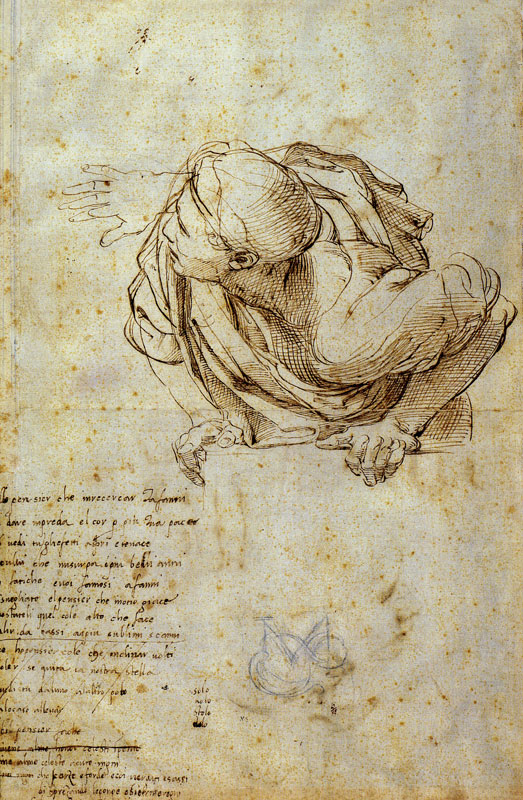
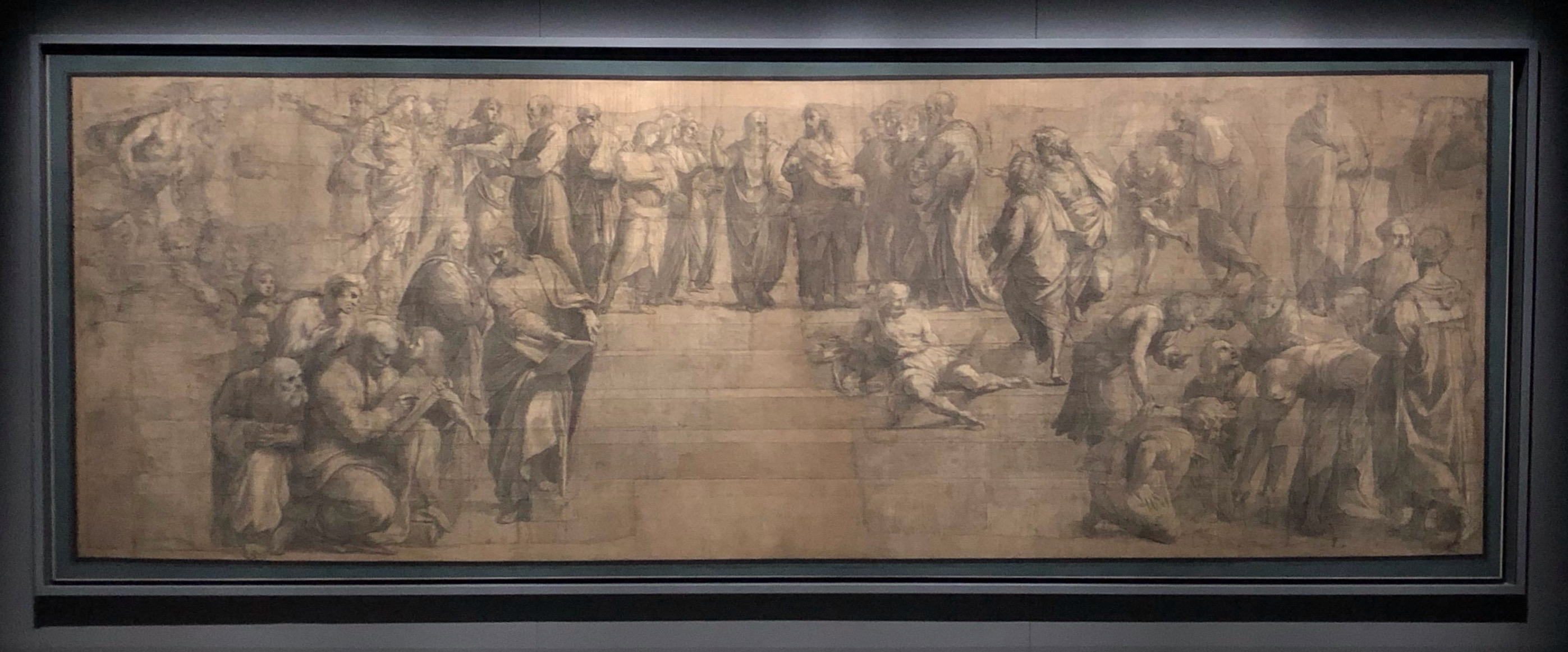
School van Athene, Pinacoteca Ambrosiana, Milaan
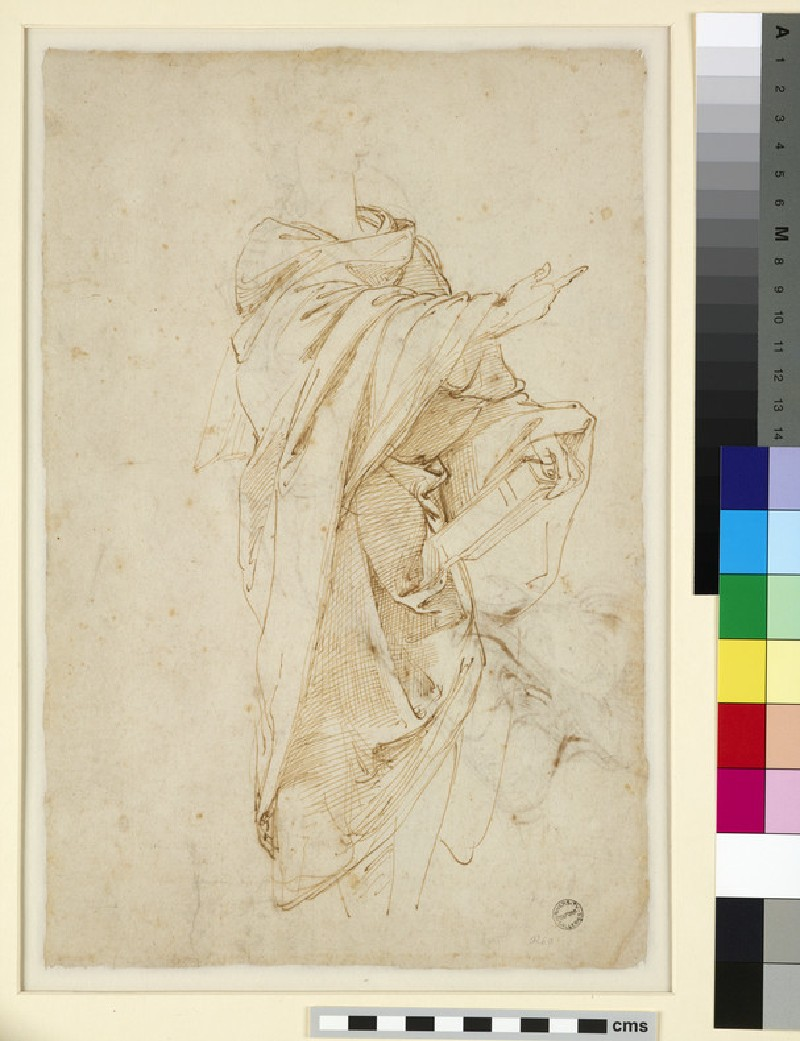
Parnassus: Vergilius
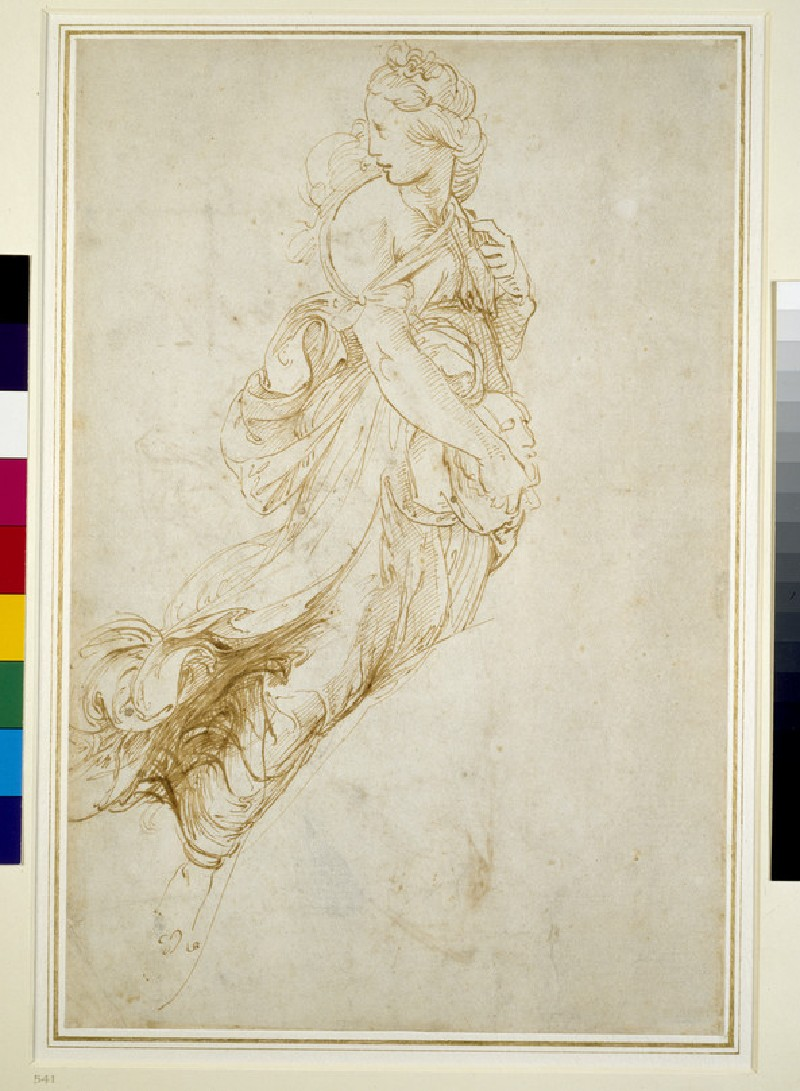
Parnassus: Melpomene, Ashmolean
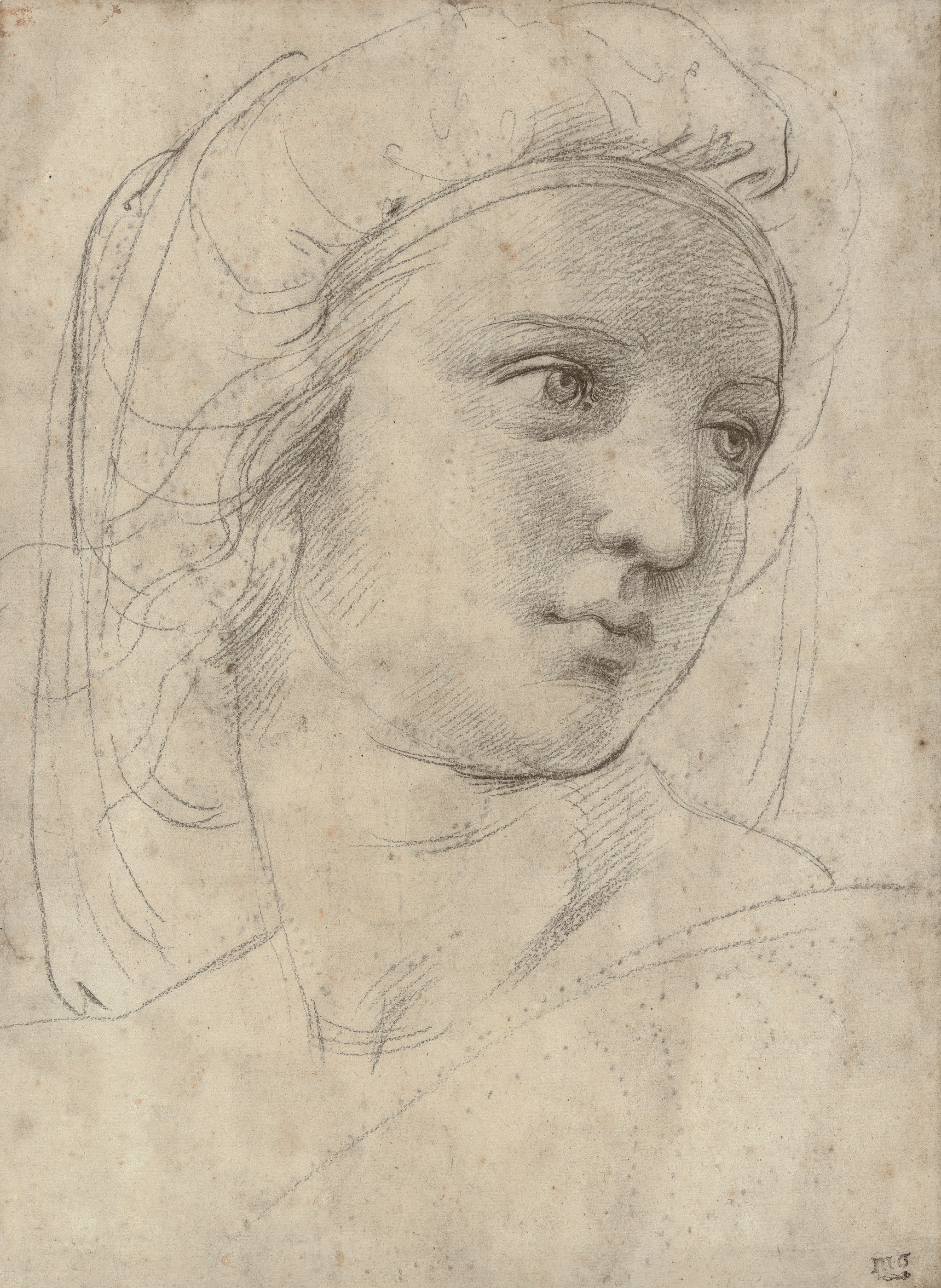
Parnassus: Muze, Christie's
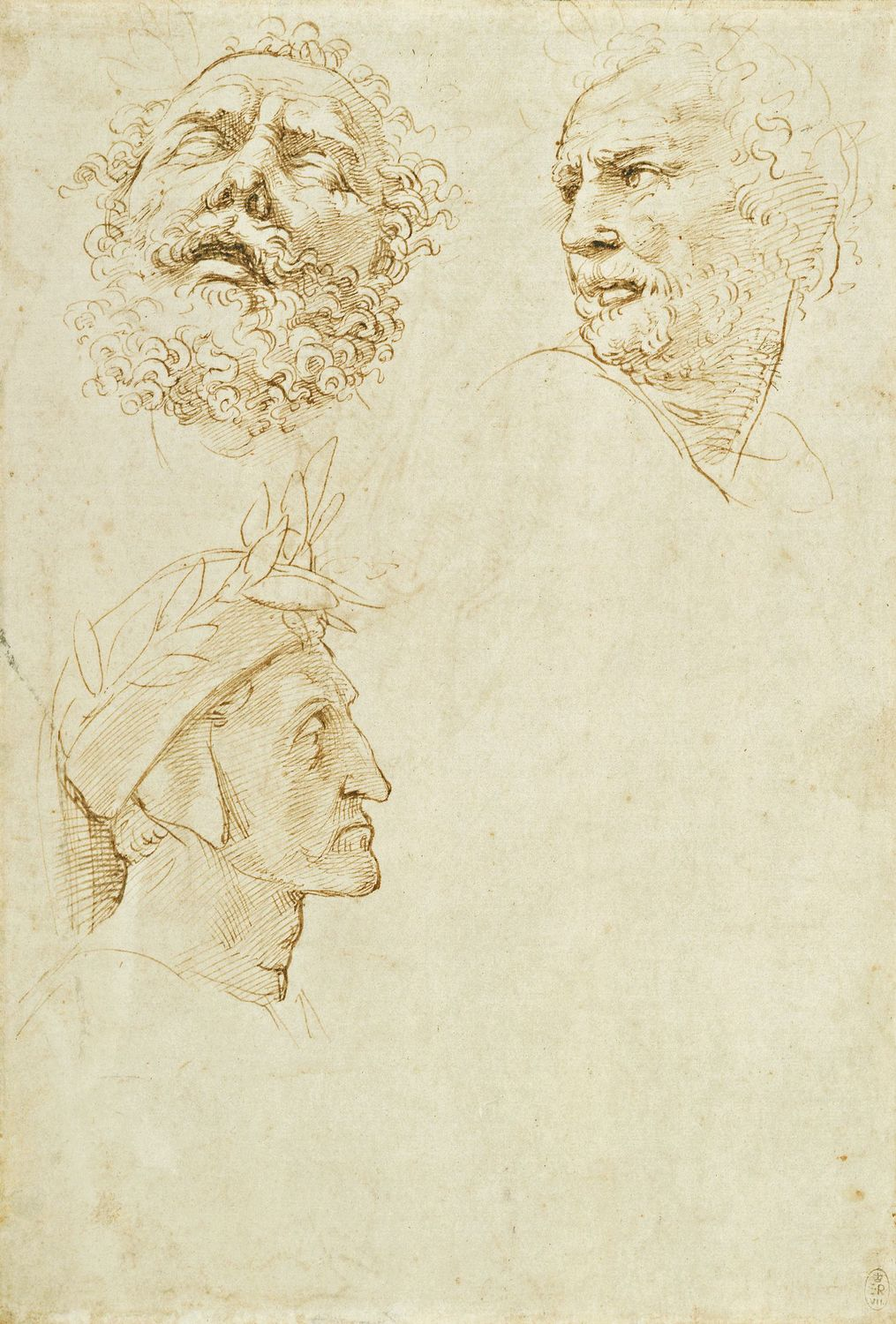
Parnassus: Dante e.a., Royal Collection
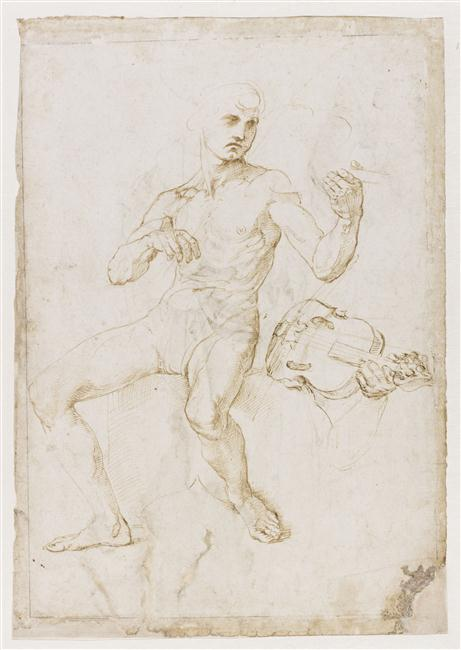
Parnassus: Apollo
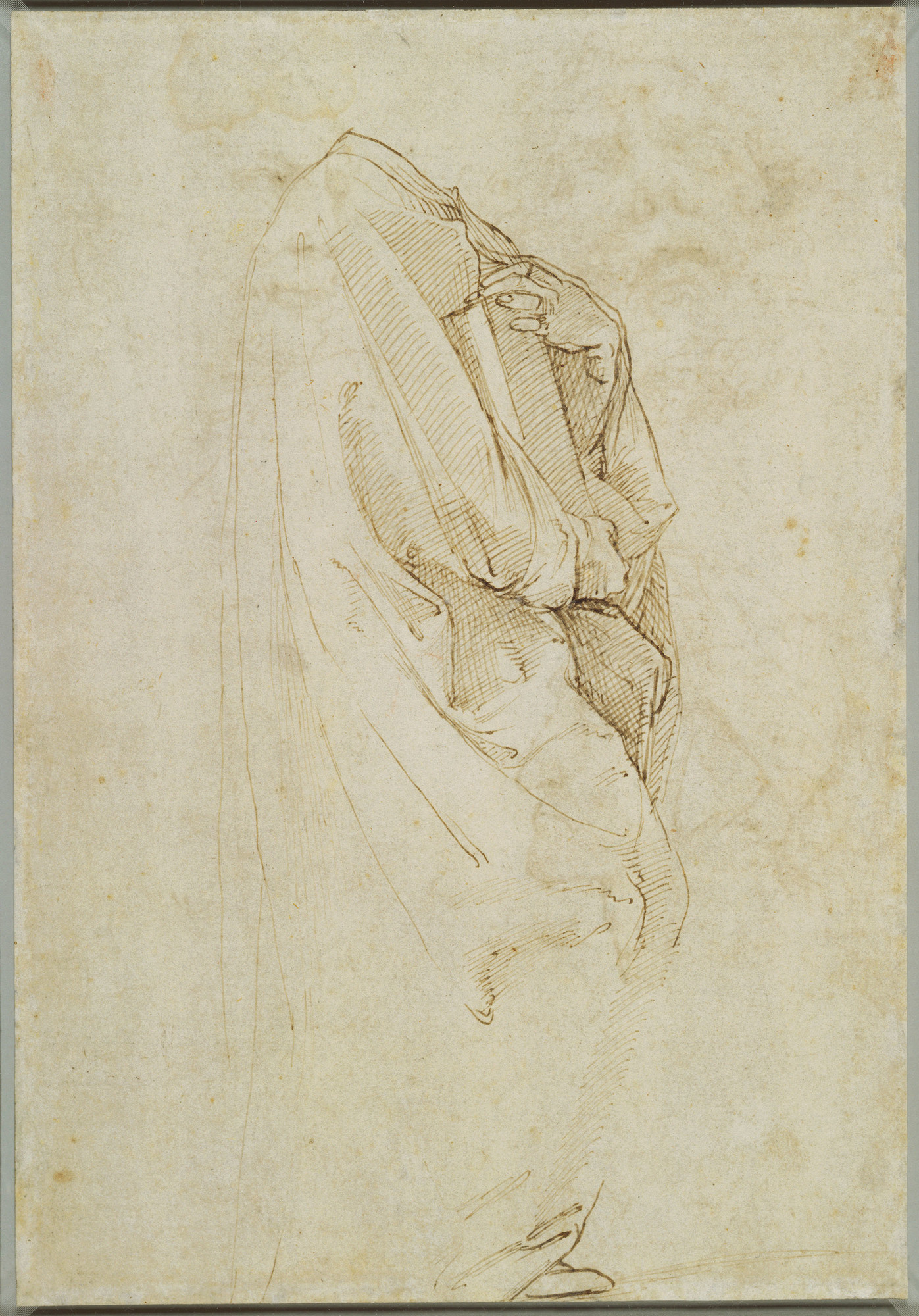
Parnassus: draperie, Royal Collection

### Stanza di Eliodoro (ca. 1512)

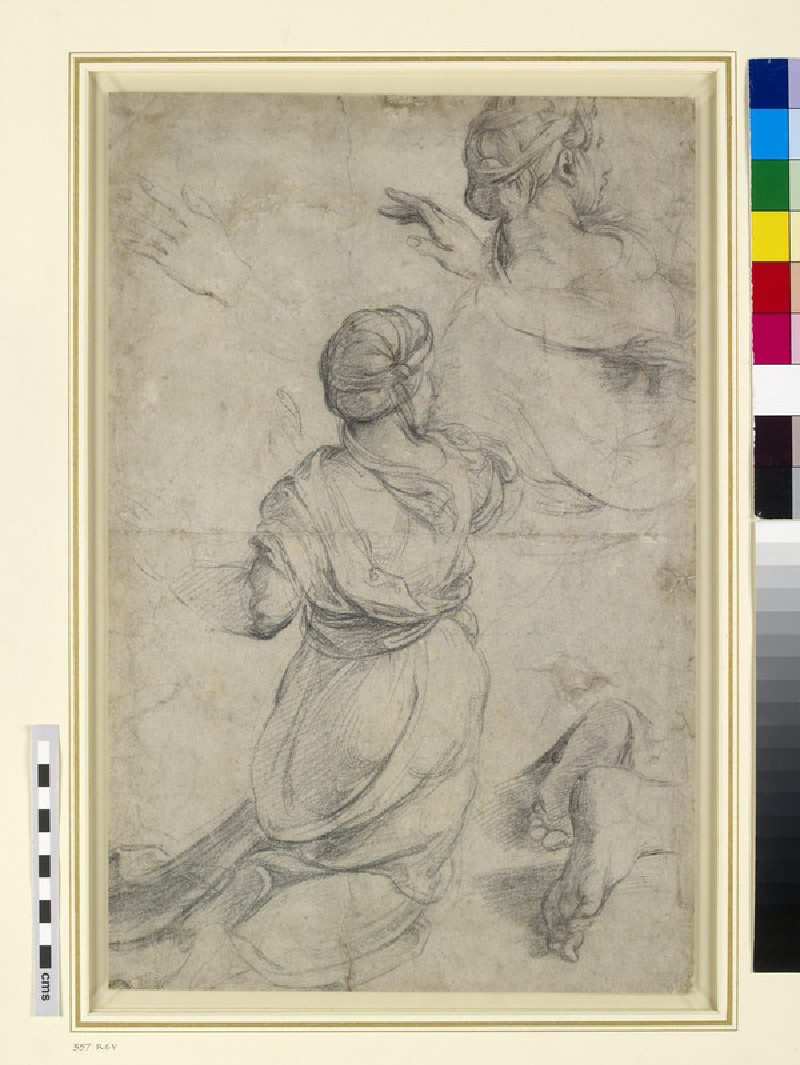
Eliodoro: Twee vrouwen, Ashmolean
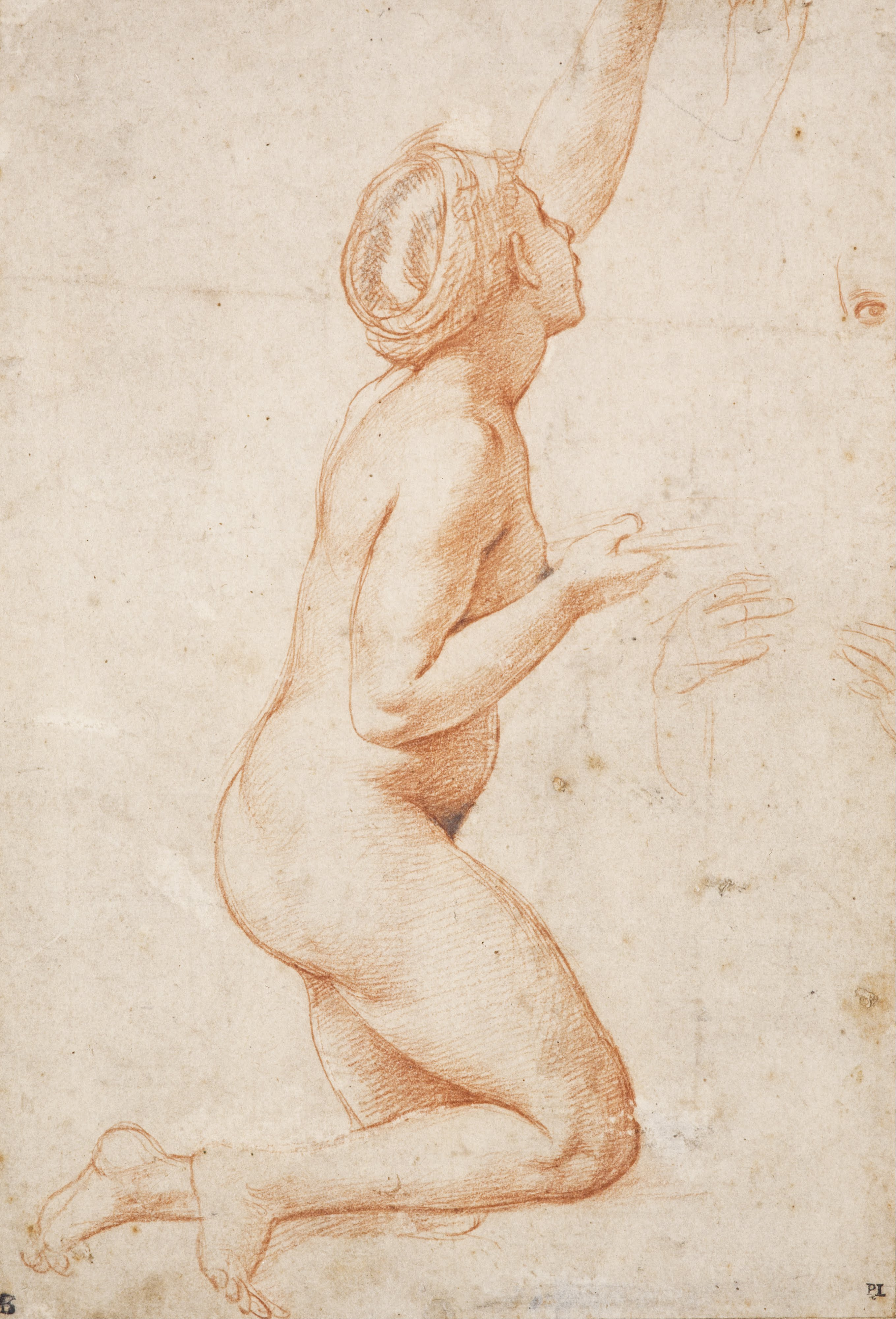
De mis van Bolsena, Scottish National Gallery
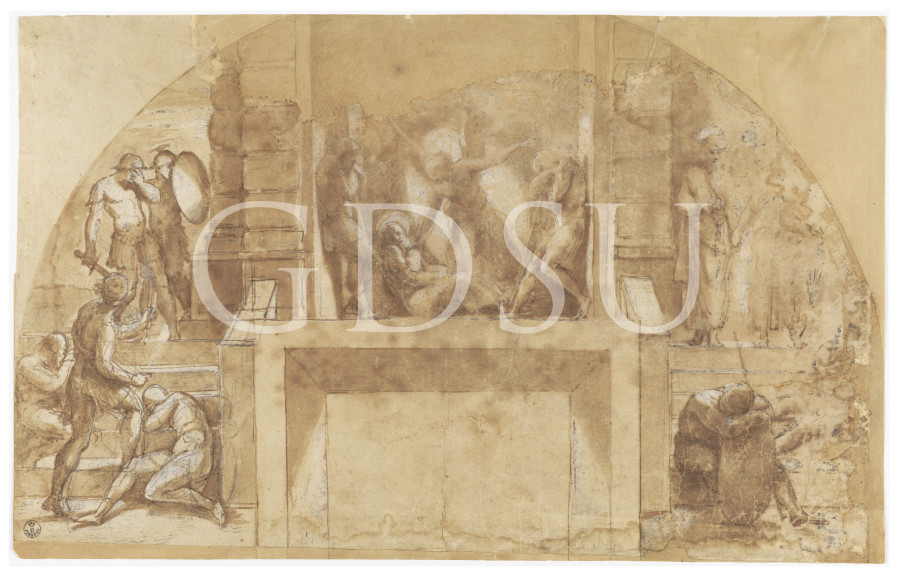
De bevrijding van Petrus, Uffizi

### Stanza dell'Incendio di Borgo (ca. 1515)

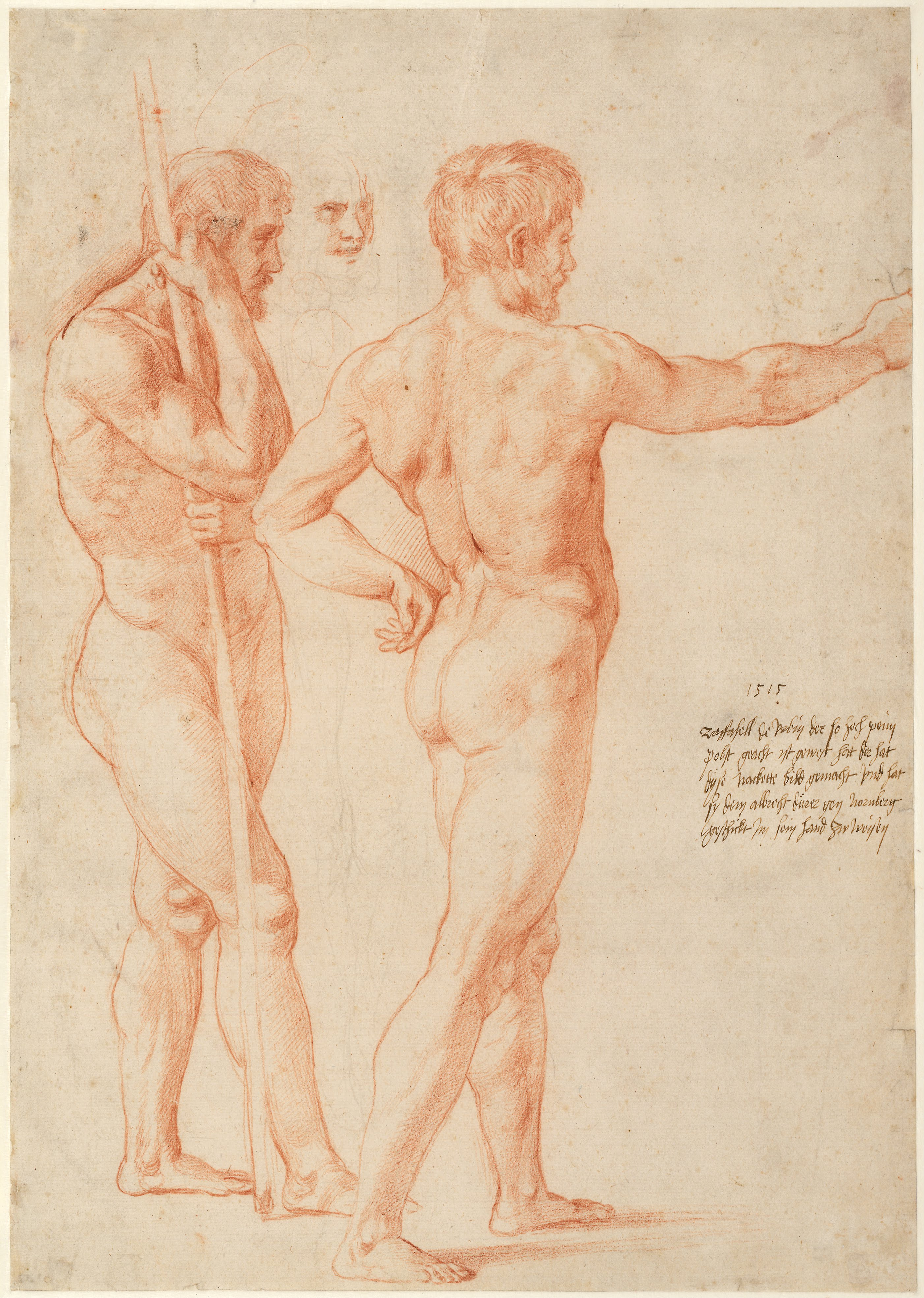
De Slag om Ostia: Naaktstudie, Albertina (met aantekening van Dürer)

### Sibyllen (1511-1514)

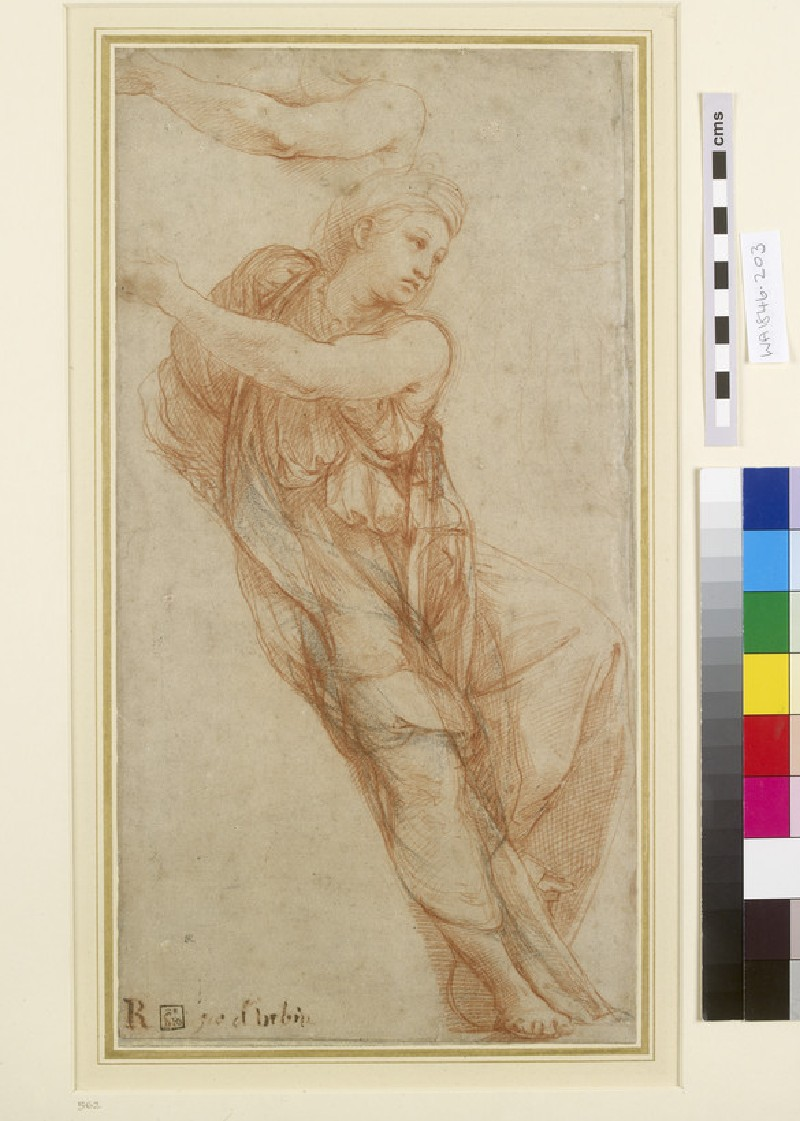
Frygische sibille, Ashmolean
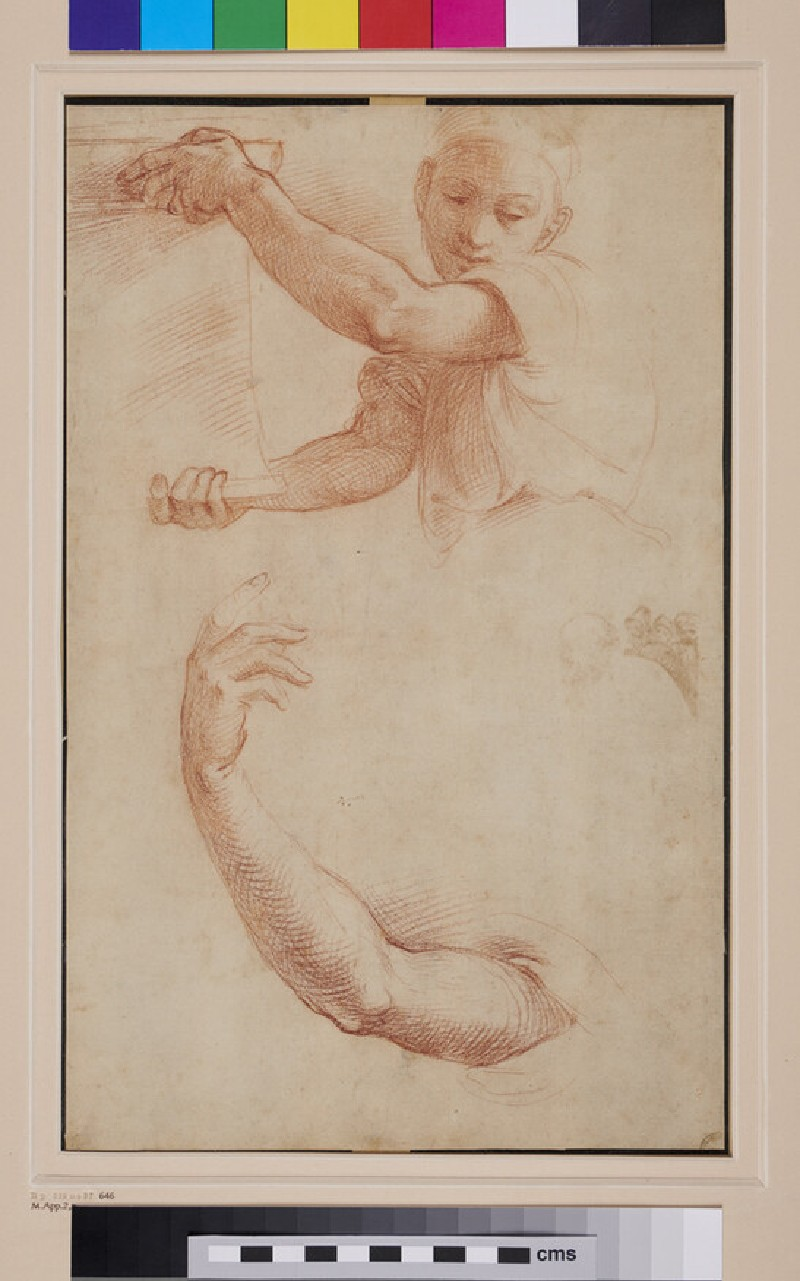
Ashmolean

### Loggia di Psiche (1516-1518)

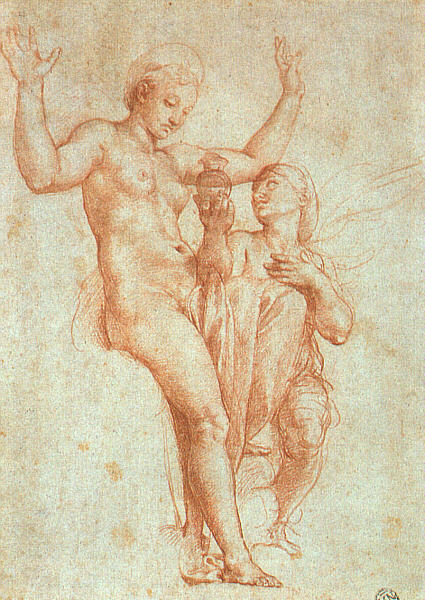
Venus en Psyche
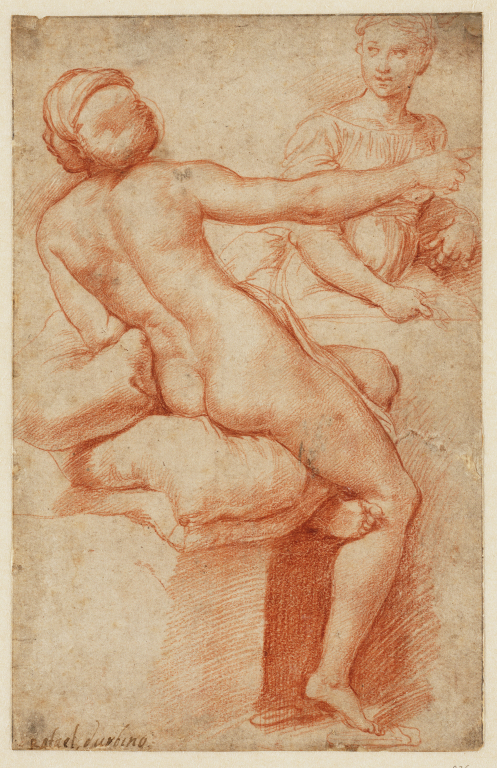
Hebe en Proserpina, (1516-1518), Teylers Museum, Haarlem
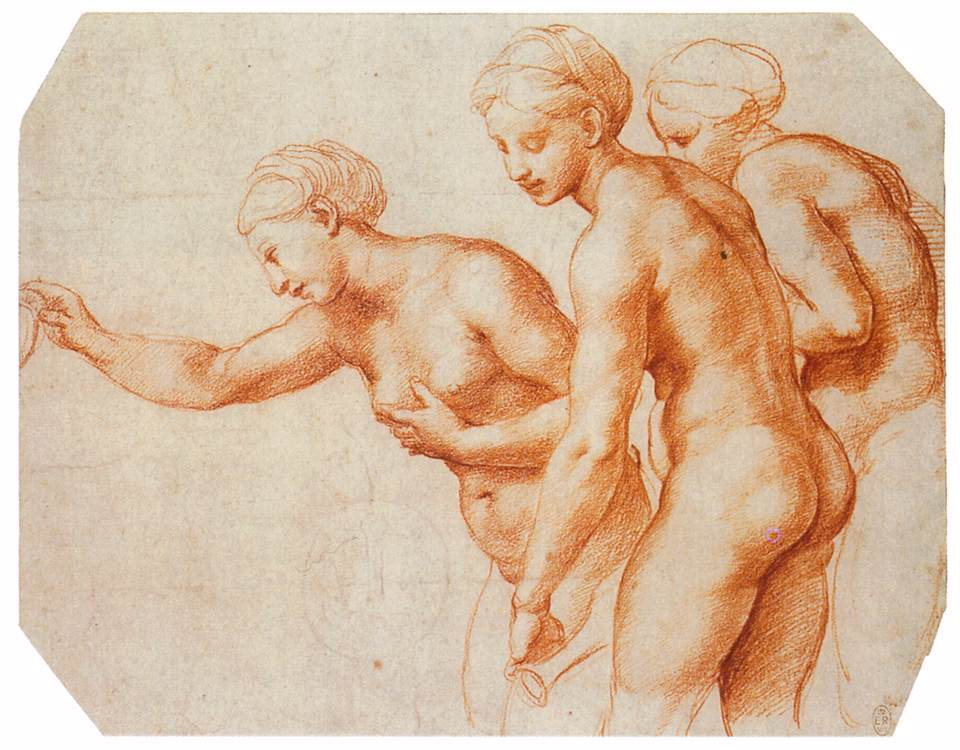
Drie gratiën

### Vaticaanse wandtapijten

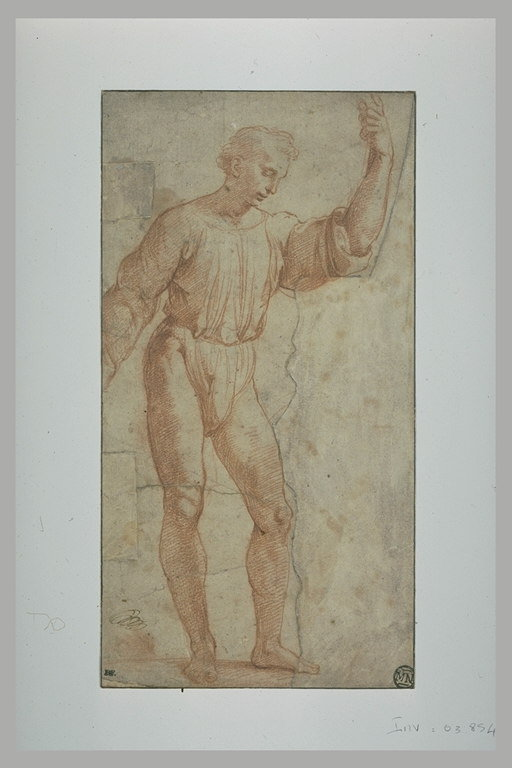
Garzonestudie voor Christus
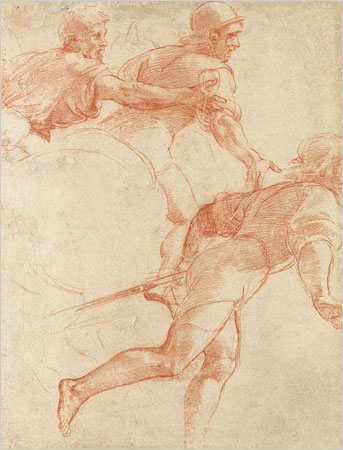
De bekering van Paulus

### De transfiguratie(1520)

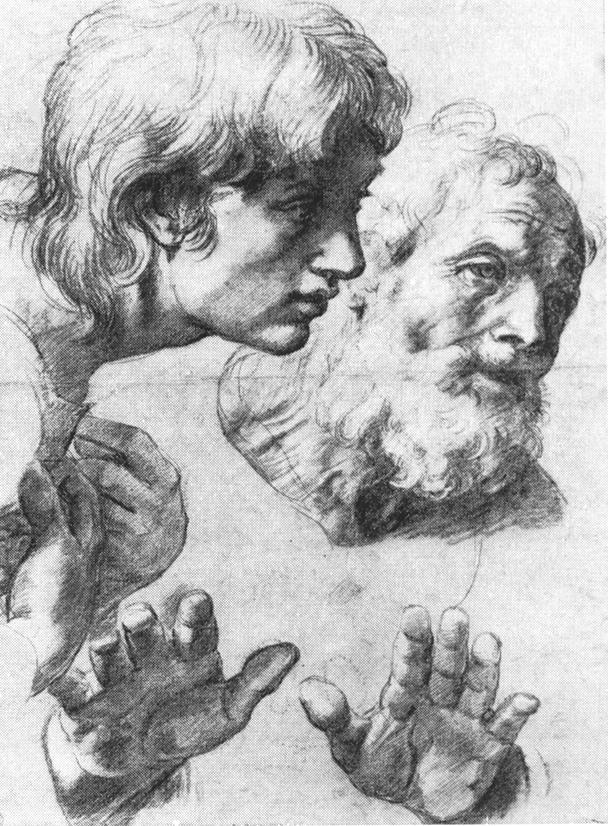
Karton met twee apostelen

### Diverse figuren

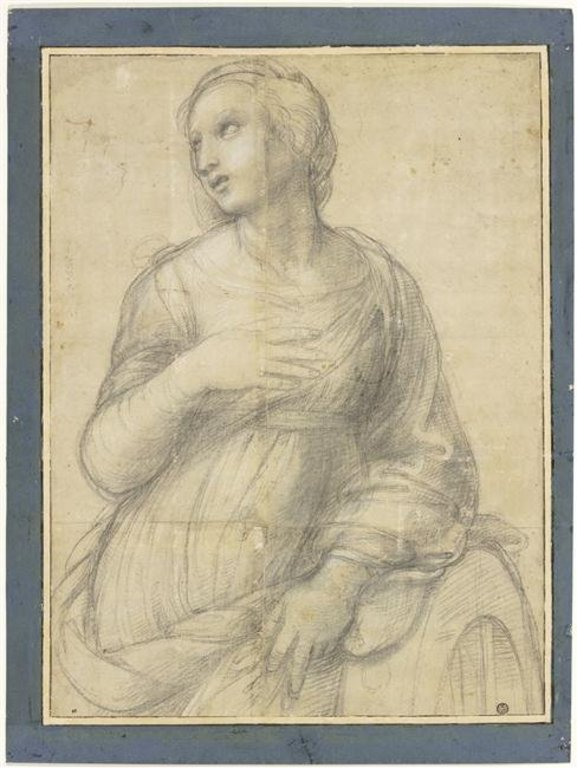
Studie voor De heilige Catharina, Louvre
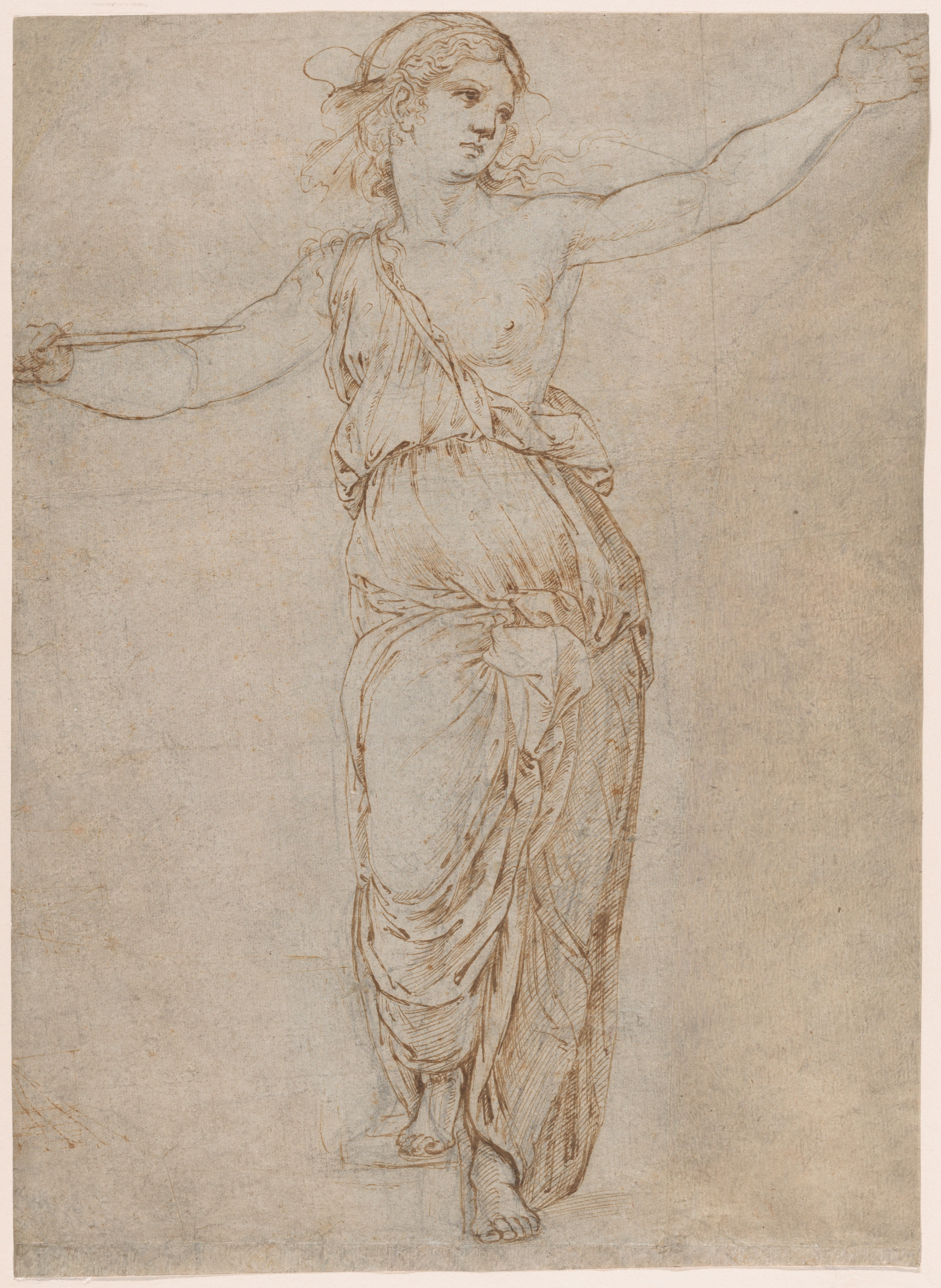
Lucretia, Metropolitan Museum of Art
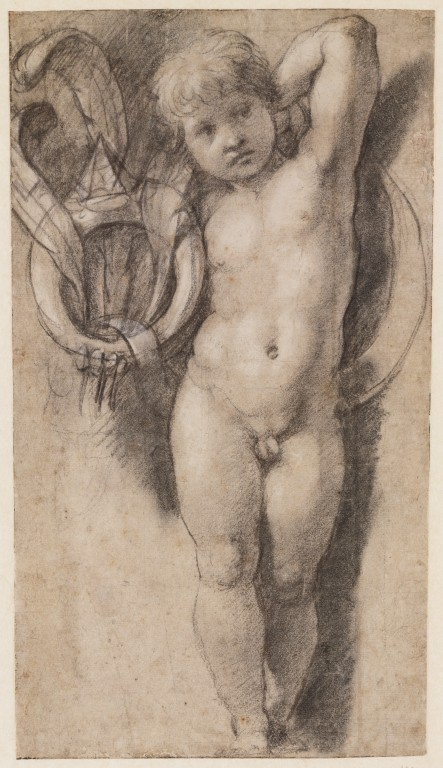
Staande putto met de Medici-ring en veren (vgl. naast Jesaja), 1512-14, Teylers Museum, Haarlem

### Studies naar andere kunstenaars

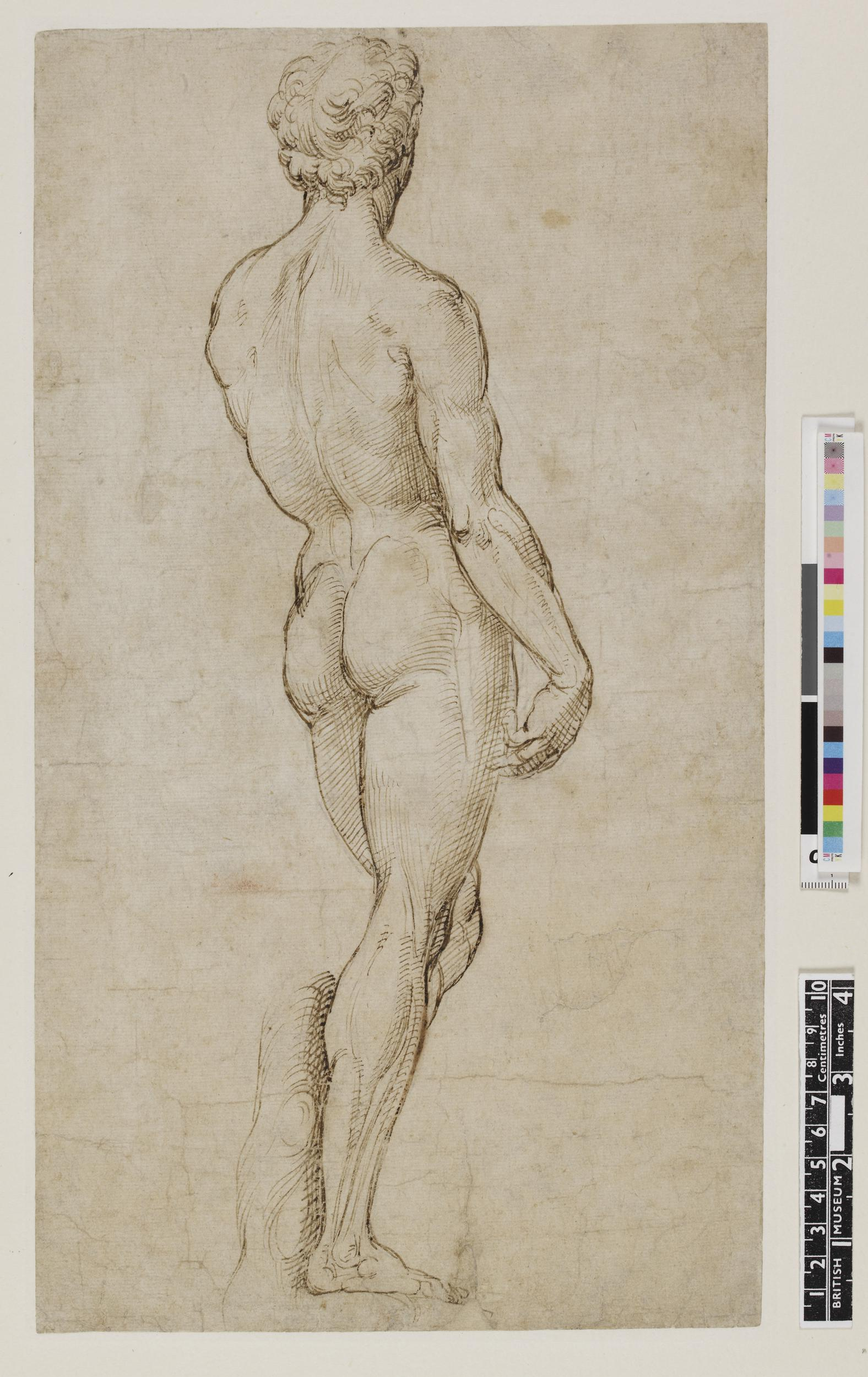
Naar Michelangelo: David, British Museum
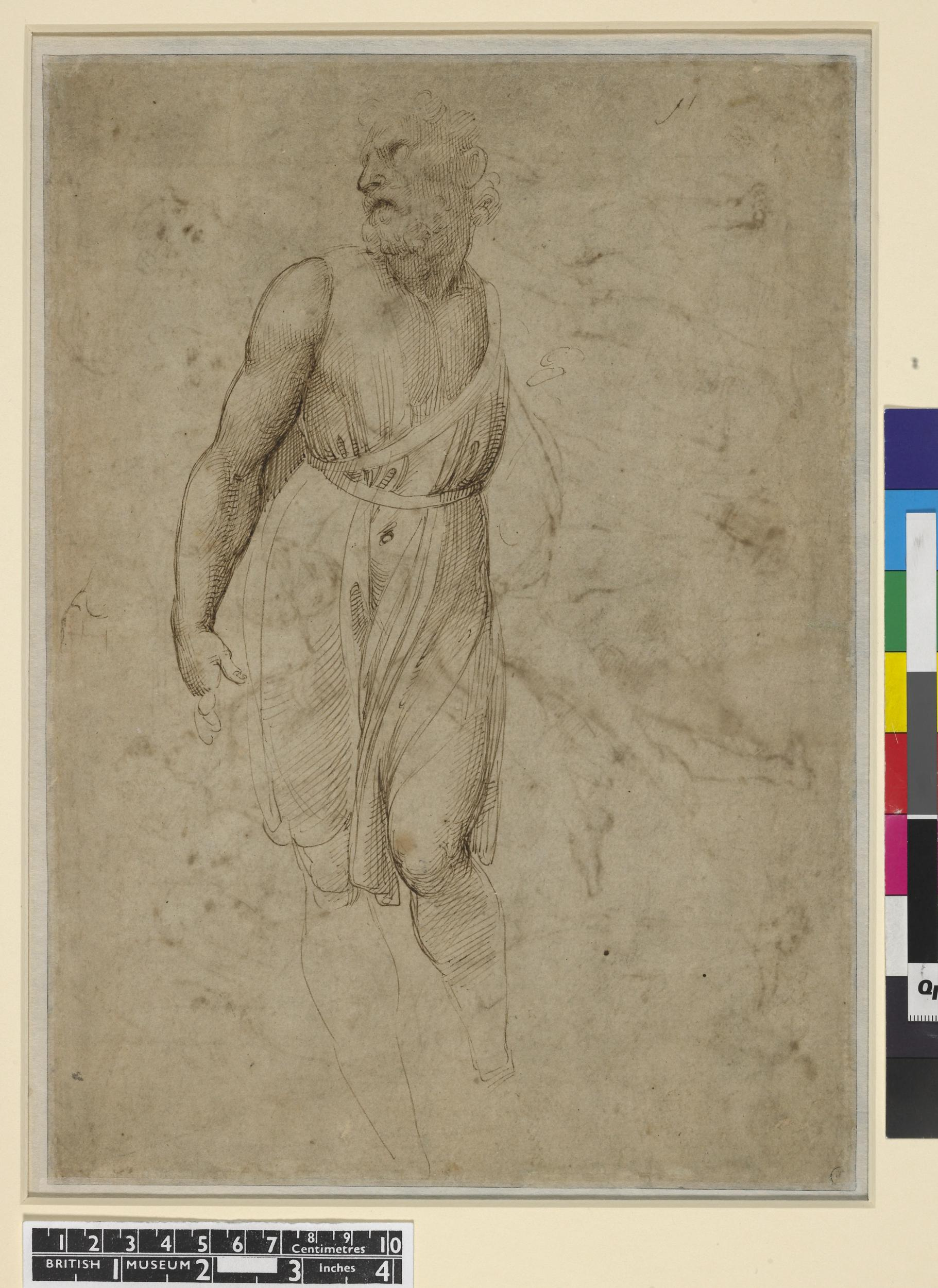
Naar Michelangelo: Matteüs, British Museum
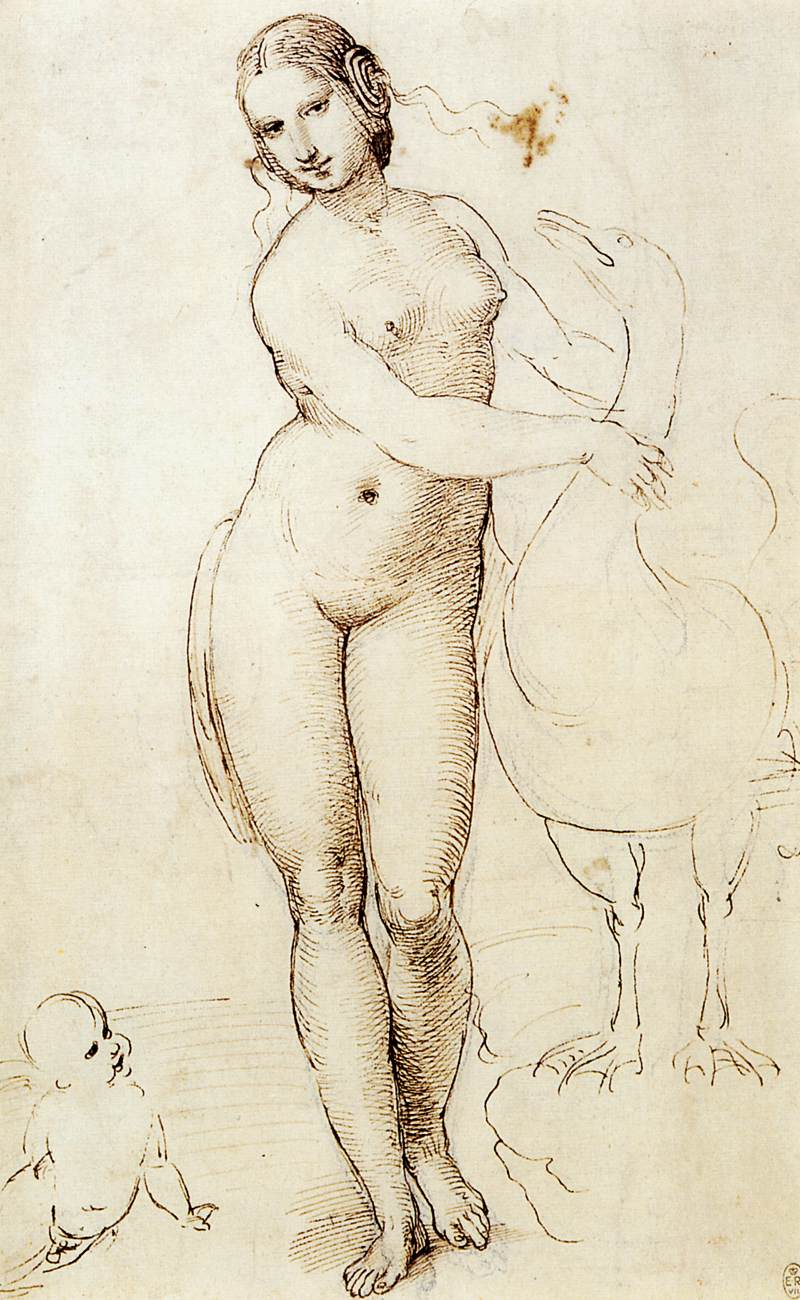
Naar Leonardo: Leda en de zwaan, Royal Collection of the United Kingdom